# Idar-Oberstein

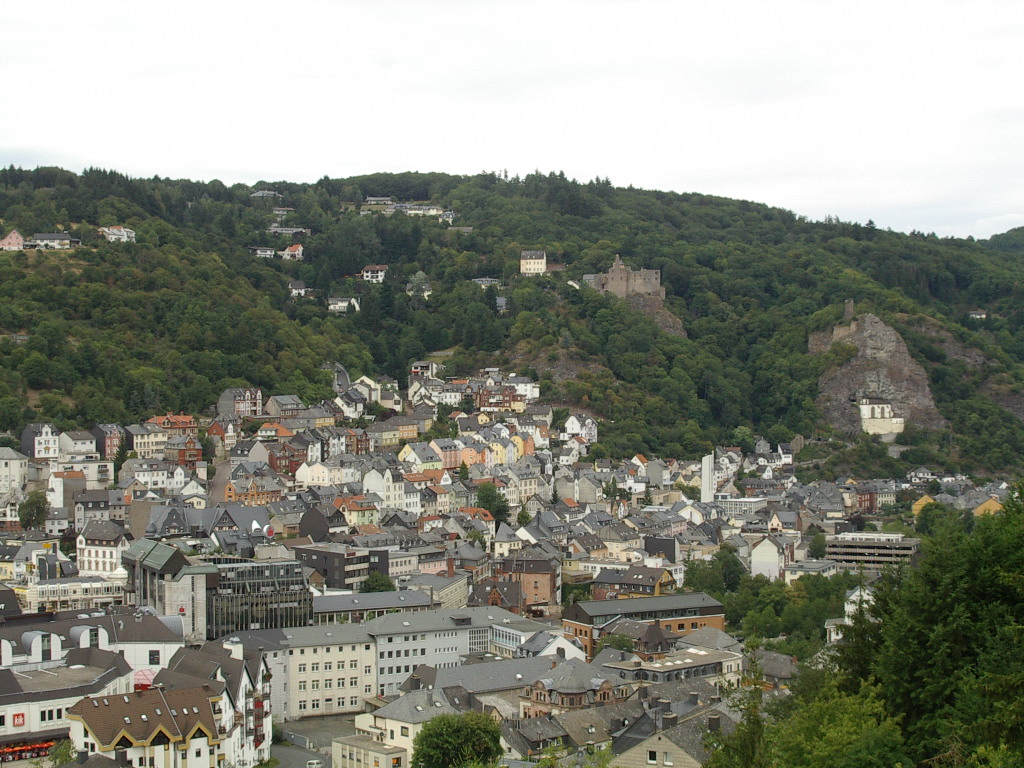
Idar-Oberstein mit Schlossruine Oberstein, Burgruine Bosselstein und Felsenkirche.

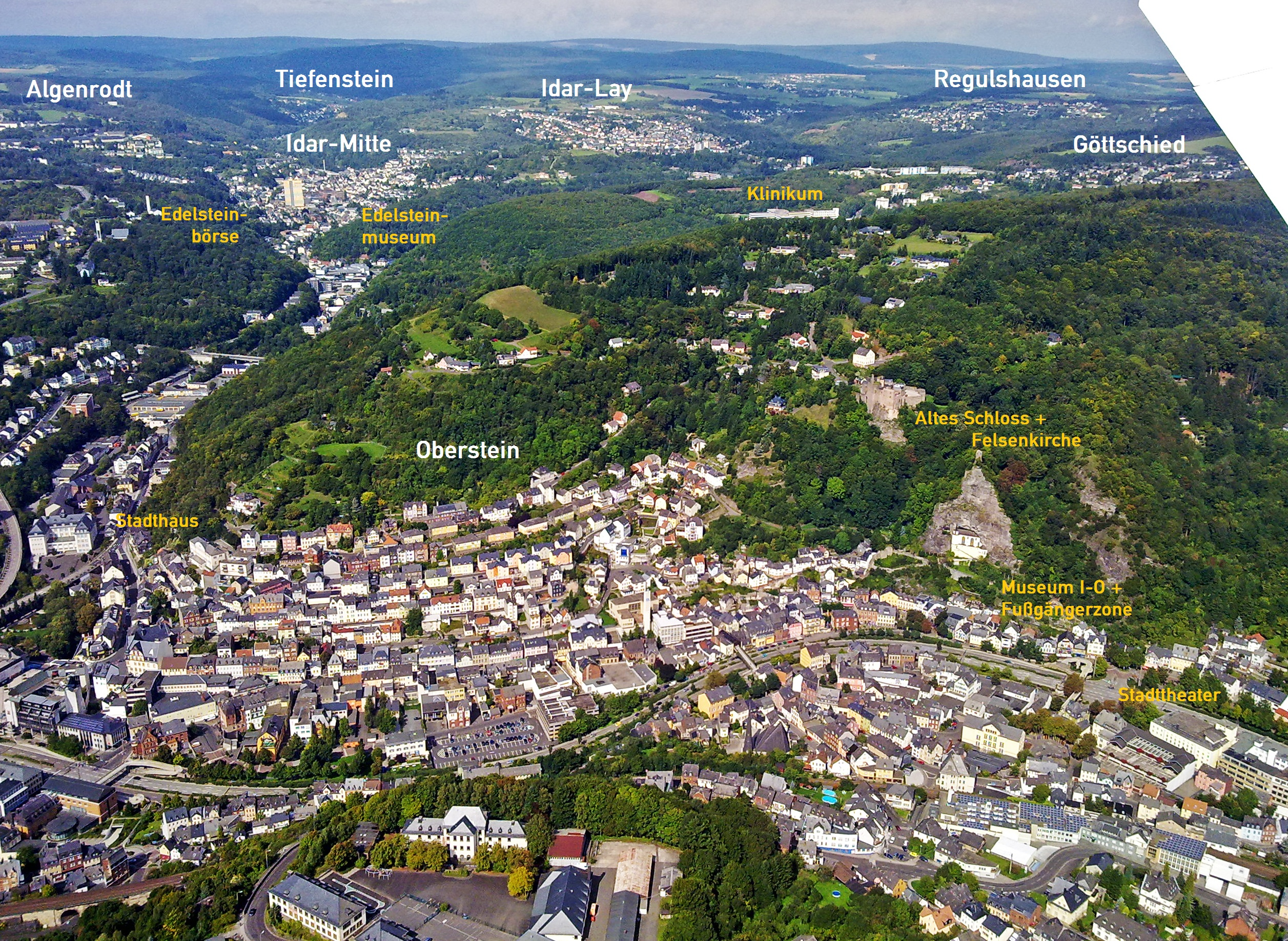
Oberstein, durchzogen von der Nahe-Überbauung. Im Vordergrund die ehem. Hohl-Kaserne; links der Schrift Edelsteinbörse die Türme der beiden Garnisonskirchen.

Idar-Oberstein ist eine verbandsfreie und große kreisangehörige Stadt im Landkreis Birkenfeld in Rheinland-Pfalz.
Die Edelstein- und Garnisonsstadt ist mit 30.170 Einwohnern die bevölkerungsreichste Kommune des Landkreises und ein Mittelzentrum.
Seit 2016 trägt die Kommune den Titel Nationalparkstadt Idar-Oberstein.

## Geographie

### Geographische Lage
Idar-Oberstein liegt an der oberen Nahe zwischen dem Hunsrück im Norden und dem Oberen Nahebergland im Süden.
Größere Städte in der Umgebung sind Trier (ca. 60 Kilometer westlich), Bad Kreuznach (ca. 50 Kilometer nordöstlich) und Kaiserslautern (ca. 55 Kilometer südöstlich).
Die Stadt liegt am Rand des Nationalparks Hunsrück-Hochwald. Die Wasserversorgung bezieht die Stadt aus der Steinbachtalsperre.

### Stadtgliederung und Einwohnerzahlen
Zur Altstadt (Zusammenschluss mit der Verwaltungsreform 1933) gehören Algenrodt, Idar, Tiefenstein und Oberstein.
Die neueren Stadtteile wurden mit der Verwaltungsreform 1969/70 eingemeindet.
| Stadtteile        | Einwohnerzahl | Hauptwohnung | Nebenwohnung |
| ----------------- | ------------- | ------------ | ------------ |
| Algenrodt         | 1.840         | 1.728        | 112          |
| Enzweiler         | 653           | 643          | 10           |
| Georg-Weierbach   | 593           | 557          | 36           |
| Göttschied        | 2.784         | 2.506        | 278          |
| Hammerstein       | 455           | 438          | 17           |
| Idar              | 8.122         | 7.702        | 420          |
| Kirchenbollenbach | 661           | 634          | 27           |
| Mittelbollenbach  | 1.037         | 983          | 54           |
| Nahbollenbach     | 1.891         | 1.796        | 95           |
| Oberstein         | 8.136         | 7.790        | 346          |
| Regulshausen      | 908           | 858          | 50           |
| Tiefenstein       | 2.418         | 2.266        | 152          |
| Weierbach         | 2.465         | 2.326        | 139          |
| Gesamt            | 31.963        | 30.227       | 1.736        |

(Einwohnerzahlen zum 31. Dezember 2022)

### Klima
Die folgenden Werte beziehen sich auf den Zeitraum 1961–1990, also Werte des langjährigen klimatologischen Mittels.
Bei den Temperaturen wird jeweils das arithmetische Mittel der Durchschnittstemperaturen an den Tagen der jeweiligen Monate berechnet. Bei den Niederschlagswerten wird die Summe aller gefallenen Niederschläge berechnet, die Einheit ist mm (Millimeter).
|                        | Jan  | Feb  | Mär | Apr | Mai  | Jun  | Jul  | Aug  | Sep  | Okt | Nov | Dez |   |     |
| Mittl. Temperatur (°C) | −0,6 | −0,2 | 3,8 | 7,0 | 11,6 | 14,8 | 16,9 | 16,4 | 13,0 | 8,8 | 3,1 | 0,3 | ⌀ | 8   |
|                        |      |      |     |     |      |      |      |      |      |     |     |     |   |     |
| Niederschlag (mm)      | 68   | 52   | 66  | 51  | 68   | 67   | 60   | 63   | 55   | 63  | 80  | 81  | Σ | 774 |

|  |

|  |

|  |

|  |

|  |

|  |

|  |

|  |

|  |

|  |

|  |

|  |

|  |

|  |

|  |

|  |

|  |

|  |

|  |

|  |

|  |

|  |

|  |

|  |

| N i e d e r s c h l a g | 68  | 52  | 66  | 51  | 68  | 67  | 60  | 63  | 55  | 63  | 80  | 81  |
|                         | Jan | Feb | Mär | Apr | Mai | Jun | Jul | Aug | Sep | Okt | Nov | Dez |

Die Jahresniederschlagsmenge beträgt 774 mm.

## Geschichte

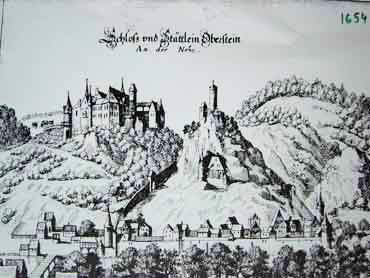
Ansicht von Oberstein nach Matthäus Merian

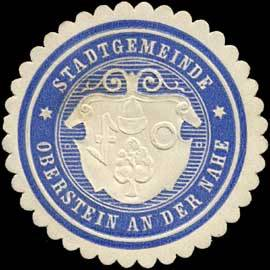
Siegelmarke der Stadtgemeinde Oberstein an der Nahe

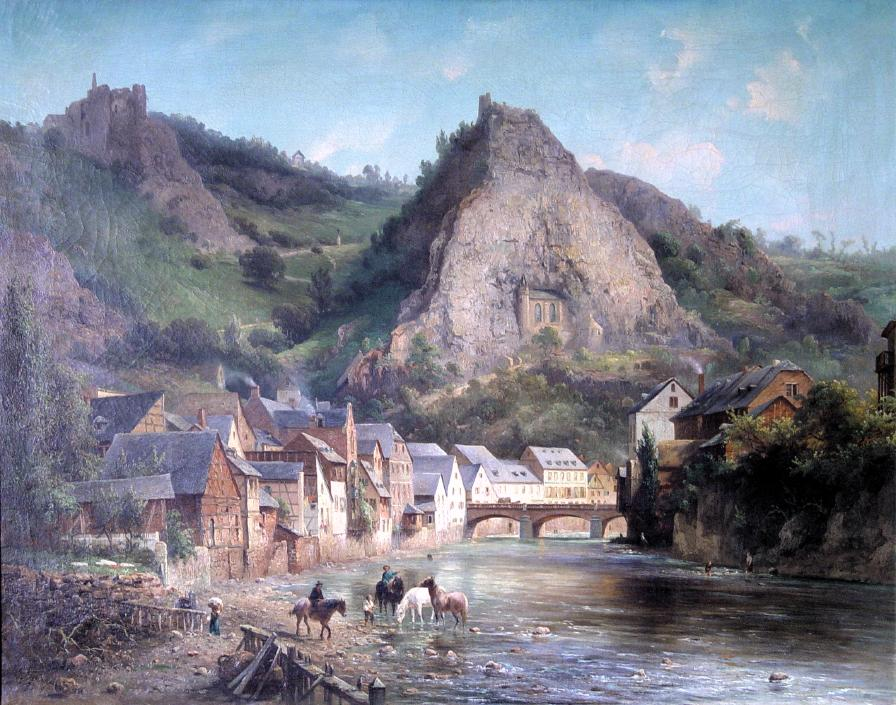
Ansicht von Oberstein, um 1875. Ölgemälde von van Prouyen

Die Stadt Idar-Oberstein ist eine Kommune, die erst seit dem 1. Oktober 1933 besteht. Zuvor entwickelten sich die einzelnen Stadtteile sehr unterschiedlich.

### Altertum und Mittelalter
Oberstein
Der Stadtteil Oberstein entwickelte sich aus der reichsunmittelbaren Herrschaft Oberstein. Die Herren vom Stein (Oberstein), erstmals 1075 erwähnt, hatten ihren Sitz oberhalb der später errichteten Felsenkirche, auf der Burg Bosselstein, welche bereits im 12. Jahrhundert erwähnt wird und als „Altes Schloss“ bekannt ist. Der Kernbereich der Herrschaft wurde begrenzt durch die Nahe, den Idarbach, den Göttenbach und den Ringelbach. Mitte des 13. Jahrhunderts spalteten sich die Obersteiner in die verfeindeten Linien der „Herren von Oberstein“ (Burg Bosselstein) und „von Daun-Oberstein“ (Schloss Oberstein). Erstere verließen schließlich die Gegend und letztere konnten ihren Machtbereich erheblich, auch auf Gebiete südlich der Nahe und den Idarbann, ausdehnen. Als Herrschaftssitz mit der Burg und den Befestigungen – Reste der um 1410 angelegten Stadtmauer sind heute noch „Im Gebück“ sichtbar – konnte Oberstein einen städtischen Charakter entwickeln, ohne jedoch über den rechtlichen Status eines Flecken hinauszukommen. 1682 wurden die Grafen von Leiningen-Heidesheim, 1766 die Grafen von Limburg-Styrum Besitzer der Herrschaft Oberstein, die im Wesentlichen auf das vorgenannte Kerngebiet zusammenschmolz, nachdem der Idarbann im Jahr 1771 an die Hintere Grafschaft Sponheim angegliedert wurde. 1776 wurden die Markgrafen von Baden Besitzer der Herrschaft, nachdem die Hintere Grafschaft Sponheim geteilt wurde.
Idar
Die Besiedlung von Idar kann bis in früheste Zeit durch Bodenfunde nachgewiesen werden. Der Ort Idar rechts des Idarbachs gehörte mit den Orten Enzweiler, Algenrodt, Mackenrodt, Hettenrodt, Hettstein, Obertiefenbach und Kirschweiler zum Idarbann. Das Gebiet gehörte überwiegend den Herren von Oberstein und teilt damit die Geschichte mit Oberstein, doch hatten insbesondere in Tiefenbach und Kirschweiler die Wild- und Rheingrafen sowie die Abtei Tholey Güter und sonstige Rechte.
Weitere Stadtteile
Der Ort Tiefenstein entstand aus der Zusammenlegung der Orte Tiefenbach und Hettstein im Jahr 1909. Die Territorialgeschichte der Idarbann-Gemeinde entspricht der von Idar und Oberstein. Tiefenbach wird in einer Urkunde von 1283 als Hof erwähnt; eine Erwähnung von 1051 kann nicht sicher dem Ort zugeordnet werden. Hettstein wurde 1321 als Henzestein bzw. Hezerten erwähnt und hatte unter anderem wildgräfliche Untertanen als Bewohner.
Das Dorf Algenrodt wird erstmals sicher in einer obersteinischen Lehensurkunde von 1321 als Alekenrod erwähnt. 1324 wurde es von den Herren von Oberstein an die Kyrburger Wild- und Rheingrafen verpfändet. Im Übrigen teilt Algenrodt die Geschichte mit den anderen Idarbann-Gemeinden.
Enzweiler kann Siedlungsspuren bis in römische Zeit nachweisen. 1276 besaß die Abtei Tholey eine Mühle bei Enzweiler. Der Ort selbst ist wohl im 14. Jahrhundert entstanden und war stets Teil des Idarbanns.
Der nördlich der Nahe terrassenförmig auf einem steil zur Nahe abfallenden Gelände gelegene Ort Georg-Weierbach geht wahrscheinlich auf eine Kirchengründung des Mainzer Erzbischofes Hatto im 10. Jahrhundert zurück. 1155 wird der Ort im Zusammenhang mit den Herren von Wirebach (= Weierbach) erwähnt. 1327 wurde der Ort, der kurzzeitig im Besitz der Herren von Randeck war, größtenteils an die Wild- und Rheingrafen verkauft und dem Amt Kyrburg zugeordnet. Die Bezeichnung Georg-Weierbach entstammt dem Patrozinium der Kirche.
Das 1271 erstmals urkundlich erwähnte Göttschied gehörte gemeinsam mit Regulshausen, Gerach und Hintertiefenbach zur Abtei Mettlach („Abteidörfer“). 1561 wurden diese Dörfer an die Hintere Grafschaft Sponheim verkauft.
Hamerzwiller (= Hammerstein) wird 1438 im Gültbuch der Grafschaft Sponheim erwähnt und befand sich bereits 1269 in hintersponheimischem Besitz, als es als Lehen an den Grafen von Schwarzenberg gegeben wurde.
Als Ursprung des Orts Kirchenbollenbach wird eine Kirchengründung des Mainzer Erzbischofs Williges nach 975 angesehen. Erstmals urkundlich nachweisbar ist der Ort 1128 unter dem Namen „Bolinbach“. Zunächst als Lehen der Herren von Schwarzenberg von den Grafen von Zweibrücken belegt, kam der Ort 1595 an die Kirner Wild- und Rheingrafen. Als eine regionale Besonderheit ist hier zu nennen, dass im weiteren Verlauf eine katholische Seitenlinie der überwiegend protestantischen Rheingrafen unter dem Fürsten Johann Dominik von Salm-Kyrburg in Kirchenbollenbach das Simultaneum einführte und eine neue (katholische) Pfarrei gründete.
Als Grundstein des Orts Mittelbollenbach gilt der 1283 als Besitz der Herren von Oberstein im Bereich des Waldgebiets Winterhauch erwähnte Hof Bollenbach. 1432 wurden die Herzöge von Lothringen mit Nah- und Mittelbollenbach belehnt, was nach dem Erlöschen der Obersteiner Linie wegen der komplizierten Erbfolge zu erbitterten Auseinandersetzungen führte. Erst im Jahr 1778 kam es zum Verzicht der Lothringer zu Gunsten von Kurtrier.
Bis 1667 entspricht die Geschichte Nahbollenbachs der von Mittelbollenbach. Dann wurde Nahbollenbach von Lothringen als Allodialbesitz von Oberstein anerkannt, verblieb aber seit 1682 als kurtrierisches Lehen bei der Herrschaft.
Das Abteidorf Regulshausen gehörte zur Abtei Mettlach und wurde 1561 von dieser an die Hintere Grafschaft Sponheim verkauft. Die älteste urkundliche Erwähnung ist aus dem Jahr 1491.
Als „Weygherbach“ ist Weierbach 1232 erstmals erwähnt und gehörte zum vordersponheimischen Amt Naumburg. Die späteren Besitzer der Vorderen Grafschaft Sponheim waren die Markgrafen von Baden, wodurch der Ort auch unter dem Namen Baden-Weierbach bekannt wurde. Die häufig benutzte Bezeichnung Martin-Weierbach entstammt dem Patrozinium der Kirche.

### Neuzeit

#### Französische Herrschaft
Nach Auflösung der alten Herrschaften führten ab 1794 die neuen französischen Herren eine umfassende Neuorganisation der territorialen (und sozialen) Struktur herbei. Der gesamte Raum gehörte zum Arrondissement Birkenfeld im Département de la Sarre und war vom 4. November 1797 nominell und nach den Vereinbarungen beim Frieden von Lunéville ab dem 9. März 1801 offiziell bis 1814 französisches Staatsgebiet. Die Einführung des Code civil, eine Justizreform und ganz besonders die Abschaffung von Adel und Klerus mit dem damit verbundenen Wegfall von Fron und anderen Lasten machten die französische Herrschaft rasch populär. Die enorme Steuerbelastung und die ständigen Aushebungen zu Gunsten der französischen Armee drückten jedoch auf die Menschen der Region.

#### Preußen und Oldenburg
Nach dem Ende der napoleonischen Herrschaft wurde der Raum erneut neu strukturiert. Auf der Grundlage des Artikels 25 der Schlussakte zum Wiener Kongress kam der Nordteil des Département de la Sarre im Juni 1815 zunächst an Preußen. In Oberstein wurde ein preußisches Landratsamt errichtet. Da sich Preußen im Pariser Frieden von 1815 verpflichtet hatte, aus diesem Gebiet einen Bereich mit zusammen 69 000 Einwohnern an den Herzog von Sachsen-Coburg-Saalfeld (20 000 Seelen), den Herzog von Oldenburg (20 000 Seelen) und andere kleine Fürsten abzugeben und dieses im Artikel 49 der Schlussakte zum Wiener Kongress festgelegt wurde, kam es zu einer weiteren Aufteilung der Region.
Die südlich der Nahe gelegenen Orte Hammerstein, Kirchenbollenbach, Mittelbollenbach, Nahbollenbach und Martin-Weierbach sowie der Homerische Hof kamen daher 1816 an das Fürstentum Lichtenberg der Herzöge von Sachsen-Coburg-Saalfeld. Die Coburger Herzöge waren mit diesem Zugewinn nicht zufrieden, wie auch die Einwohner des Fürstentums Lichtenberg mit den Coburgern unzufrieden waren. Das Gebiet wurde 1834 für zwei Millionen Taler von Sachsen-Coburg und Gotha an Preußen verkauft und in den Landkreis St. Wendel umgewandelt, aus dessen nicht in das Saargebiet eingegliederten Teilen nach dem Ersten Weltkrieg der Restkreis Sankt Wendel-Baumholder hervorging. Die Preußen wurden ebenfalls nicht geliebt, weil sie teils mit militärischer Macht die eigene Ordnung durchsetzten. Man trug ihnen nach, dass sie u. a. auf coburgischen Hilferuf zum Hambacher Fest im Mai 1832 eine Protestkundgebung in St. Wendel, wo auch in napoleonischer Tradition ein Freiheitsbaum gesetzt wurde, mit militärischer Gewalt beendeten.

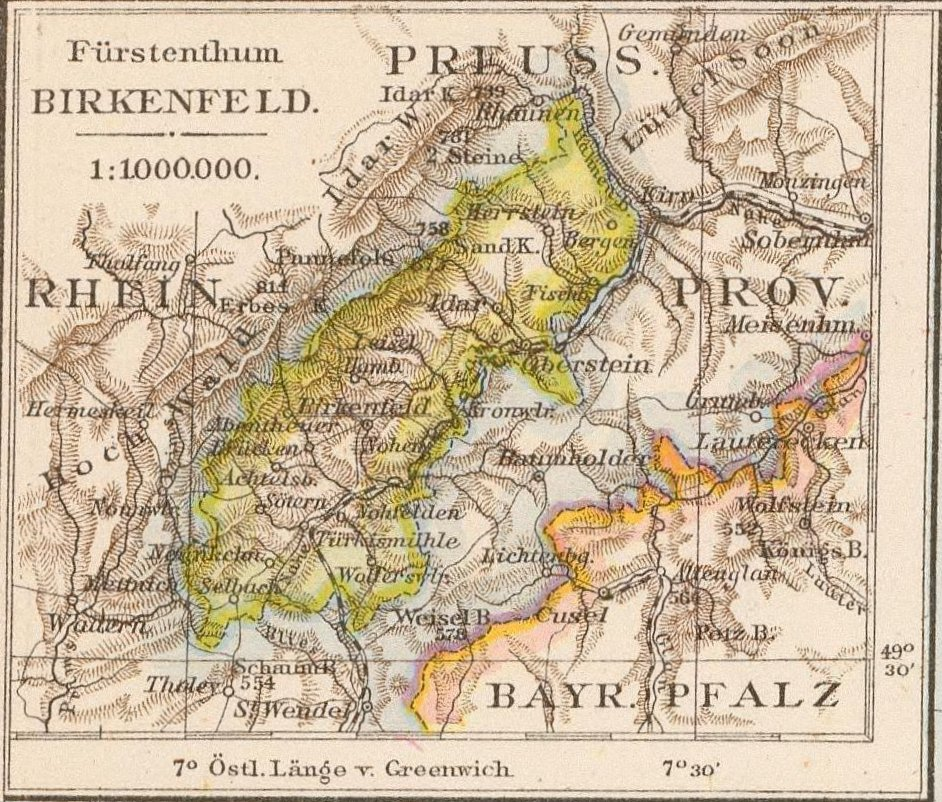
Fürstentum Birkenfeld, Landkarte von Richard Andree, 1881

Idar, Oberstein, Tiefenstein, Algenrodt, Enzweiler, Georg-Weierbach, Göttschied und Regulshausen wurden am 16. April 1817 Teil des neu geschaffenen oldenburgischen Fürstentums Birkenfeld im Amt Oberstein mit den Bürgermeistereien Herrstein, Oberstein und Fischbach. Die französische Gesetzgebung blieb bestehen, doch erließ der Herzog ein Staatsgrundgesetz, womit die Bevölkerung nicht einverstanden war, weil sie lieber bei Preußen geblieben wäre. Diese Fortsetzung der deutschen Kleinstaaterei wurde insbesondere in Idar und Oberstein sehr kritisch gesehen, im Gegensatz zu dem nun zur Residenzstadt aufgestiegenen Birkenfeld. Die seinerzeit schon überregional bis international ausgerichtete Schmuckindustrie und die bei aller Provinzialität doch weltläufigen Edelsteinhändler empfanden dieses, zumal nach der jahrelangen Zugehörigkeit zu Frankreich mit der mondänen Metropole Paris und den dort getätigten guten Geschäften, als Rückschritt und forderten z. T. energisch, aber erfolglos, den erneuten Anschluss an Preußen. Dennoch konnten sich die Oldenburger rasch bei der Bevölkerung beliebt machen, weil sie eine uneigennützige Verwaltung installierten, die unabhängige Rechtsprechung sicherstellten und vielfältige Aktivitäten zu Gunsten der Bauern und der Wirtschaft einleiteten. Ein geordnetes Schulsystem (1830 wurde in Oberstein eine Bürgerschule eingerichtet) und der vorübergehende Verzicht auf die Aushebung für den Militärdienst unterstützten dieses positive Bild. Es wurden Straßen ausgebaut und eine Fahrpost eingerichtet. Der Bau der Nahe-Eisenbahn und die Inbetriebnahme der Strecke von Bad Kreuznach nach Oberstein am 15. Dezember 1859 führten zu einem weiteren wirtschaftlichen Aufschwung. 1865 wurden den Kommunen Oberstein und Idar formell das Stadtrecht durch Oldenburg verliehen.

#### Kaiserreich, Weimarer Republik und Drittes Reich

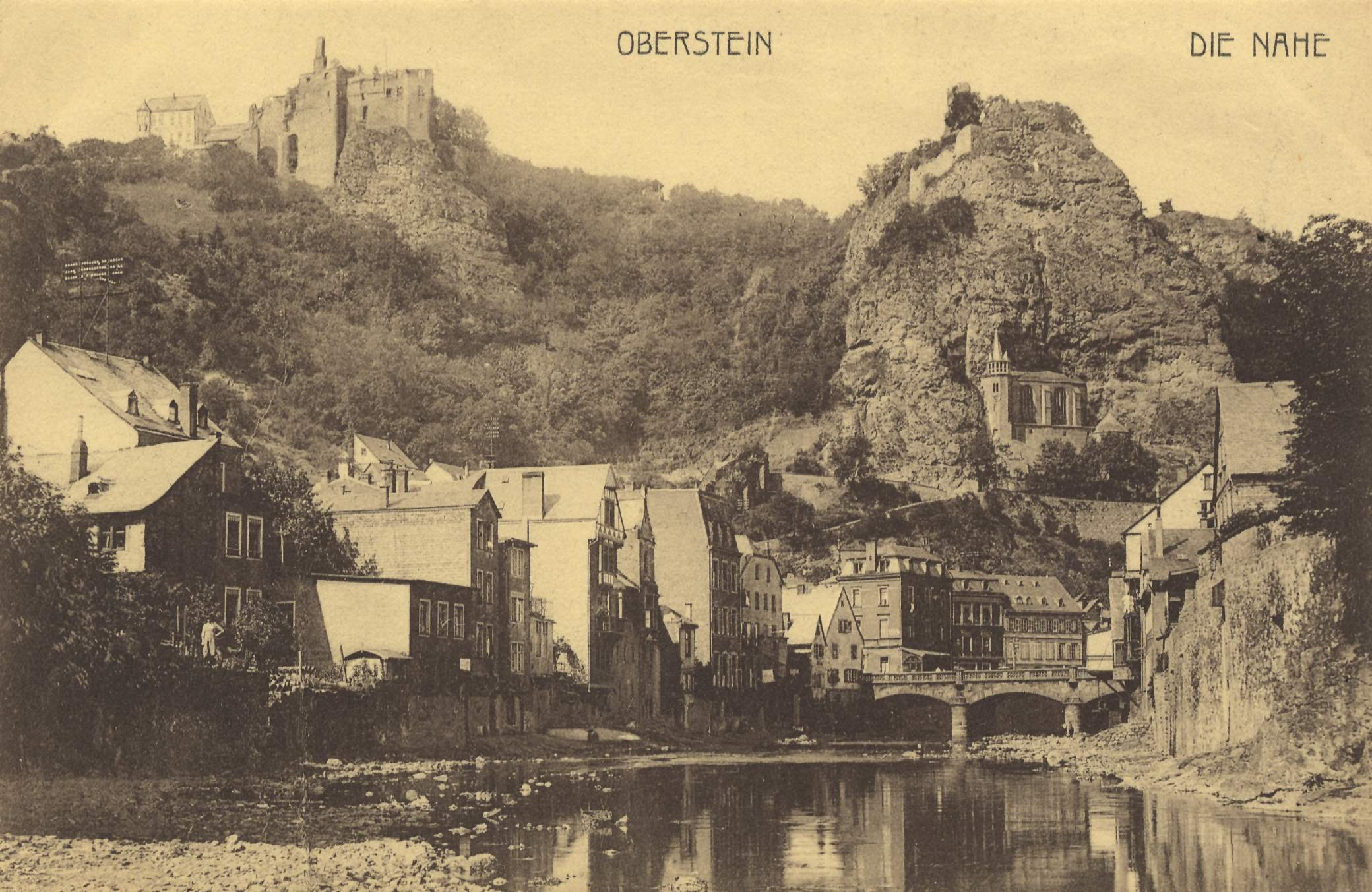
An der Nahe um 1900

Mit der Reichsgründung 1871 gehörten die Gemeinden und Städte dem Deutschen Kaiserreich an. Nach Ende des Ersten Weltkriegs verzichtete der oldenburgische Großherzog Friedrich August auf seinen Thron. Aus dem Fürstentum Birkenfeld wurde der Landesteil Birkenfeld des Freistaats Oldenburg. Der Landesteil Birkenfeld wurde am 4. Dezember 1918 wie das gesamte Rheinland von französischen Truppen besetzt, die erst zum 30. Juni 1930 wieder abzogen (siehe Alliierte Rheinlandbesetzung). Nach dem Untergang des Kaiserreiches blieben die Gemeinden Teil des nun in eine Republik umgewandelten Deutschen Reiches.
Bei der Oldenburgischen Landtagswahl am 17. Mai 1931 erreichte die NSDAP über 37 Prozent der abgegebenen Stimmen, konnte jedoch noch nicht die Regierung bilden. Nachdem die NSDAP zunächst eine Toleranzerklärung für die bestehende Regierung abgegeben hatte, forderte sie bald die Auflösung des Landtags. Da dieser die Auflösung verweigerte, strengten die Nationalsozialisten ein Volksbegehren an, das zu einem Volksentscheid führte, mit dem am 17. April 1932 der oldenburgische Landtag aufgelöst wurde. Es kam damit zu einer noch weitgehend freien Neuwahl zum Oldenburger Landtag am 29. Mai 1932, die mit einem Gesamtstimmenanteil von 48,38 Prozent zu einem Sieg der NSDAP führte, die damit 24 von 46 Sitzen – eine absolute Mehrheit – erlangte. In der Stadt Idar erreichten die Nationalsozialisten über 70 Prozent der abgegebenen Stimmen. Damit konnten sie bereits vor der offiziellen Machtübernahme im Deutschen Reich im Oldenburgischen mit Billigung der Deutschnationalen Volkspartei, die über zwei Sitze verfügte, regieren.
Eine der ersten Initiativen der neuen Machthaber war der Erlass einer Verwaltungsreform für das Land Oldenburg, dem am 27. April 1933 das ähnliche Gesetz zur Vereinfachung und Verbilligung der Verwaltung für den Landesteil Birkenfeld folgte. Damit wurden insgesamt 18 ehemals selbständige Orte zusammengelegt, so auch die bis dahin selbständigen Städte Idar und Oberstein mit den Gemeinden Algenrodt und Tiefenstein zur neuen Stadt Idar-Oberstein. Das Gesetz wurde innerhalb weniger Wochen ohne weitere Diskussion oder Beteiligung, unter Ausschluss der Öffentlichkeit und auch gegen den Willen der nicht gefragten Gemeinden wie Herrstein und Oberwörresbach, Rötsweiler und Nockenthal, Hoppstädten und Weiersbach durchgesetzt. Die Nationalsozialisten unter dem Kreisleiter Herbert Wild aus Idar besetzten bis zum Ende des Nazireichs alle wesentlichen öffentlichen Positionen. Am 1. Oktober 1933 wurden die Städte Oberstein und Idar zur Stadt Idar-Oberstein zusammengelegt.
1937 wurde auf der Grundlage des Groß-Hamburg-Gesetzes der oldenburgische Landesteil Birkenfeld aufgelöst und mit dem Restkreis Sankt Wendel-Baumholder in den preußischen Landkreis Birkenfeld überführt, dem alle Gemeinden der heutigen Stadt Idar-Oberstein angehörten. Im Zuge der Remilitarisierung des Rheinlandes wurde Idar-Oberstein ab 1938 deutsche Garnisonsstadt.

#### Bundesrepublik Deutschland
Nach dem Zweiten Weltkrieg gehörte das heutige Stadtgebiet zum Gebiet der Französischen Besatzungszone und der Landkreis Birkenfeld wurde ein Teil des Bundeslandes Rheinland-Pfalz. Im Zuge der rheinland-pfälzischen Kommunalgebietsreform wurden neun Umlandgemeinden eingemeindet. Am 7. Juni 1969 wurden die Gemeinden Enzweiler, Göttschied, Hammerstein und Regulshausen eingemeindet, am 7. November 1970 erfolgte die Eingemeindung von Georg-Weierbach, Kirchenbollenbach, Mittelbollenbach, Nahbollenbach und Weierbach.
Dieser Gebietsreform gingen umfangreiche, teilweise im Verborgenen geführte Gespräche des damaligen Idar-Obersteiner Oberbürgermeisters Wittmann mit Verhandlungsangeboten an insgesamt 22 Gemeinden des Umlands voraus („Umlandgespräche“). Einer der Gründe war die damals erkennbare Abwanderung von Idar-Obersteiner Bürgern in die Umlandgemeinden, die umfangreiche Neubaugebiete bereitstellten – unter anderem Göttschied, Rötsweiler-Nockenthal und Kirschweiler –, während im Stadtgebiet selbst auf Grund der problematischen Geländestruktur derartige Neubauflächen kaum vorhanden waren. Ebenso mangelte es im Stadtgebiet an geeigneten Flächen für Industrieansiedlungen. Überraschend war das ohne vorhergehende Idar-Obersteiner Initiative geäußerte Beitrittsbegehren des Orts Weierbach. Dieser grenzte seinerzeit noch nicht an die Stadt Idar-Oberstein an und war als Nukleus für eine neue Großgemeinde oder Stadt vorgesehen, die unter anderem aus den dann zusammenzulegenden Gemeinden Weierbach, Fischbach, Georg-Weierbach und Bollenbach bestehen sollte.

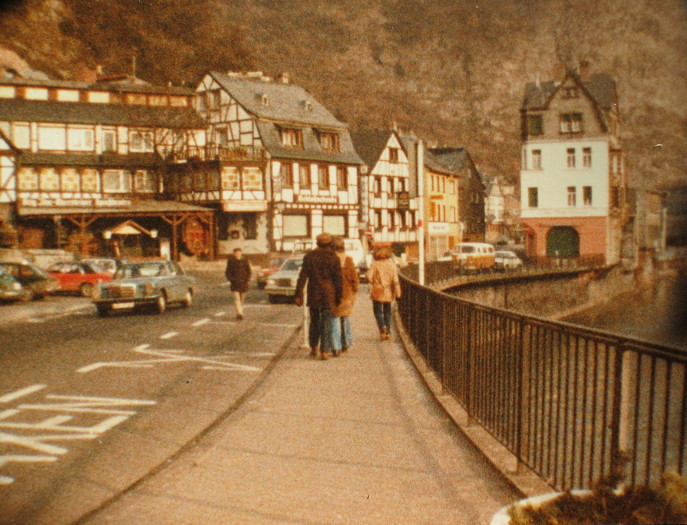
Idar-Oberstein vor der Naheüberbauung (ca. 1980)

Am 1. April 1960 wurde die Stadt Idar-Oberstein auf ihren Antrag hin von der Landesregierung zur Großen kreisangehörigen Stadt erklärt. Mit Ausnahme von Georg-Weierbach waren in den Orten bzw. den Gemeinderäten die Mehrheiten zu Gunsten der Auflösung der jeweiligen Gemeinde und des anschließenden Beitritts zur Stadt Idar-Oberstein sehr deutlich. Trotzdem kam es insbesondere im ehemaligen Amt Weierbach, das nun seiner Kerngemeinden beraubt war, zu erbitterten Diskussionen und auch verwaltungsgerichtlichen Auseinandersetzungen. Im April 1970 legte das Amt Weierbach Verfassungsbeschwerde beim rheinland-pfälzischen Verfassungsgerichtshof ein, der am 8. Juli 1970 feststellte, dass das Landesgesetz über die Verwaltungsvereinfachung in Rheinland-Pfalz in Teilen verfassungswidrig sei. Das Selbstverwaltungsrecht des Amts Weierbach sei durch das Gesetz beeinträchtigt und die Lebensfähigkeit des Gemeindeverbands gefährdet. Damit wurden Weierbach, Georg-Weierbach, Nah-, Mittel- und Kirchenbollenbach mit sofortiger Wirkung wieder ausgemeindet und selbständig. Nach erbitterten Auseinandersetzungen zwischen der Stadt Idar-Oberstein gemeinsam mit den Fusionsbefürwortern einerseits und dem Amt Weierbach und den Fusionsgegnern andererseits, die in Demonstrationen, Versammlungen oder Leserbriefduellen ihre Überzeugungen vertraten, fand Anfang September 1970 eine Bürgerbefragung mit einer Abstimmung im Amt Weierbach statt. Das Ergebnis entsprach dem vorherigen Stand: die zuvor nach Gerichtsbeschluss abgetrennten Gemeinden stimmten mit fast 80 Prozent der abgegebenen Stimmen für den Anschluss an Idar-Oberstein, während die übrigen Gemeinden des Amts Weierbach – Sien, Sienhachenbach, Schmidthachenbach, Fischbach, Zaubach und Dickesbach – mit einer Quote von rund 95 Prozent für den Erhalt des Amts Weierbach votierten.
Mit dieser Stadterweiterung hatten sich die Schwerpunkte im Kreis Birkenfeld wesentlich verschoben. Idar-Oberstein konnte sich als Mittelzentrum weiterentwickeln: Die Schullandschaft wurde erweitert (Realschule, Heinzenwies-Gymnasium), Neubaugebiete konnten ausgewiesen werden (besonders in Göttschied, Regulshausen und Weierbach), es war Raum für ein neues Krankenhausgebäude vorhanden und neue Flächen für Industrie- und Gewerbeansiedlung standen zur Verfügung (zum Beispiel Globus-Handelshof in Weierbach und das Einkaufszentrum EKZ in der Vollmersbach).
Da Idar-Oberstein nicht nur über eine gute Allgemeininfrastruktur, sondern nach der Inbetriebnahme der Steinbachtalsperre über mehr als ausreichende Wasservorräte verfügte, war die Beitrittsoption für viele weitere Gemeinden attraktiv. Auf Initiative des Oberbürgermeisters Wittmann, der ein Gutachten eines Osnabrücker Planungsbüros zur Untersuchung des Verhältnisses der Stadt zu 25 weiteren Nachbargemeinden erstellen ließ, wurde in einem Stadtratsbeschluss die „unbedingte Eingemeindung“ der Gemeinden Fischbach, Dickesbach, Zaubach, Mittelreidenbach, Oberreidenbach, Schmidthachenbach, Sienhachenbach, Sein, Hintertiefenbach und Vollmersbach gefordert. Die Gemeinden Rötsweiler-Nockenthal, Siesbach, Gerach, Veitsrodt, Kirschweiler, Hettenrodt und Mackenrodt sollten ein Eingliederungsangebot erhalten. Daraufhin wurde die Kreisverwaltung in Birkenfeld aktiv, und es kam zu einem Kreistagsbeschluss, in dem die als rücksichtslos empfundene Eingemeindungspolitik der Stadt Idar-Oberstein verurteilt wurde. Da sich mittlerweile bei den Beitrittsgemeinden und auch der Stadt Idar-Oberstein selbst eine gewisse Ernüchterung hinsichtlich der Eingemeindungen eingestellt hatte, verliefen alle weiteren Initiativen im Sand bzw. wurden eingestellt.
Am 1. Januar 1994 wurde der den Truppenübungsplatz umfassende Gutsbezirk Baumholder aufgelöst, wobei mehrere Flurstücke, auf denen die Gemarkungen abgesiedelter Gemeinden lagen, auch an die Stadt Idar-Oberstein fielen, die ihre Stadtfläche so vergrößerte.

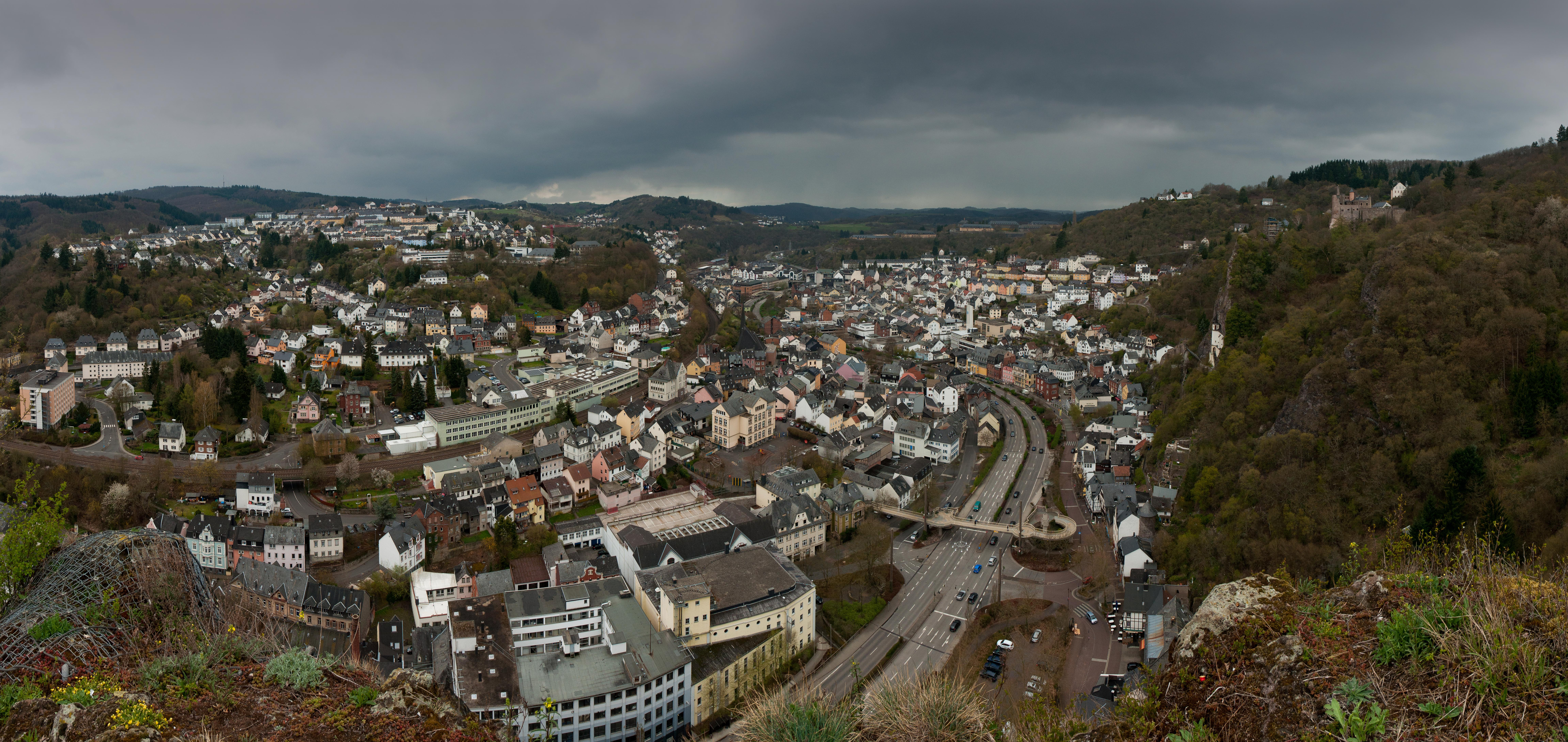
Idar-Oberstein, 2012, Panorama von Osten her

### Wirtschaftsgeschichte
Die Orte Idar und Oberstein entwickelten sich ab der Mitte des 19. Jahrhunderts neben Pforzheim, Hanau und Schwäbisch Gmünd zu einem der vier wichtigsten Schmuckzentren Deutschlands. Aufgrund der natürlichen Vorkommen an Achaten, Jaspis und anderen Edelsteinen waren in Idar und Oberstein schon früh die Berufe des Achatschleifers und später auch des Achatbohrers entstanden. Als Folge siedelten sich um 1660 Goldschmiede in der Region an, denn durch das Fassen der Achatwaren konnten deren Absatzmöglichkeiten gesteigert werden. Die Goldschmiede siedelten sich hauptsächlich am Obersteiner Naheufer an, die Achatschleifer hingegen am Idarbach wegen der besseren Wasserverhältnisse zum Betreiben der Schleifsteine. Da die Nahe regelmäßig Hochwasser führte, hätte sie die Schleifmühlen überschwemmt. Für die Goldschmiede war die Nahe jedoch ideal, da sie für viele Arbeitsvorgänge Wasser brauchten. Deshalb lagen alle frühen Fabrikgründungen am Obersteiner Naheufer.
Um die Mitte des 18. Jahrhunderts erschöpften sich die regionalen Achatvorkommen. In Idar verarbeitete man von da an brasilianischen Achat, in Oberstein fand eine Entwicklung zur reinen Metallwarenherstellung statt, und das Goldschmiedehandwerk emanzipierte sich von der Achatschleiferei. Dies führte in Oberstein Ende des 19. Jahrhunderts zur Gründung zahlreicher Uhrkettenfabriken, die zu einem weltweit bedeutenden Industriezweig wurden. Mit dem Aufkommen der Armbanduhr während des Ersten Weltkriegs wurde die Produktion mehr und mehr auf Modeschmuck umgestellt. Die großen Namen waren z. B. Jakob Bengel, Klein & Quenzer, Ziemer & Söhne, Carl August Haupt, Gebrüder Stern, Gottlieb & Wagner, Carl Maurer Sohn, Walter Fischer, Ernst Schindler – Prägeanstalt – u. v. m. Mit dem Aufkommen verschärfter Umweltauflagen und der Konkurrenz aus Billiglohnländern in den 1970er Jahren wurde die Lage für die Modeschmuckfabriken immer schwieriger. Doch noch heute gibt es in Idar-Oberstein einige Schmuckfabriken aus der Gründerzeit. Im Industriedenkmal Jakob Bengel hat sich eine Schmuckfabrik im Originalzustand erhalten, die zu besichtigen ist.
Der Stadtteil Idar war und ist teilweise noch heute der Welthandelsplatz für Edelsteine neben Antwerpen und Amsterdam, deren Schwerpunkt jedoch im Diamantenhandel liegt.
In der Blütezeit waren für die Idarer Diamantschleifereien rund 7000 Diamantschleifer beschäftigt sowie etliche Tausend Achat- und Schmucksteinschleifer.

### Einwohnerstatistik
| Idar-Oberstein: Einwohnerzahlen von 1815 bis 2023 | Idar-Oberstein: Einwohnerzahlen von 1815 bis 2023 | Idar-Oberstein: Einwohnerzahlen von 1815 bis 2023 | Idar-Oberstein: Einwohnerzahlen von 1815 bis 2023 | Idar-Oberstein: Einwohnerzahlen von 1815 bis 2023 |
| ------------------------------------------------- | ------------------------------------------------- | ------------------------------------------------- | ------------------------------------------------- | ------------------------------------------------- |
| Jahr                                              |                                                   |                                                   |                                                   | Einwohner                                         |
| 1815                                              | 1815                                              |                                                   | 4.584                                             | 4.584                                             |
| 1835                                              | 1835                                              |                                                   | 7.127                                             | 7.127                                             |
| 1871                                              | 1871                                              |                                                   | 11.672                                            | 11.672                                            |
| 1905                                              | 1905                                              |                                                   | 21.034                                            | 21.034                                            |
| 1939                                              | 1939                                              |                                                   | 32.530                                            | 32.530                                            |
| 1950                                              | 1950                                              |                                                   | 31.752                                            | 31.752                                            |
| 1961                                              | 1961                                              |                                                   | 39.229                                            | 39.229                                            |
| 1970                                              | 1970                                              |                                                   | 39.000                                            | 39.000                                            |
| 1975                                              | 1975                                              |                                                   | 37.179                                            | 37.179                                            |
| 1980                                              | 1980                                              |                                                   | 35.434                                            | 35.434                                            |
| 1985                                              | 1985                                              |                                                   | 34.258                                            | 34.258                                            |
| 1990                                              | 1990                                              |                                                   | 33.764                                            | 33.764                                            |
| 1995                                              | 1995                                              |                                                   | 34.448                                            | 34.448                                            |
| 2000                                              | 2000                                              |                                                   | 33.646                                            | 33.646                                            |
| 2005                                              | 2005                                              |                                                   | 32.105                                            | 32.105                                            |
| 2010                                              | 2010                                              |                                                   | 30.379                                            | 30.379                                            |
| 2015                                              | 2015                                              |                                                   | 28.350                                            | 28.350                                            |
| 2017                                              | 2017                                              |                                                   | 28.357                                            | 28.357                                            |
| 2023                                              | 2023                                              |                                                   | 29.158                                            | 29.158                                            |
|                                                   |                                                   |                                                   |                                                   |                                                   |

Quelle: Statistisches Landesamt Rheinland-Pfalz

### Konfessionsstatistik
Mit Stand 30. Juni 2005 waren von den Einwohnern 57,7 % evangelisch, 18,6 % römisch-katholisch, und 23,6 % waren konfessionslos oder gehörten einer anderen Glaubensgemeinschaft an. Der Anteil der evangelischen und katholischen Kirchenmitglieder an der Gesamtbevölkerung sinkt seitdem jährlich um 1 Prozentpunkt. Ende Juni 2025 hatten 38,0 % der Einwohner die evangelische Konfession und 14,2 % die katholische. 47,8 % gehörten anderen Konfessionen oder Glaubensgemeinschaften an, waren ohne Angabe oder gemeinschaftslos.

## Politik

### Stadtrat

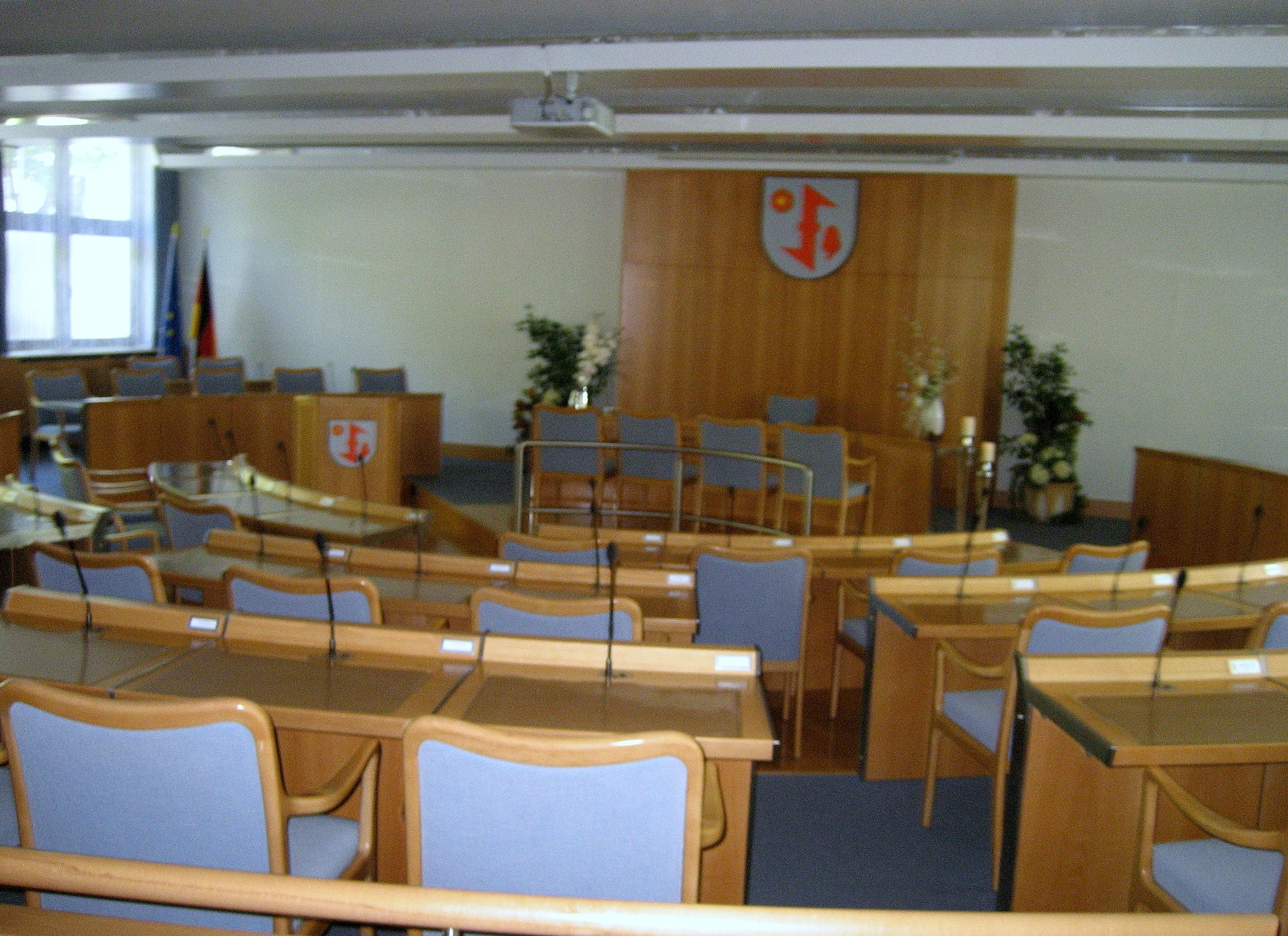
Sitzungssaal des Stadtrats von Idar-Oberstein

Der Stadtrat in Idar-Oberstein besteht aus 40 ehrenamtlichen Ratsmitgliedern, die bei der Kommunalwahl am 9. Juni 2024 in einer personalisierten Verhältniswahl gewählt wurden, und dem hauptamtlichen Oberbürgermeister als Vorsitzendem.
Die Sitzverteilung im Stadtrat:
| Wahl | SPD | CDU | GRÜNE | AfD | FDP | LINKE | REP | FL | LUB | WGW | Gesamt   |
| ---- | --- | --- | ----- | --- | --- | ----- | --- | -- | --- | --- | -------- |
| 2024 | 10  | 12  | 2     | 8   | 2   | 1     | –   | 2  | 2   | 1   | 40 Sitze |
| 2019 | 12  | 12  | 4     | –   | 4   | 2     | –   | 3  | 3   | –   | 40 Sitze |
| 2014 | 14  | 13  | 2     | –   | 4   | 2     | –   | 2  | 3   | –   | 40 Sitze |
| 2009 | 12  | 11  | 2     | –   | 7   | 2     | –   | 3  | 3   | –   | 40 Sitze |
| 2004 | 13  | 16  | 2     | –   | 3   | –     | 1   | 3  | 2   | –   | 40 Sitze |

- FL = Freie Liste Idar-Oberstein e. V.
- LUB = Liste Unabhängiger Bürger/innen Idar-Oberstein e. V.
- WGW = Wählergruppe Worst

### Oberbürgermeister
Zum 1. April 1960 verlieh das Land Rheinland-Pfalz der Stadt Idar-Oberstein den gemeinderechtlichen Sonderstatus „Große kreisangehörige Stadt“. Seit diesem Zeitpunkt tragen die Verwaltungsleiter die Amtsbezeichnung Oberbürgermeister.
| von           | bis           | Name                  | Partei | Bemerkungen |
| ------------- | ------------- | --------------------- | ------ | --- |
| 1920          | 30. Juli 1933 | Ludwig Bergér         |        | Stadtbürgermeister in Oberstein |
|               | 30. Juli 1933 | Otto Schmidt          |        | Stadtbürgermeister in Idar |
| 1. Aug. 1933  | 9. Mai 1945   | Ludwig Bergér         |        | Bürgermeister von Idar-Oberstein |
| 10. Mai 1945  | 29. Apr. 1947 | Walter Rommel         |        | Stadtdirektor (durch die französische Besatzungsmacht verhaftet und abgesetzt) |
| 22. Sep. 1946 | 4. Feb. 1949  | Emil Lorenz           |        | ehrenamtlicher Bürgermeister |
| 5. Feb. 1949  | 1953          | Ernst Herrmann        |        | hauptamtlicher Bürgermeister |
| 15. Dez. 1953 | 31. März 1960 | Leberecht Hoberg      | CDU    | Bürgermeister |
| 1. Apr. 1960  | 8. Apr. 1968  | Leberecht Hoberg      | CDU    | Oberbürgermeister |
| 1968          | 26. Sep. 1974 | Wilfried Wittmann     | SPD    | durch Abwahl aus dem Amt geschieden |
| 1977          | 28. Feb. 1991 | Erwin Korb            | SPD    | |
| 1. März 1991  | 28. Feb. 2001 | Otto Dickenschied     | SPD    | |
| 1. März 2001  | 28. Feb. 2007 | Hans Jürgen Machwirth | CDU    | erster direkt gewählter Oberbürgermeister nach der Wahlreform 1994; schied mit Erreichen der Altersgrenze für kommunale Wahlbeamte von 68 Jahren vor Ablauf der 8-jährigen Amtszeit aus                                                                          |
| 1. März 2007  | 28. Feb. 2015 | Bruno Zimmer          | SPD    | am 5. November 2006 durch Direktwahl gewählt |
| 1. März 2015  |               | Frank Frühauf         | CDU    | durch Stichwahl am 12. Oktober 2014 für acht Jahre zum Oberbürgermeister gewählt; bei der Direktwahl am 26. Juni 2022 ohne Gegenkandidat mit einem Stimmenanteil von 88,1 % für eine zweite, ab 1. März 2023 beginnende achtjährige Wahlperiode im Amt bestätigt |

### Wirtschaftsbeirat
Am 16. März 2016 beschloss der Stadtrat von Idar-Oberstein die Einrichtung eines Wirtschaftsbeirats. Dieser besteht aus berufenen Vertretern regionaler Unternehmen. Sie sind überparteiliche Sachverständige aus Industrie, Handwerk, Dienstleistungssektor und Einzelhandel. Ergänzend sind Mitglieder von Banken und Berufsverbänden dabei. Die Aufgabe des Beirates besteht darin die Verwaltung in wirtschaftlichen Fragen zu beraten und Beschlussvorschläge für den Stadtrat zu entwerfen. Der Beirat arbeitet im Rahmen einer vom Stadtrat beschlossenen Geschäftsordnung.

### Wappen
| Wappen von Idar-Oberstein | Blasonierung: „In Silber eine stehende linksgewendete rote Wolfsangel mit Querstrebe, begleitet im rechten Obereck von einer sechsblättrigen, golden bebutzten roten Rose, links unten von einer roten Eichel.“ |
| Wappen von Idar-Oberstein | Wappenbegründung: Das Wappen vereint Elemente der Wappen der zusammengeführten Städte Idar und Oberstein. Es wurde am 10. Juli 1934 vom oldenburgischen Staatsministerium des Innern genehmigt.                 |

### Städtepartnerschaften
- Achicourt seit 1966, Stadtteil Kirchenbollenbach seit 1963
- Les Mureaux seit 1971
- Margate seit 1981
- Turnov seit 2006

### Patenschaften
- Patenschaft mit der Artillerieschule der Bundeswehr, 1988

## Siedlungsstruktur und Bauwerke
Die Bebauung der heutigen Stadt Idar-Oberstein ist von verschiedenen Faktoren entscheidend geprägt.
Die Geländestruktur hat wesentlichen Einfluss auf das Stadtbild. Der Stadtteil Oberstein ist in dem hier sehr schmalen und felsigen Nahetal so eingeengt, dass sich die Bebauung überwiegend an den steilen Hängen hochzieht. Die Stadtteile Idar und Tiefenstein hingegen liegen in dem flacheren Talkessel des Idarbaches und weisen daher eine günstigere Besiedlungsstruktur aus, auch wenn mit der Zeit die weniger steilen Hänge bebaut wurden. Die übrigen Stadtteile haben auf den umgebenden Höhen und den dort weitläufigeren Flusstälern günstigeres Siedlungsgelände.
Während sich in Oberstein und Idar durch Handel und Industrie ein städtisches Bild formte, blieben die anderen Stadtteile wie die gesamte Umgebung ländlich.
Prägend für die Bausubstanz der Stadt sind historisch die Funktion des Stadtteiles Oberstein als Sitz einer reichsunmittelbaren Herrschaft, industriegeschichtlich die Metallwarenfabrikation in Oberstein entlang der Nahe und die am Idarbach angesiedelten Wasserschleifen der Edelsteinverarbeitung und kulturgeschichtlich die herausragenden bürgerlichen Bauten der Edelsteinhändler und Fabrikanten aus den späten 1800er und frühen 1900er Jahren mit ihrem Schwerpunkt in Idar. Der Ausbau zur Garnisonsstadt in den Jahren 1936 bis 1938 führte zu einer weiteren wesentlichen Beeinflussung des Stadtbildes durch Militärbauten auf den noch nicht besiedelten Bergrücken Auf der Hohl und Auf der Klotz um Oberstein sowie Auf Gedühren in Algenrodt.

### Mittelalterliche Bebauung

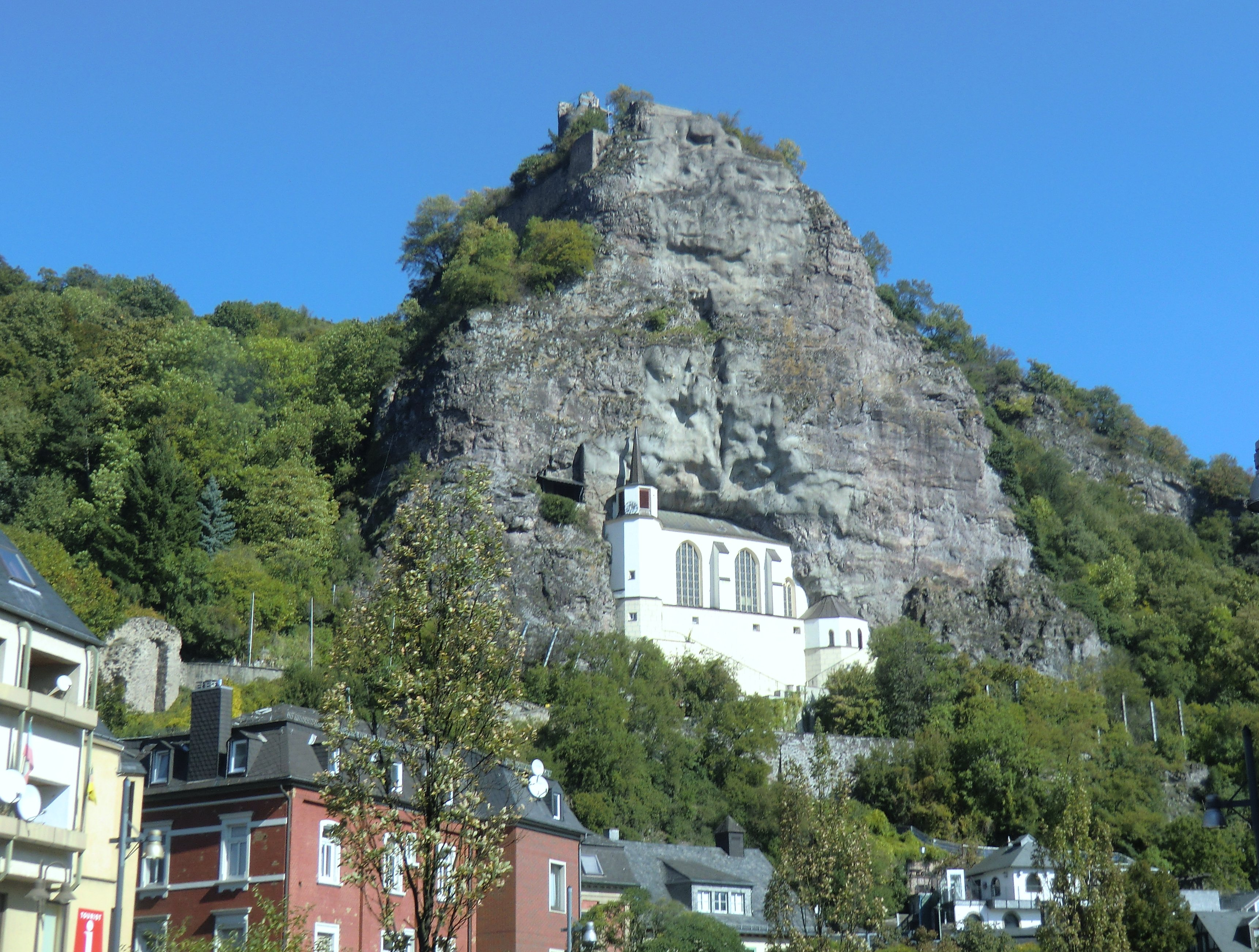
Blick von der Tourist-Info auf die Felsenkirche

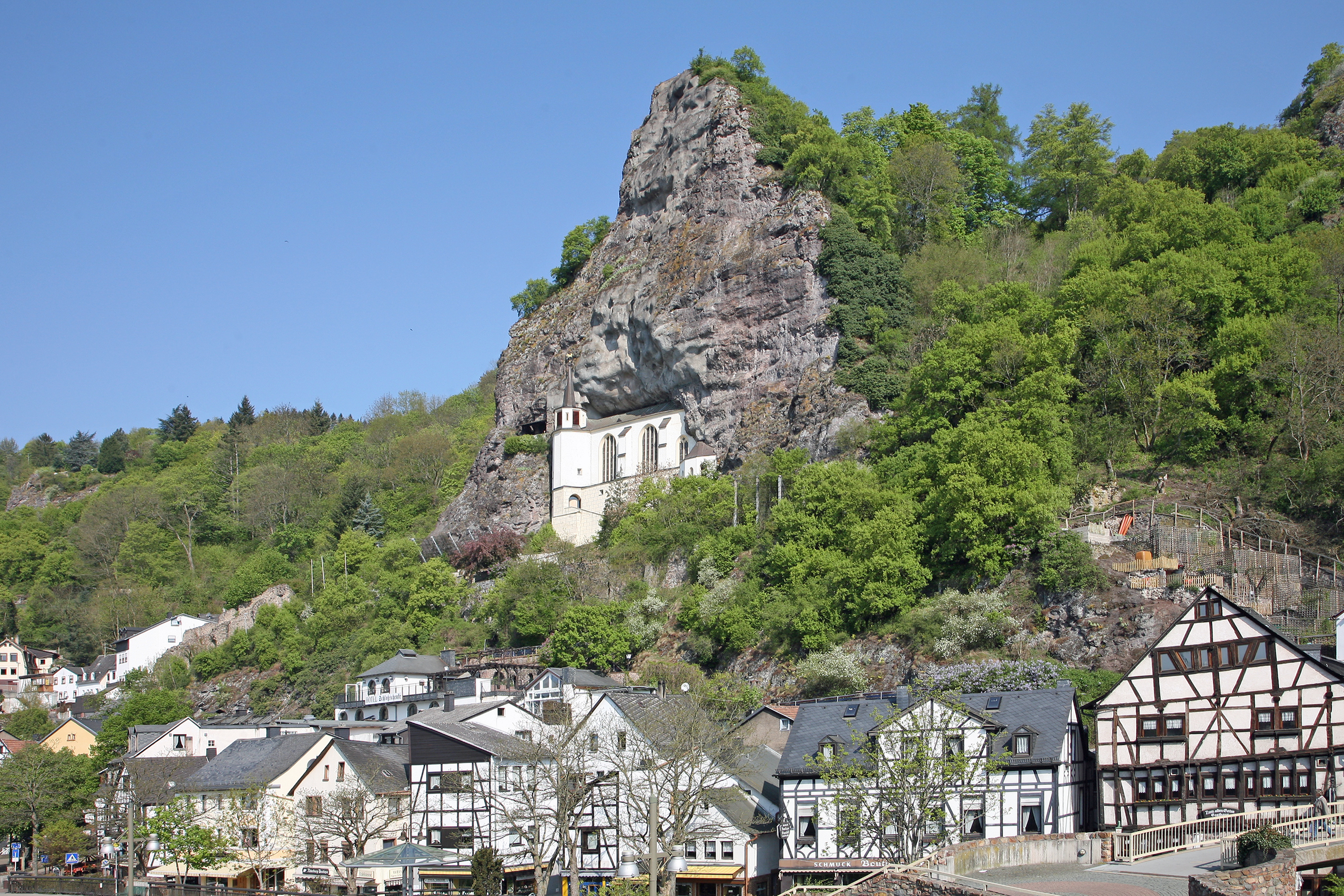
Felsenkirche mit Fachwerkhäusern

In Oberstein sind Reste einer mittelalterlichen Bebauung erhalten. Die Ruinen der bereits 1197 dokumentierten Burg Bosselstein, des auf einem benachbarten Felssporn stehenden, 1336 erstmals genannten und 1855 durch einen Brand zerstörten Schlosses Oberstein und die Felsenkirche von 1482 sind prägend für den Stadtteil und bilden als markantes Ensemble das Wahrzeichen der Stadt Idar-Oberstein. Am Aufgang zu diesen Bauten stehen Im Gebück und am Kirchweg noch letzte Reste der früheren Stadtmauer.

### Sakralbauten
Die Felsenkirche in Oberstein und in Idar die Evangelische Pfarrkirche, ehemals St. Peter und Paul sind relevante christliche Sakralbauten. Die ehemalige evangelische Pfarrkirche in Georg-Weierbach, ehemals St. Georg mit Maßwerk aus dem 14. Jahrhundert, war bis 1821 die Pfarrkirche der Abtei-Gemeinden. Die evangelische Kirche in Göttschied ist ein kleiner geschlossener Saalbau, der bereits 1560 erwähnt wurde. August Senz erbaute 1904 bis 1909 den Saalbau der evangelischen Kirche in Hammerstein. Auf Grund der historischen Territorialstrukturen im Bollenbachtal hat Kirchenbollenbach eine evangelische Kirche von 1755, ein einfacher barocker Saalbau des Architekten Johann Thomas Petri an der Stelle eines Vorgängerbaus, und die ehemalige katholische Pfarrkirche St. Johann Nepomuk, ein neuromanischer Bruchsteinbau des Mainzer Dombaumeisters Ludwig Becker, erbaut von 1895 bis 1898. Auch Weierbach hat jeweils ein eigenes Gebäude für die evangelischen und die katholischen Gläubigen, die beide den Namen St. Martin tragen (Martin-Weierbach, siehe oben, ebenso wie Kirchenbollenbach). Die ältere Evangelische Pfarrkirche ist ein Saalbau mit einer Glocke von 1511; die neugotische Kirche der katholischen Gemeinde wurde 1896/97 durch Lambert von Fisenne erbaut. In Enzweiler findet sich ein Gemeindehaus am Friedhof, das ein Nachfolgebau einer im 18. Jahrhundert verfallenen Kapelle ist. Die übrigen Kirchengebäude der Stadtteile sind neuzeitlich und modernistisch gestaltet.
Andere Religionsgemeinschaften verfügen im Stadtgebiet über eigene zeitgenössische Gebäude, so die muslimische Gemeinde, die Zeugen Jehovas und die Freireligiöse Gemeinde.
Die in der Pogromnacht 1938 zerstörte Synagoge der jüdischen Gemeinde wurde nach dem Wiederaufbau des Gebäudes als Fabrikgebäude genutzt. Die ehemalige Aussegnungshalle am israelitischen Friedhof in der Seitzenbach wurde zwischenzeitlich aus dem Friedhofsgelände ausgegliedert und als Autowerkstatt genutzt, soll aber wieder ihrer ursprünglichen Verwendung entsprechend restauriert werden.

### Profanbauten

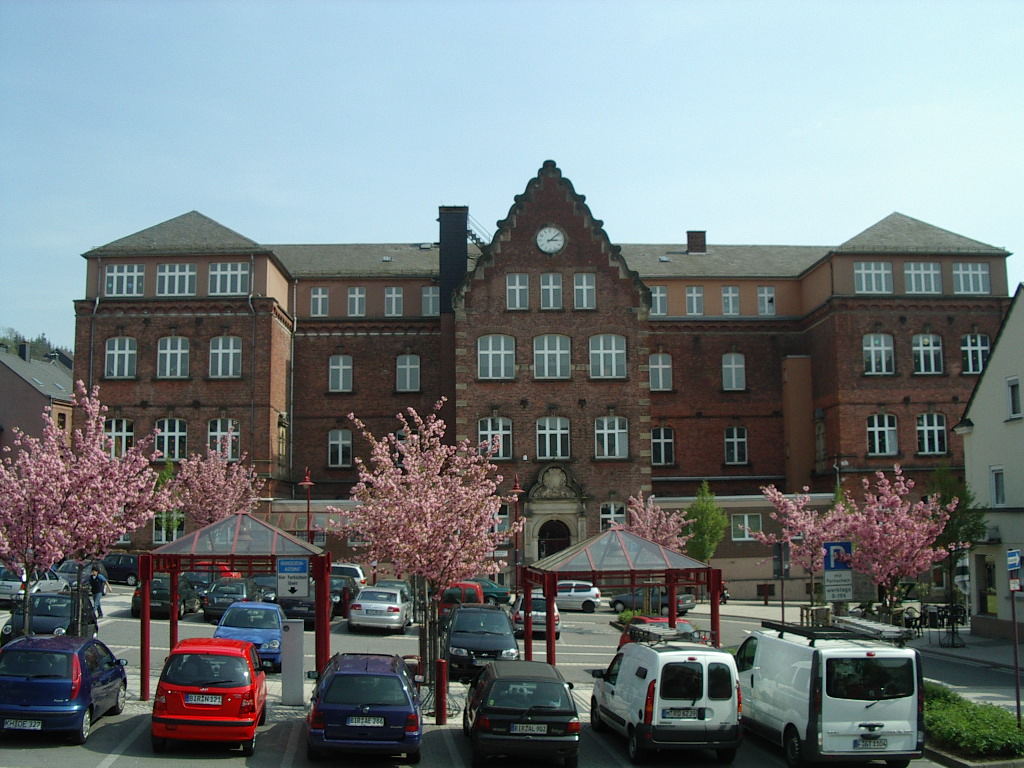
Marktplatz Idar und ehemalige Marktschule

Idar-Oberstein verfügt nur über wenige Gebäude aus der Zeit vor der Mitte des 19. Jahrhunderts.
Die älteste profane Bausubstanz findet sich im Umkreis des Marktplatzes in Oberstein wo, nach dem Abriss der Stadtmauer 1809, in den Jahren 1854 und 1855 insgesamt 12 Gebäude zu Gunsten der Erweiterung des Marktplatzes abgerissen wurden. Die verbliebenen Gebäude Hauptstraße 432, 468 und 470 lagen unmittelbar an oder vor der früheren Stadtmauer und sind dendrochronologisch in die erste Hälfte des 15. Jahrhunderts und das 16. Jahrhundert datiert. Die Gebäudeeinheit Nr. 468/470 gilt als ältestes Fachwerkhaus an der oberen Nahe und ist daher von überregionaler Bedeutung.
Der ab der Mitte des 19. Jahrhunderts innerhalb kurzer Zeit einsetzende und sich rasch verstärkende Aufschwung der metall- und edelsteinverarbeitenden Betriebe führte zu einer raschen Entwicklung der damals noch selbständigen Gemeinden Oberstein und Idar. Er brachte die noch heute vorhandenen markanten Bauwerke der Stadt hervor und löste letztendlich deren Zusammenwachsen aus.
Mit dem Wohlstand der Fabrikanten, der Diamant-, Edelstein- und Perlenhändler entstand ab 1850 zwischen Oberstein und Idar, teilweise auch am damaligen südlichen und östlichen Ortsrand von Idar, eine hochwertige Bebauung mit großbürgerlichen und repräsentativen Villen. Die Planung dieser Bauten erfolgte zumeist durch den Idarer Architekten Julius Schneider oder andere renommierte Architekten aus Köln, Frankfurt, Saarbrücken oder Berlin (siehe unter anderem Heinrich Güth, Paul Pott, Paul Schultze-Naumburg, Hans Peter Weszkalnys). Die bauliche Ausführung lag häufig bei den ortsansässigen Firmen Max Jager und Steinheider & Kaiser.
Insbesondere in Idar war der Bautyp der Villa als Wohn- und Geschäftshaus mit auf der Rückseite angebautem Gewerbeteil die Regel. Ein ähnlicher Baustil entwickelte sich später in Oberstein (Wilhelmstraße), wo straßenseitig das Wohn- und Geschäftshaus, zur Nahe hin die Fabrik errichtet wurde.
Anfangs zumeist im Stil des Spätklassizismus und der Neurenaissance, wechselte der vorherrschende Baustil zum späten Historismus und in dessen Weiterentwicklungen, vor allem dem Jugendstil. Die Mehrzahl dieser Gebäude wurde in der von Oberstein nach Idar führenden Hauptstraße, in Idar in der Mainzer- und der Hauptstraße, der Dietzenstraße, dem Hasenklopp und der Dr.-Liesegang-Straße erbaut. In Idar wurde parallel zur Hauptstraße in den Jahren 1901 bis 1908 die Bismarckstraße mit zahlreichen äußerst repräsentativen Wohn- und Geschäftshäusern errichtet, die später bis zur Kobachstraße verlängert wurde. Noch in den späten 1920er Jahren wurden vor allem in Idar Bauten von hervorragender architektonischer, technischer und handwerklicher Qualität erstellt. Das heute als Deutsches Edelsteinmuseum genutzte und daher öffentlich zugängliche, 1894 für den Perlenhändler Karl August Purper errichtete Gebäude in der Hauptstraße 118 (Idar) ist ein typisches Beispiel für diese Villen.
Im Nachgang zu der Erbauung des Bahnhofs, der anfangs noch auf freiem Feld stand, und der 1859 eröffneten Eisenbahnlinie wurde auch dieser Bereich bebaut und es entstanden in der neuen Bahnhofstraße mehrere repräsentative Wohn- und Geschäftshäuser auf der bisher nicht bebauten und sonst eher benachteiligten rechten Naheseite.
Am anderen Ende der gesellschaftlichen Kategorien bestand erheblicher Bedarf an preiswertem Wohnraum für die Arbeiterschaft, insbesondere in Oberstein mit seinen tausenden Arbeitsplätzen in den Fabriken. Daher wurde 1896 die Obersteiner Baugenossenschaft gegründet. Diese erbaute bereits 1897 zehn Häuser in der Genossenschaftsstraße, die verhältnismäßig aufwendig im Stil des späten Historismus gestaltet sind. Mischte sich in den 1920er Jahren am Friedrich-Ebert-Ring eine noch repräsentative Bebauung mit normalem Siedlungsbau und Bauten für das Militär (siehe dort), so entstanden zwischen 1921 und 1931 die Struthsiedlung und weitere Bauten am Friedrich-Ebert-Ring und in der Jahnstraße. 1941 wurde die Siedlung am Neuweg errichtet, damals noch unter dem Namen „Herrman-Göring-Siedlung“.

### Industrie- und Fabrikbauten
Industrie- und Fabrikbauten konzentrierten sich vor dem Einsatz der Elektrizität auf die Flussufer der Nahe (Oberstein) und des Idarbachs (Idar, Tiefenstein). Eine Besonderheit der Region sind die ursprünglich mit Wasserkraft betriebenen Edelsteinschleifereien (Wasserschleifen) am Idarbach. Die Hettsteiner Schleife zwischen den Stadtteilen Idar und Tiefenstein, heute Weiherschleife genannt und als Touristenattraktion wieder in Betrieb, ist ein erhalten gebliebenes Beispiel für diese Art der Edelsteinschleiferei. Als noch erhaltenes Beispiel für die großen Fabriken an der Nahe kann das Gebäude der Firma Bengel in Oberstein besichtigt werden.
Neben den aufgelassenen Fabrik- und Gewerbebauten aus der Blütezeit der Metall- und Edelsteinindustrie entwickelten sich mit der Erweiterung des Stadtgebietes in das Umland eigene Industrie- und Gewerbegebiete mit zeitgenössischer zweckmäßiger Bebauung.

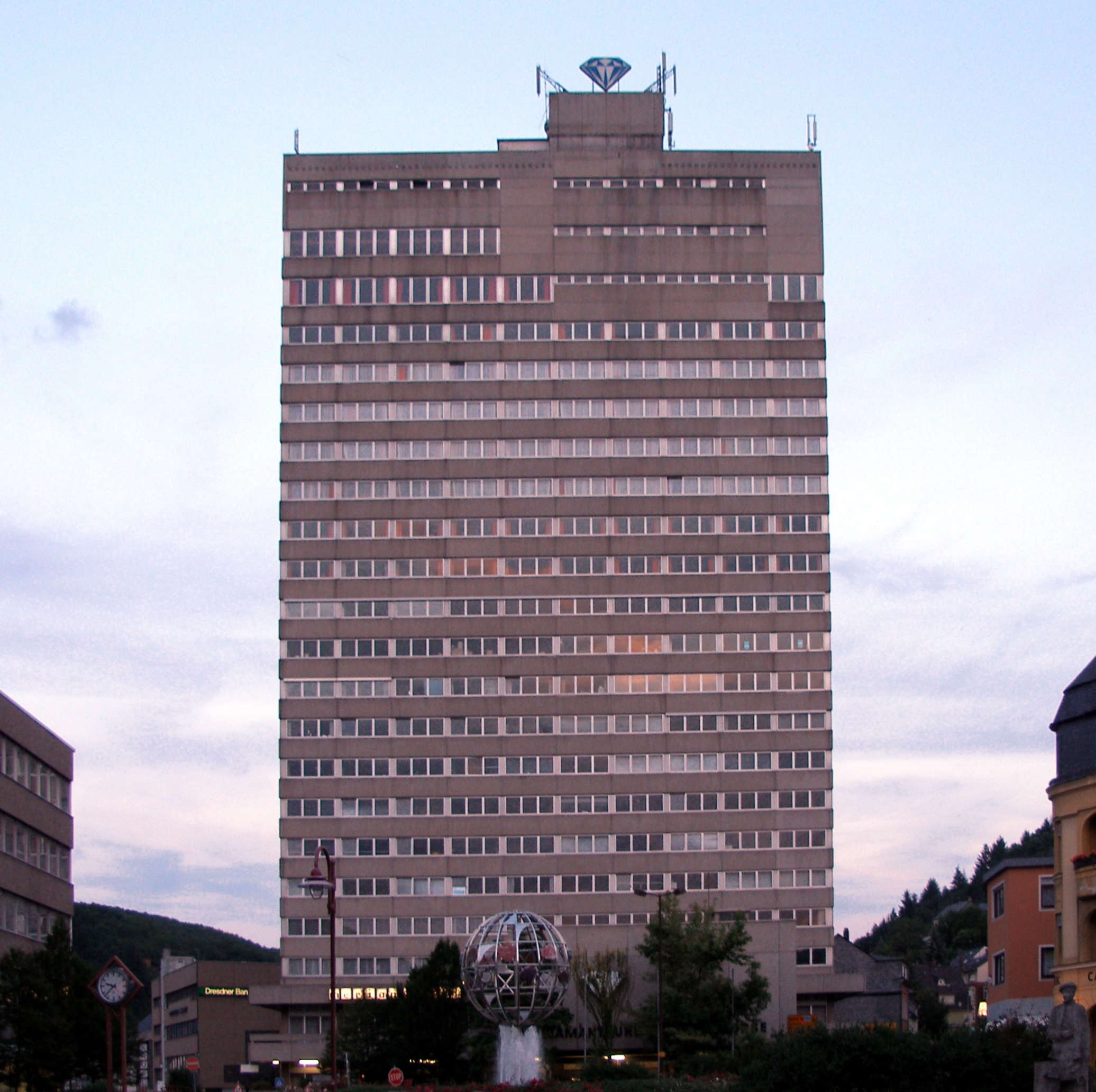
Börsenhochhaus in Idar

In Idar wurde 1971 bis 1973 das höchste Gebäude der Stadt, das Börsenhochhaus, ein 23-geschossiges Hochhaus errichtet, das bis 2011 Sitz der Diamant- und Edelsteinbörse war und seither das Stadtbild von Idar dominiert. Markant ist auch das in das an dieser Stelle besonders enge Tal des Idarbachs eingebettete Firmengelände der Metallwarenfirma Fissler. Am Schnittpunkt der früheren Ortsteile Idar und Oberstein in der Hauptstraße stehen noch Reste des früheren Oberstein-Idarer Gaswerks von 1878, das 1967 abgerissen wurde. Das Oberstein-Idarer Elektrizitätswerk (OIE) von 1899 wurde in den 1980er Jahren erneuert und überwiegend durch einen Neubau an gleicher Stelle ersetzt.

### Militärbauten
Im Zuge der Rheinlandbesetzung nach dem Ersten Weltkrieg wurde Oberstein durch französische Truppen erstmals in seiner Geschichte eine Garnison. Dazu wurde 1923 bis 1927 die Hohl-Kaserne errichtet. Nach dem Abzug der französischen Truppen wurden die Gebäude als Schule genutzt.
Bereits in den 1920er Jahren bestanden Pläne, in Oberstein oder Idar ein neues städtebauliches Zentrum zu errichten. Der Darmstädter Architekt Wilhelm Heilig erarbeitete Pläne für den Idarer Marktplatz und den Obersteiner Platz Auf der Idar. Durch die Weltwirtschaftskrise ab 1929 wurden diese Pläne nie umgesetzt. Stattdessen begann man nach 1936 das vorher entmilitarisierte Rheinland mit Garnisonen zu überziehen. Für den Standort Oberstein sprach u. a. der Anschluss an die Bahn nach Westen in Richtung Frankreich und die geringe Bevölkerungsdichte südlich der Garnison, die bei der Einrichtung des Truppenübungsplatzes Baumholder die Umsiedlung der wenigen Einwohner erleichterte. Bis 1938 wurden oberhalb Oberstein auf der Anhöhe zwischen der Nahe und dem Idarbach die Klotzberg-Kaserne und in Algenrodt die Straßburg-Kaserne errichtet. Ein dritter geplanter Kasernenbau wurde nicht realisiert, stattdessen wurde die Hohl-Kaserne reaktiviert. Beim Stadtteil Nahbollenbach entstanden das Nahbollenbach Army Depot und die Carl-Schurz Kaserne zur Versorgung der Garnison und des Truppenübungsplatzes Baumholder.
Für die außerhalb der Kaserne lebenden Militärangehörigen entstanden eigene Siedlungsbauten. Bereits in den 1920er Jahren entstanden für französische Unteroffiziere und Offiziere Wohnbauten in der Pappelstraße (Nr. 1–3, noch heute als „Franzosenhäuser“ bezeichnet) und am Friedrich-Ebert-Ring. Für die Familien der Offiziere und Unteroffiziere der deutschen Truppen wurden nach 1936 entlang der Mainzer Straße und der Klotzbergstraße eigene Gebäude errichtet. Ein weiteres Wohngebiet für Militärangehörige entstand nahe der Klotzberg-Kaserne auf dem Barbararing einschließlich eines villenartigen Gebäudes hoch über dem Nahetal zur Nutzung als Offizierheim. Zwischen dem Barbararing und Algenrodt wurde in den 1960er Jahren die Rilchenberg-Kaserne gebaut. Dabei wurden 1964 die Johanneskirche (ev.) und die St.-Barbara-Kirche (kath.) als Garnisonskirchen der Bundeswehr für die Soldaten und ihre Familien in den Gemeinden der Militärseelsorgen am Rilchenberg errichtet.

### Verkehrsbauten
Zahlreiche Bauten entstanden mit dem Bau der Rhein-Nahe-Eisenbahn. Der Streckenteil zwischen Nahbollenbach im Osten und Hoppstädten im Westen war durch die schwierige Topographie und das stark gegliederte Gelände im engen Nahetal der teuerste Abschnitt der gesamten Strecke. Neben den beiden den Ort Oberstein einfassenden Tunneln am Altenberg und dem Homerich waren verschiedene Brückenbauten innerhalb Obersteins (Wüstlautenbach) und im Westen bei Enzweiler über die Nahe notwendig. Bei Hammerstein durchstößt ein 38 Meter langer Tunnel die Hammersteiner Klipp.

#### Nahe-Überbauung

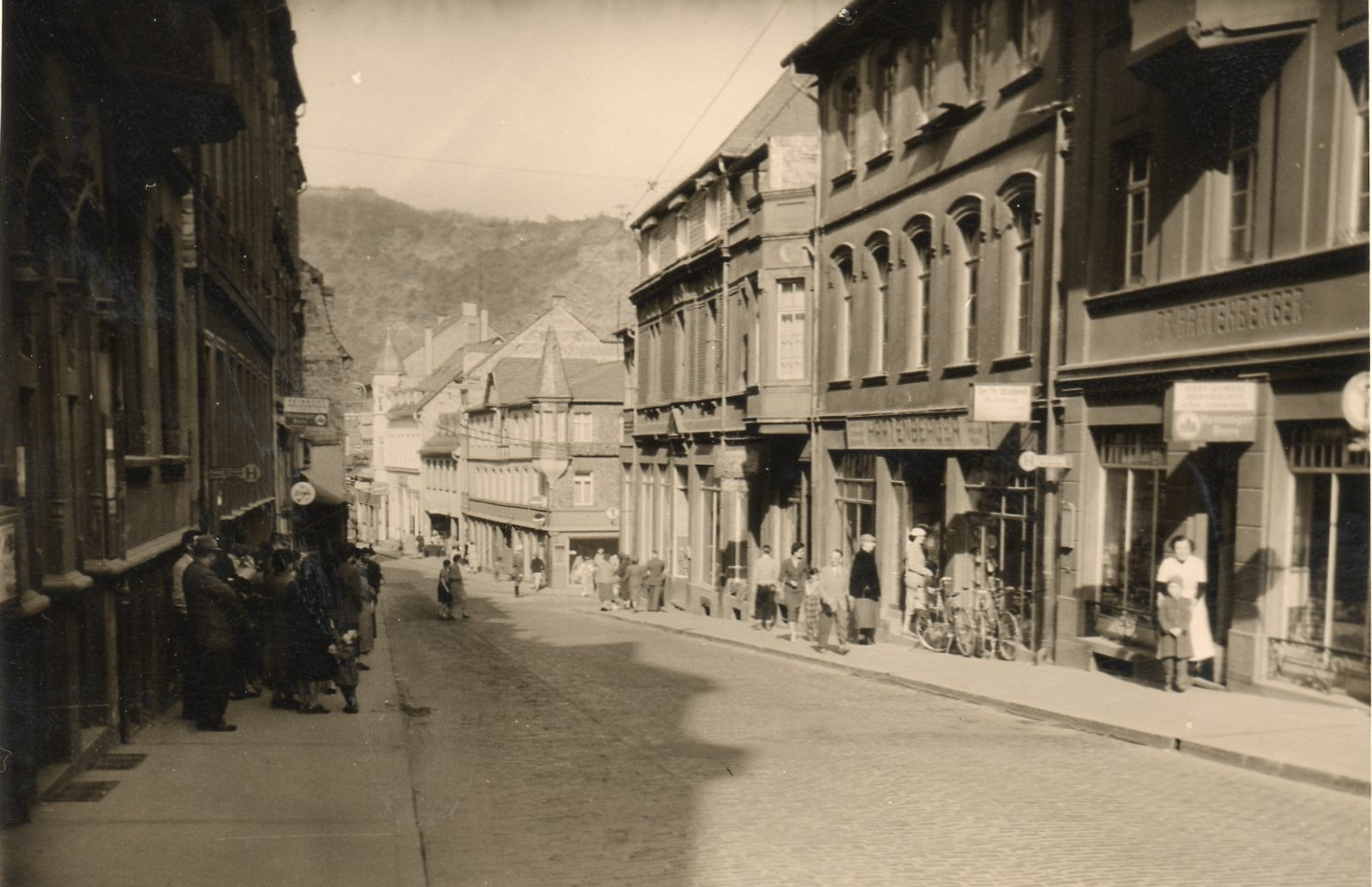
Hauptstraße Oberstein, etwa 1957

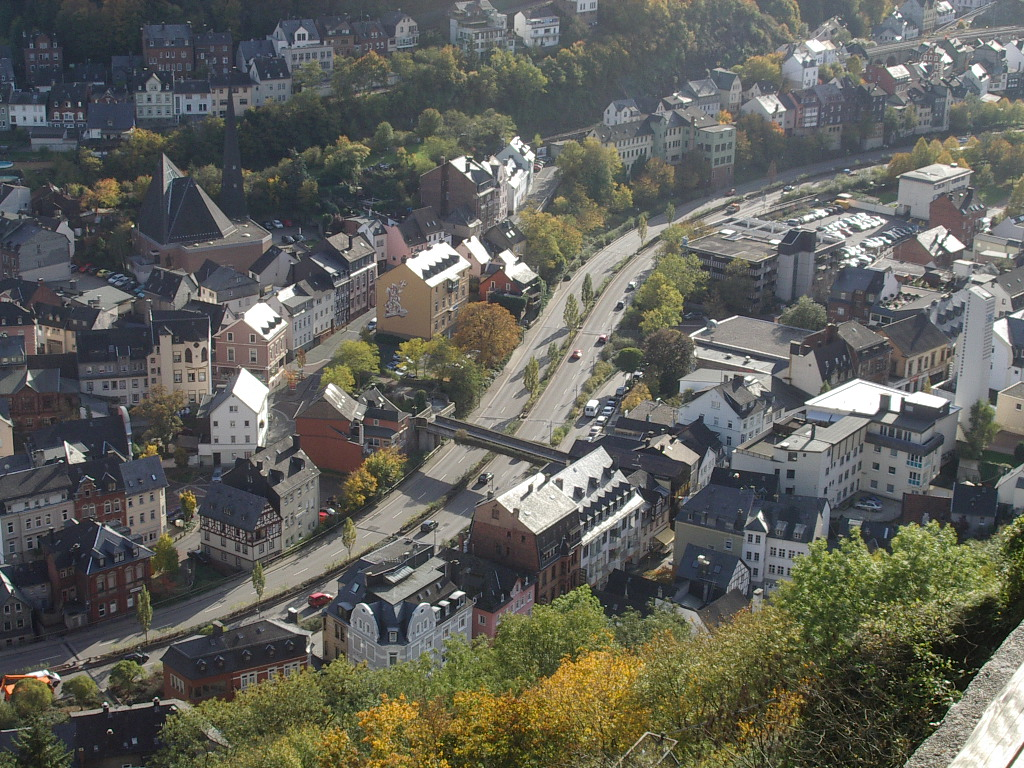
B 41 im Stadtteil Oberstein auf der Naheüberbauung

In den 1980ern wurde im Stadtteil Oberstein die Nahe mit einer vierspurigen Straße, der Bundesstraße 41 überbaut. Der Fluss fließt seither in seinem alten Flussbett, aber in einem knapp zwei Kilometer langen Beton-Kanal. Dies ist einmalig in Deutschland und hat das Erscheinungsbild der Stadt in diesem Bereich stark verändert. Schon 1930 waren erhebliche Verkehrsprobleme erkannt worden. Erste Pläne für die Naheüberbauung (offiziell Nahehochstraße) lagen 1958 vor. Die Gegner sprachen von einer „gigantischen Scheußlichkeit“, die Befürworter von einem Jahrhundertbauwerk, das viel Zustimmung bei der betroffenen Wohnbevölkerung auslöste. Bei Demonstrationen der Baugegner kam ein Großteil von weit her angereist. Der Südwestfunk sendete in den 1980ern eine Talkshow mit dem Thema Naheüberbauung – Ja oder Nein?. Das Bauwerk sollte zur Entschärfung des innerstädtischen Durchgangsverkehrs auf der B 41 führen, denn die verlief beiderseits der Nahe durch sehr enge Einbahnstraßen. Die Bauarbeiten begannen 1980. Das Sachsenhaus, ein Fachwerkhaus, wurde abgetragen und eingelagert; der Zeitpunkt des Wiederaufbaus ist ungewiss. Am 24. September 1986 wurde die Naheüberbauung für den Verkehr freigegeben. Damit wurde der Verkehr einschließlich LKW und Militärfahrzeugen durch die enge Hauptstraße beendet und die Gefährdung von Fußgängern auf den schmalen Bürgersteigen ausgeschlossen. Der Verkehr in Oberstein wurde beruhigt und die Fußgängerzone möglich. Mehr als 100.000 Pflanzen brachten Grün in den Ort. Durch die Naheüberbauung errang Idar-Oberstein im Jahr 1988 den ersten Platz im „Wettbewerb um die konsequenteste Verschandelung eines historischen Stadtbildes“. Am östlichen Anschluss wurde 1996 der 320 Meter lange, zweistreifige Altenbergtunnel eingeweiht, wodurch die Naheschleife um den Almerich abgekürzt wurde. Das Stauwehr mit Eisrechen am Kammerwoog blieb erhalten.
Zum 20. Jubiläum im Jahr 2006 wurde im Stadthaus Idar-Oberstein eine Ausstellung mit Fotogalerien über Planung, Bauzeit bis zur Fertigstellung geschaffen.

## Kultur und Tourismus

### Sehenswürdigkeiten

#### Deutsches Edelsteinmuseum

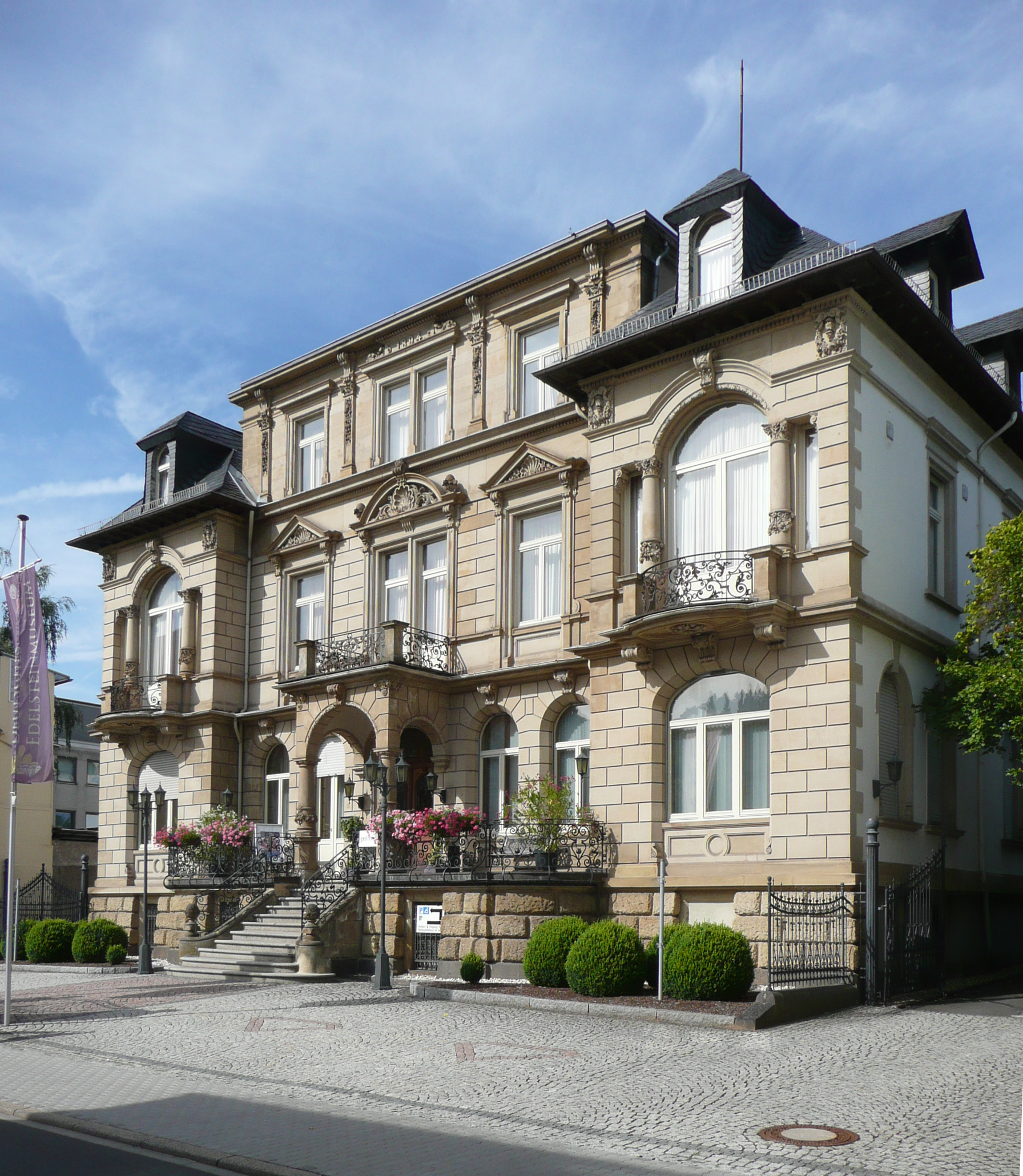
Deutsches Edelsteinmuseum in Idar

Überregional bekannt ist das Deutsche Edelsteinmuseum. In einer restaurierten Gründerzeitvilla werden Edelsteinarten der ganzen Welt mit mehr als 10.000 Exponaten ausgestellt.

#### Deutsches Mineralienmuseum

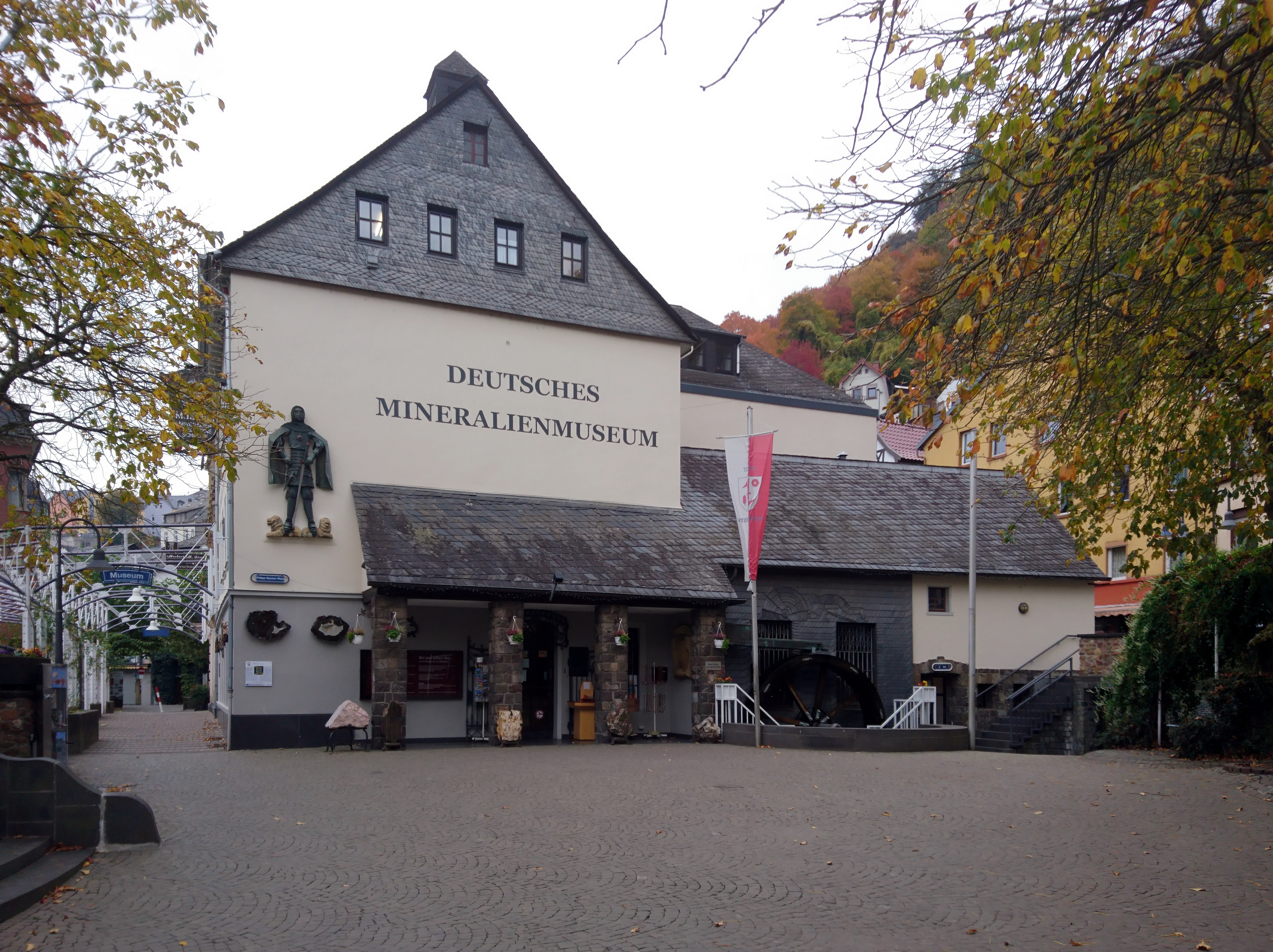
Mineralienmuseum in Oberstein

Das Deutsche Mineralienmuseum Idar-Oberstein – direkt unterhalb der Felsenkirche gelegen – widmet sich dem Thema „Mineralien“ und zeigt dabei neben den heimischen Fundorten auch die weltweiten Fundstätten. Zugleich werden die Idar-Obersteiner Schmuckindustrie und die Edelsteinbearbeitung sowie speziell die Achatschleiferei präsentiert.

#### Industriedenkmal Bengel
Einblicke in die Produktion von Art Deko-Schmuck, wie er um die Jahrhundertwende gefertigt wurde, bietet das Industriemuseum Jakob Bengel.

#### Edelsteinminen und historische Weiherschleife

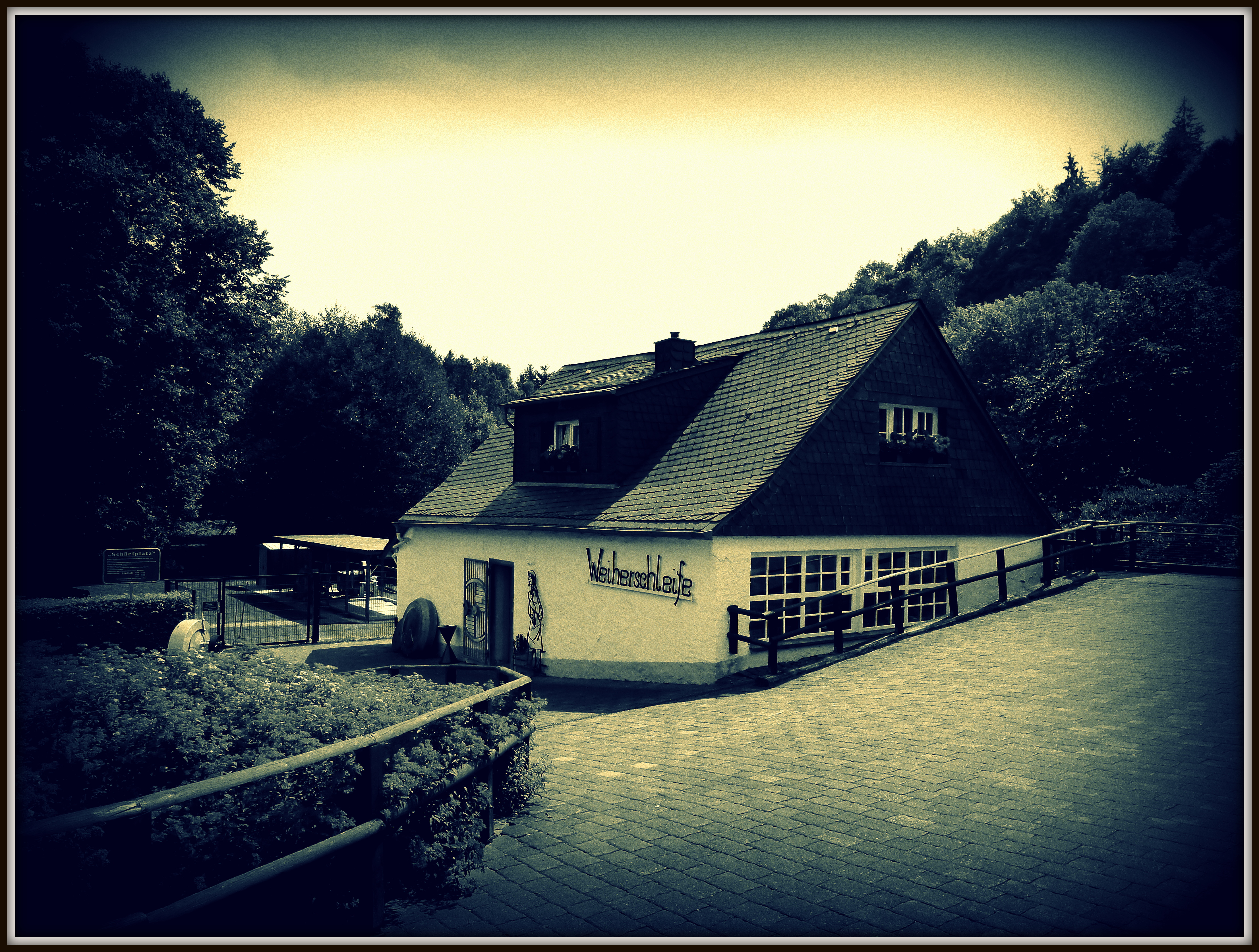
Historische Weiherschleife am Idarbach

In den Edelsteinminen Steinkaulenberg, der einzigen für Besucher zugänglichen Edelsteinmine Europas, und der historischen Weiherschleife kann man einiges über Schmuckverarbeitung und die Geschichte Idar-Obersteins erfahren.

### Wanderweg Traumschleife
Der Nahe-Felsen-Weg ist eine als Traumschleife ausgezeichnete Wanderroute von 9,4 km, die als Rundweg um die Altstadt von Idar-Oberstein angelegt ist.

### Stadttheater
Das Stadttheater Idar-Oberstein verfügt über einen großen Theatersaal mit Bühne, versenkbarem Orchestergraben und 600 Sitzplätzen, weiterhin einem großräumigen Foyer mit Kassen-/Infobereich und Thekenanlage. Regelmäßig bietet das Kulturamt Aboveranstaltungen an.
Vor der Kulisse von Schloss Oberstein findet jedes Jahr der Theatersommer Schloss Oberstein statt. Seit 2011 gibt es die Veranstaltung „Film im Theater“, bei der im Stadttheater ausgewählte Filme gezeigt und auf die Handlung abgestimmte Speisen angeboten werden.
Für jede Amtsperiode wird die Deutsche Edelsteinkönigin in einer Zeremonie im Stadttheater gekrönt.

### Sport und Freizeit
Bikepark

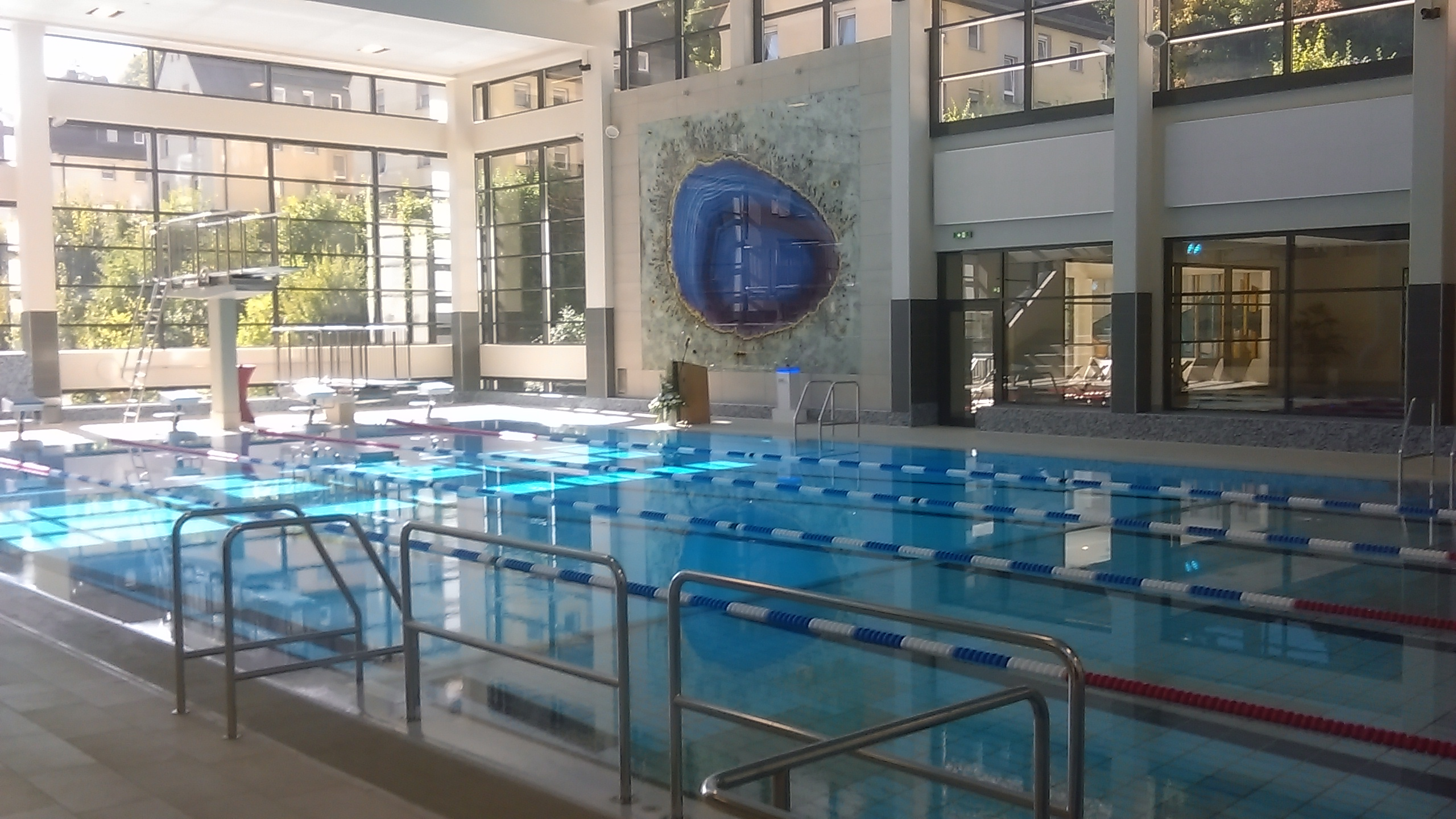
Grundsaniertes Hallenbad Idar-Oberstein in der Hauptstraße

Im Stadtteil Nahbollenbach wurde im Jahr 2016 ein Bikepark eröffnet, der verschiedene Geländeformen aufweist und dessen Nutzung kostenlos ist.
Fußballplätze und Sporthallen
In jedem Stadtteil gibt es mindestens einen Fußballplatz sowie acht Sporthallen. Diese werden von den Sportvereinen der Stadt genutzt. In jedem Stadtteil bestehen Sportvereine die neben Fußball auch zahlreiche andere Sportarten anbieten. Als Dachverband der Sportvereine fungiert der Stadtverband Sporttreibender Vereine. Größter allgemeiner Sportverein der Stadt ist der Turnverein 1848 Oberstein e. V.
Jugendtreff am Markt
2010 wurde im Kernstadtbereich von Idar der Jugendtreff am Markt, unter der Betreuung des Stadtjugendamtes eröffnet.
Naherholungsgebiet Kammerwoog
2015 wurde begonnen, das Schwimmbadgelände im Kammerwoog wieder für die Öffentlichkeit nutzbar zu machen. Hierzu hat sich eine Bürgerinitiative gegründet, deren Ziel es ist das Gebiet dauerhaft als Naherholungsanlage auszubauen.
Reitzentrum Abtei
Der Reitverein Idar-Oberstein unterhält ein Gelände auf dem Spring-, Dressur- und Freizeitreiten möglich ist. Es umfasst eine Reithalle die 20 × 60 m groß ist und zwei Außengelände. Sie können im Rahmen des Vereinssport aber auch privat genutzt werden.
Skateranlage
Im Jahr 2011 wurde auf dem Gelände der ehemaligen Weinbauschule eine Outdoor-Skateanlage eingerichtet. Sie steht unter der Betreuung des Stadtjugendamtes.
Sportstadion im Haag
Der Fußballverein SC 07 Idar-Oberstein spielt in der Verbandsliga Südwest. Er unterhält das Stadion „Im Haag“ im Stadtteil Idar. Im Jahr 1998 wurde ein Spiel zwischen den U21-Nationalmannschaften von Deutschland und Russland vor 6000 Zuschauern ausgetragen. 5000 Zuschauer sahen dort, im gleichen Jahr das DFB-Pokal-Erstrundenspiel zwischen dem SC 07 Idar-Oberstein und Arminia Bielefeld.
Stadtbücherei & Stadtarchiv
Die Stadtbücherei hat rund 20.000 Medien im Angebot. Sie bietet die neuesten Bestseller, Romane, Krimis, Kinder- und Jugendbücher, aktuelle Ratgeber, Reiseführer, Kochbücher sowie zahlreiche Sachbücher an. Darüber hinaus sind Zeitschriften, Hörbücher, CD-ROMs und DVDs im Bestand. Zudem ist die Bücherei mit allen rheinland-pfälzischen Bibliotheken vernetzt und kann nicht vorhandene Bücher und Medien per Fernleihe besorgen.
Im Stadtarchiv findet sich eine umfangreiche Sammlung von Dokumenten aller Art, welche die Stadtgeschichte betreffen. Dazu gehören Fotos, Dias, Tonträger (Schallplatten, Kassetten usw.), Filme, Karten, Videos, einheimische Zeitungen und Zeitschriften, Festschriften, Flugblätter, Plakate, Familienstammbäume sowie Schriftgut aus privaten Nachlässen oder sonstiger Institutionen. Die archivarisch erschlossenen Bestände sind für die Öffentlichkeit zur Benutzung freigegeben. Die Benutzung ist jederzeit möglich, soweit keine Gesetze oder Verordnungen dem entgegenstehen (Datenschutz, Sperrfrist an Akten usw.).
Schwimmbäder
In der Stadt gibt es ein Hallenbad, mit Kleinkinderbecken, Lehrschwimmbecken, Dampfbad, Außenterrasse und einem Sportbecken. Es ist an den Stadtbusverkehr angeschlossen und mit den Linien 301, 302 und 304 erreichbar.
In der Wärmeperiode des Jahres ist das Freibad „Stadenbad“ geöffnet. Es handelt sich dabei um ein künstlich angelegtes, naturnahes Freibad. Die Wasseraufbereitung erfolgt hier, anders als bei herkömmlichen Freibädern, durch biologisch-mechanische Prozesse ohne Einsatz von Chemikalien. In der Sendung Unsere schönsten Badeplätze im Südwesten des SWR wurde das Naturbad auf Platz Nr. 7 gewählt.
Tennisanlagen
Sieben Sandplätze und drei Hallenplätze inklusive Clubhaus werden durch den TC 1895 Idar-Oberstein betrieben. Weiterhin gibt es das Tenniszentrum im Jahnhaus, das über drei Außentennis- und fünf Hallentennisplätze verfügt sowie vier Squash- und vier Badmintonplätze.

### Regelmäßige Veranstaltungen
INTERGEM
Die Internationale Fachmesse für Edelsteine, Edelsteinschmuck und Edelsteinobjekte (Intergem) findet jährlich im September/Oktober statt.
Wirtschaftstage
Die regionale Verbrauchermesse, besser bekannt als Wirtschaftstage Idar-Oberstein, wurde von den Wirtschaftsjunioren Idar-Oberstein 2003 ins Leben gerufen und wird nun durch die Messegesellschaft veranstaltet.
Jazztage

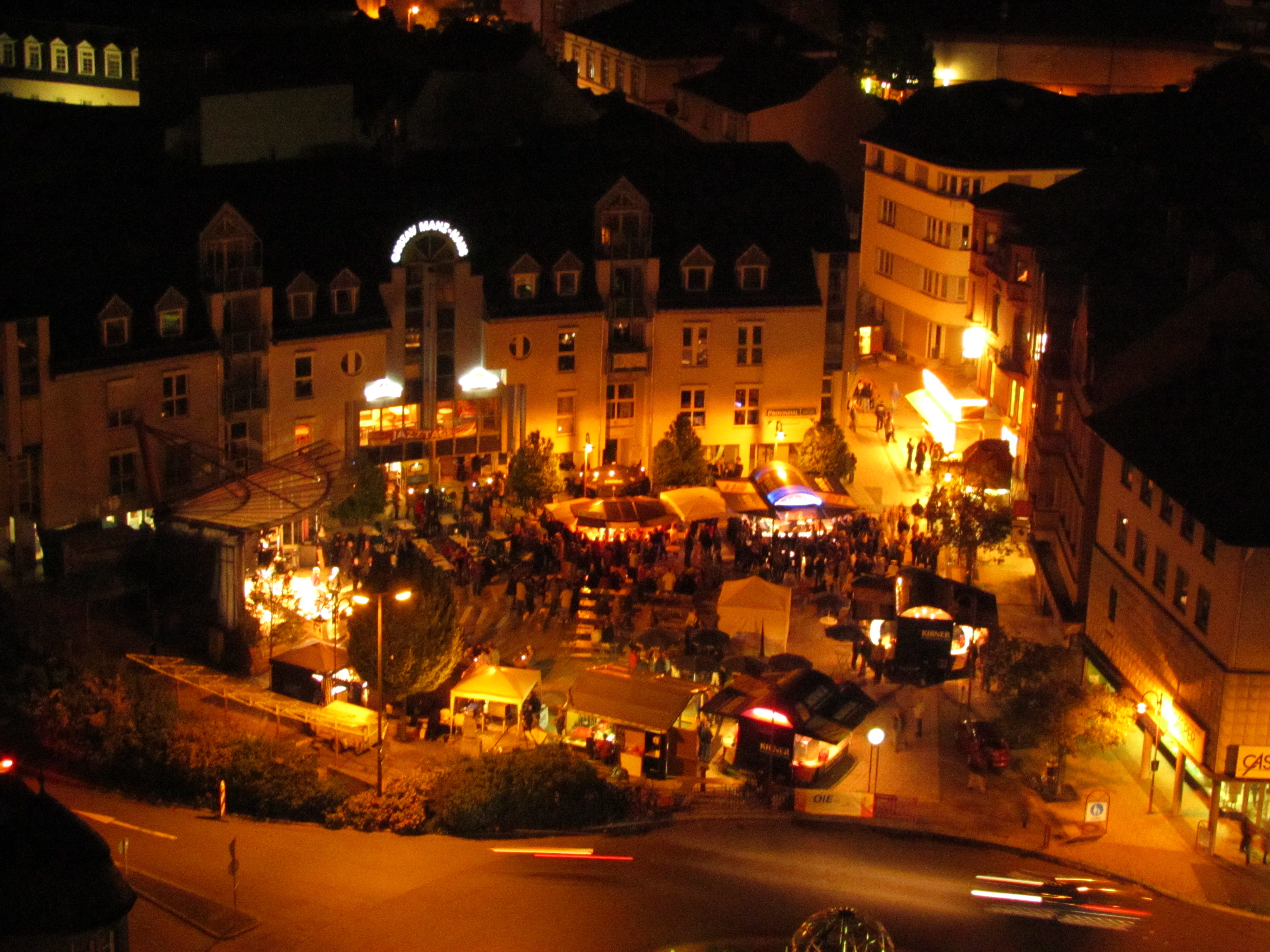
Blick auf die Hauptbühne der Jazztage bei Nacht

Jedes Jahr Anfang Juni finden die Jazztage Idar-Oberstein statt. Hier treten regionale und überregionale Jazz-Musiker auf mehreren Bühnen in der Fußgängerzone Idar auf.
Krönung der Deutschen Edelsteinkönigin
Die Deutsche Edelsteinkönigin wird alle zwei Jahre aus der Region der Deutschen Edelsteinstraße gewählt.
Spießbratenfest
Das Spießbratenfest fand seit 1967 bis 2019 jeweils von freitags bis dienstags um das Wochenende des letzten Junisonntags statt. Es galt als das größte Volksfest an der Oberen Nahe. Seit der Absage des Festes aufgrund der Corona-Pandemie 2020 hat es auch in den Folgejahren nicht mehr stattgefunden.
Mineralienwelt
Edelstein- und Schmuckhändler laden Besucher ein sich ihre Produkte anzuschauen. Die Messe präsentiert seltene Mineralien, einzigartige Edelsteine sowie außergewöhnliche Fossilien und Versteinerungen.
Tattoo-Convention
Zahlreiche Tätowierer, Piercer und Anbieter rund um Körperkult und Bodyart präsentieren sich auf ca. 2000 m². Die Besucher können den Künstlern während der Messe bei ihrer Arbeit zuschauen.
Kinderkulturtage
Sie finden seit mehreren Jahren als Nachfolgeveranstaltung des Kinderliederfestivals statt. 15 bis 20 Veranstaltungen für Kinder, Jugendliche und Junggebliebene.
Zaubergala
Jedes Jahr findet am Wochenende nach Ostern der Jugendworkshop des Magischen Zirkels von Deutschland statt. Am Samstag findet eine öffentliche Gala für die Bevölkerung statt.
Bluesnacht
Seit 1986 findet jährlich eine Bluesnacht statt. Unter der Regie des Stadtjugendamtes wurden internationale Blueskünstler nach Idar-Oberstein eingeladen, die ein vielseitiges Blueserlebnis bieten. Die Veranstaltung wird seit dem Jahr 2012 durch den Verein „Blue Note e. V.“ organisiert.
Diamantschleifer- und Goldschmiedemarkt
Diamantschleifer, Facetten- und Flächenschleifer sowie Achatschleifer demonstrieren die unterschiedlichsten Arbeitstechniken im Rahmen des Deutschen Edelsteinschleifer- und Goldschmiedemarktes. Auch Goldschmiede und Schmuckdesigner gewähren im Ortskern Oberstein unterhalb der Felsenkirche Einblicke in ihr Schaffen.
Rock im Daal
Auf der Waldbühne findet jährlich ein 2-tägiges Rockfestival statt. Im Jahr 2015 wurde „Rock im Daal“ der Kulturpreis der Stadt Idar-Oberstein verliehen.
Oktoberfest in der Messe
Stimmungsvolle Partymusik, Live-Bands sowie bayrische Speisen und Getränke bilden den Mittelpunkt des Oktoberfestes.

### Kulinarische Spezialitäten
Original Spießbraten

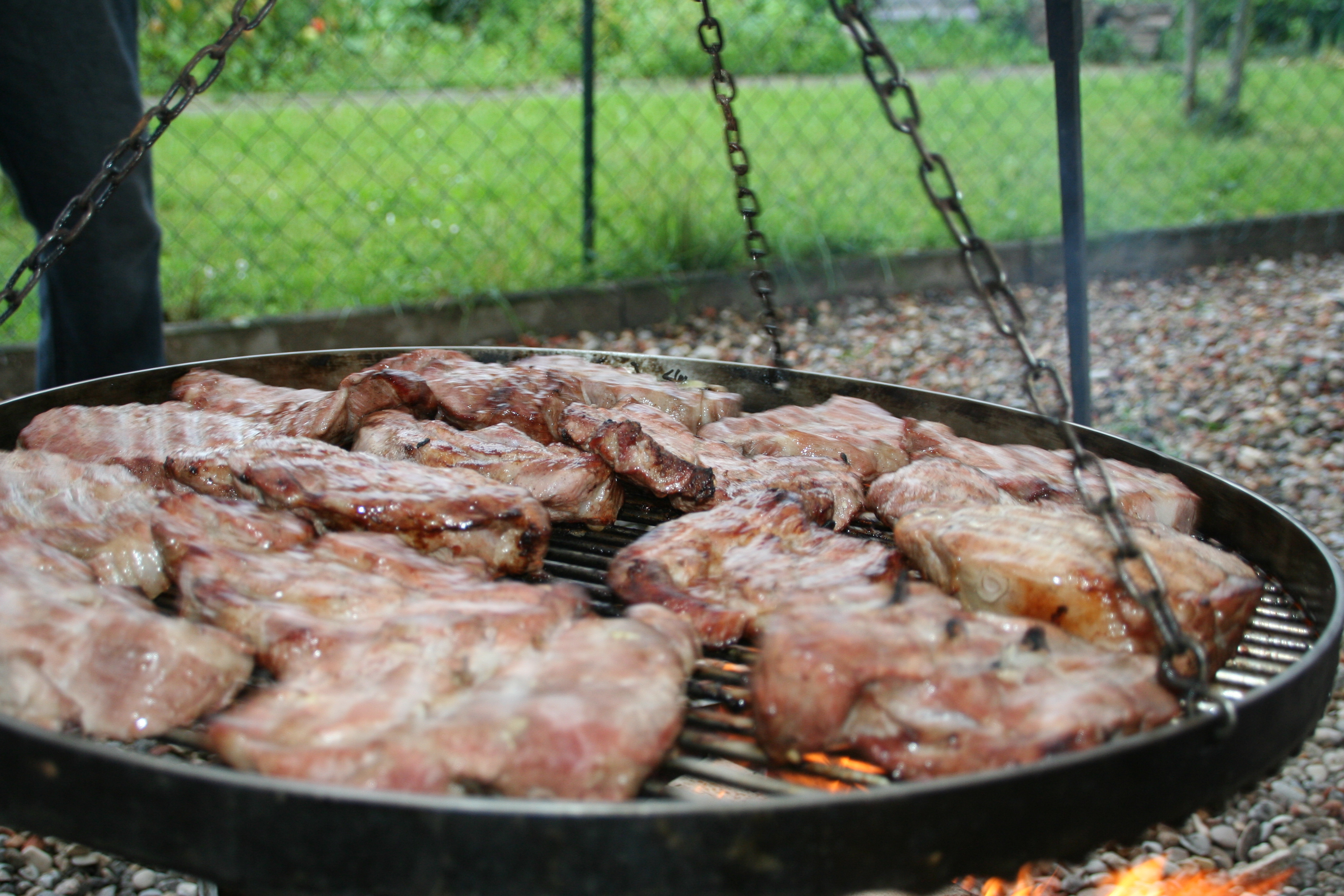
Idarer Spießbraten

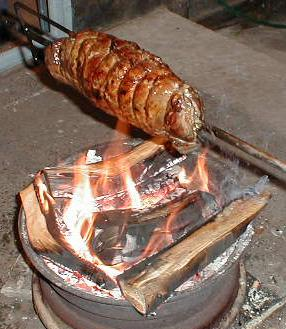
Obersteiner Spießbraten

Man unterscheidet in erster Linie zwischen Idarer und Obersteiner Spießbraten. Idarer Spießbraten besteht aus einem Fleischstück vom Schwenkgrill, während Obersteiner Spießbraten ein Rollbraten vom Spieß ist. Spießbraten ist fest verwurzelt im kulinarischen und kulturellen Brauchtum Idar-Obersteins, der umliegenden Region und der Artillerietruppe. Die Zubereitungsart wird als braten bezeichnet, die Begriffe schwenken oder grillen werden als unpassend angesehen.
Beim häufiger konsumierten Idarer Spießbraten wird das Fleisch – original ist Hochrippe, heute oft auch Roastbeef oder Schweinenacken – am Tag vor der Zubereitung in rohen Zwiebeln, Salz und Pfeffer eingelegt. Die Zwiebeln werden gerne während der Zubereitung des Fleisches roh am Feuer zu einem Bier gegessen. Die Einheimischen verwenden bevorzugt Buchenholz, um den traditionellen Geschmack zu vollenden.
Seinen Namen hat der Spießbraten von dem langen Spieß, an dem ursprünglich ein Fleischstück über die Glut gehalten wurde und hat seine Wurzeln in dem südamerikanischen Churrasco. Mit dem Import von Achatsteinen aus Argentinien und Brasilien wurde diese Art der Zubereitung von den Gauchos übernommen.
Gefüllte Klöße
Sind grobe Kartoffelklöße (im Dialekt „Klees“) aus rohen Kartoffeln, gefüllt mit Fillsel, serviert mit einer Specksauce. Die Füllung ist eine Masse aus geröstetem Brot, Hackfleisch, gewürfelter Speck, Lauch, Eier, Salz, Pfeffer (im Dialekt Füllsel, Fillsel)
Kartoffelwurst
Die „Krumbierewurscht“ war früher ein „Arme-Leute-Essen“, heute ist es eine Spezialität. Kartoffeln, Schweine- und Rindfleisch sowie Zwiebeln werden durch den Wolf gedreht und mit Bohnenkraut, Pfeffer und Salz gewürzt. Sie kann in Därme oder Einmachgläser gefüllt oder gleich gegessen werden.
Möhren und Klöße
Rohe Kartoffelklöße (Klees), die mit Karotten/Mohrrüben (Murde) und gepökeltem oder geräuchertem Schweinefleisch zusammen gekocht und serviert werden.
Kartoffelmasse
Eine Kartoffelmasse aus Kartoffeln (Dibbelappes), Speck, Eiern, Mehl, Salz und Pfeffer wird im Dibbe (regional für Topf, fast immer ein gusseiserner Bräter) im Backofen gebraten und bleibt ein Laib (regional: Labbes). Schaales: Die gleiche Kartoffelmasse wie beim Dibbelabbes wird in einer Pfanne (Schale) mit Bratfett oder Speiseöl auf dem Herd mit Dörrfleisch gebacken, in Stücken vom Boden gehoben, mehrere Male gewendet und beidseitig krustig (mit Kruschde oder Kärschtscher) gebraten.
Schleffersch Gereeste
Besteht aus Speck, „e Fatze Fleesch“ (Schweinekamm), Kartoffeln, Salz, Pfeffer und Zwiebeln.

## Wirtschaft und Infrastruktur
Insgesamt gibt es zirka 219,3 ha gewerbliche Bauflächen in Idar-Oberstein.

### Namhafte Unternehmen

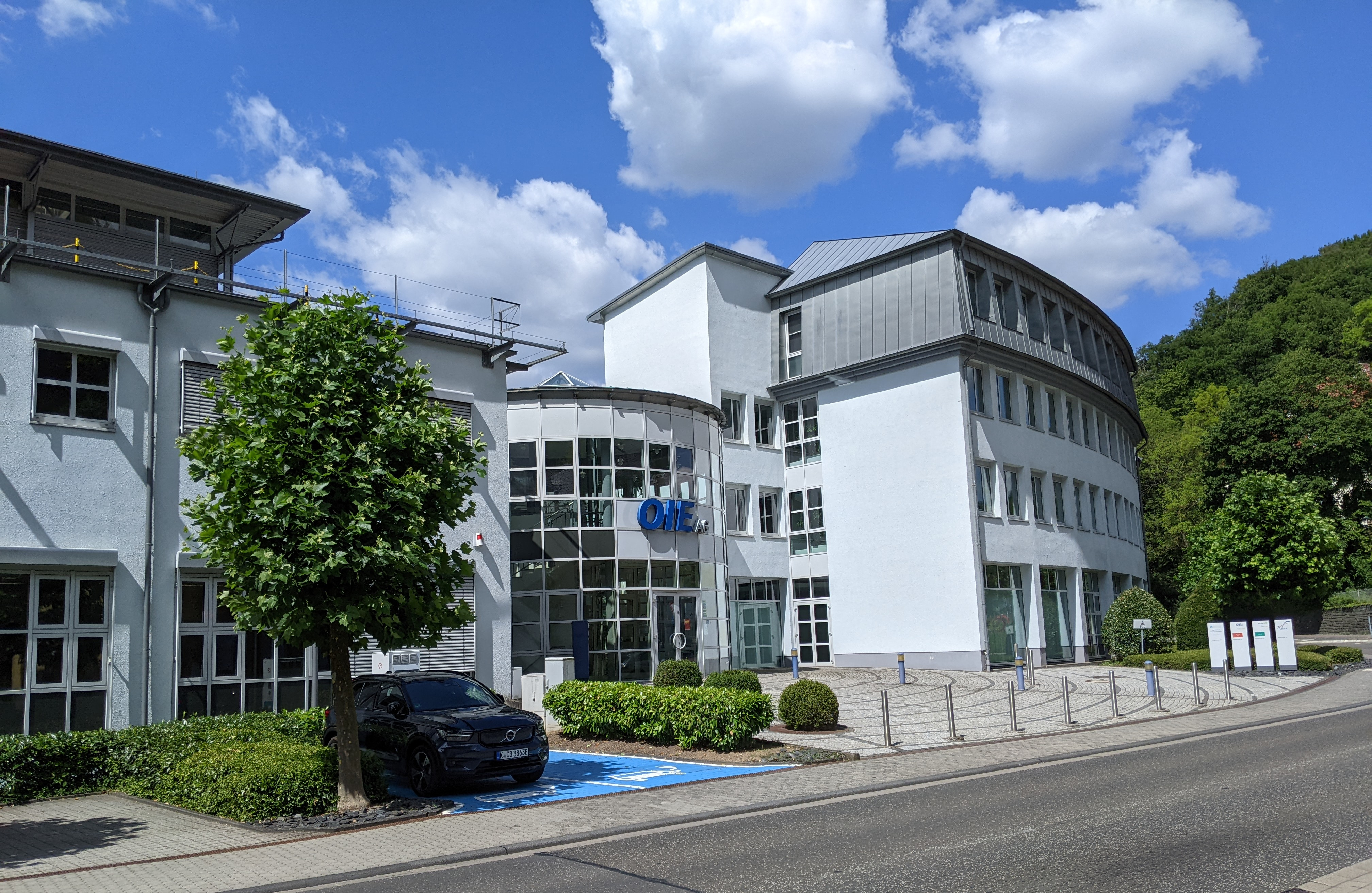
Zentrale der OIE Idar-Oberstein (RWE)

- Edelstein- und Schmuckfirmen: In Idar-Oberstein und in der näheren Umgebung sind zahlreiche Edelstein- und Schmuckfabrikations- und -verarbeitungsbetriebe angesiedelt. Sie bilden den wirtschaftlichen Schwerpunkt der Stadt. Firmen wie PH. Hahn Söhne KG, Groh & Ripp oder die Ruppenthal KG haben Weltruf. Die Firma Klein & Quenzer war ursprünglich ein Produzent von Modeschmuck und während der Weltkriege einer der größten Hersteller für deutsche Kriegsorden.
- Automobilzulieferer: Idar-Oberstein ist Standort der Automobilzuliefer-Industrie. Unternehmen wie Magna Inc. (Decoma), Stanztechnik Loch GmbH & Co KG und Ymos GmbH sowie der Kunststoffwarenhersteller Wayand AG unterhalten Produktionsstätten in der Stadt. Die Autoteile Jakobs GmbH & Co. KG hat ihr Logistikzentrum sowie die Unternehmensleitung in Idar-Oberstein angesiedelt.
- Biontech Innovative Manufacturing Services (IMFS) GmbH: Produktions- und Forschungsstätten, mehrere Hundert Mitarbeiter[44][45].
- Budau: P. A. Budau Bauunternehmen GmbH & Co. KG ist ein deutschlandweit tätiges Hoch- und Tiefbauunternehmen.
- Die Deutsche Diamant- und Edelsteinbörse e. V. wurde 1974 als weltweit erste kombinierte Börse für Diamanten und Farbedelsteine eröffnet. Die Diamant- und Edelsteinbörse gehört als eine von 25 Börsen dem Weltverband der Diamantbörsen an.
- Fissler AG: Der Kochgeschirr-Hersteller Fissler hat hier seinen Hauptsitz. Bekannt wurde die Firma durch die Erfindung der fahrbaren Feldküche (Gulaschkanone) 1892.
- Fries: Einer der größten Karnevalsartikelhersteller Deutschlands, die Fritz Fries & Söhne GmbH & Co. KG, hat ihren Verwaltungssitz sowie zahlreiche Unternehmenseinrichtungen in der Stadt.
- Fritsch: Ein weltweit tätiger Hersteller von Laborgeräten für die Probenaufbereitung und Partikelmessung.
- Roll: Lieferant für Metallkomponenten in der Schreibgerätebranche.
- Modern Music School: Eine der größten privaten Musikschulen Europas mit zurzeit mehr als 70 Filialen. Der Sitz der Zentrale ist Idar-Oberstein.
- Oberstein-Idarer-Elektrizität: Die OIE-AG, ein zum E.ON-Konzern gehörender Energieversorger hat seine Zentrale in Idar-Oberstein.
- Saana Textilpflege: Ein Textilreinigungsunternehmen, welches sich auf Klinikwäsche und OP-Textilien spezialisiert hat und neben einem Werk auch den Verwaltungssitz in Idar-Oberstein hat.

### Öffentliche Einrichtungen

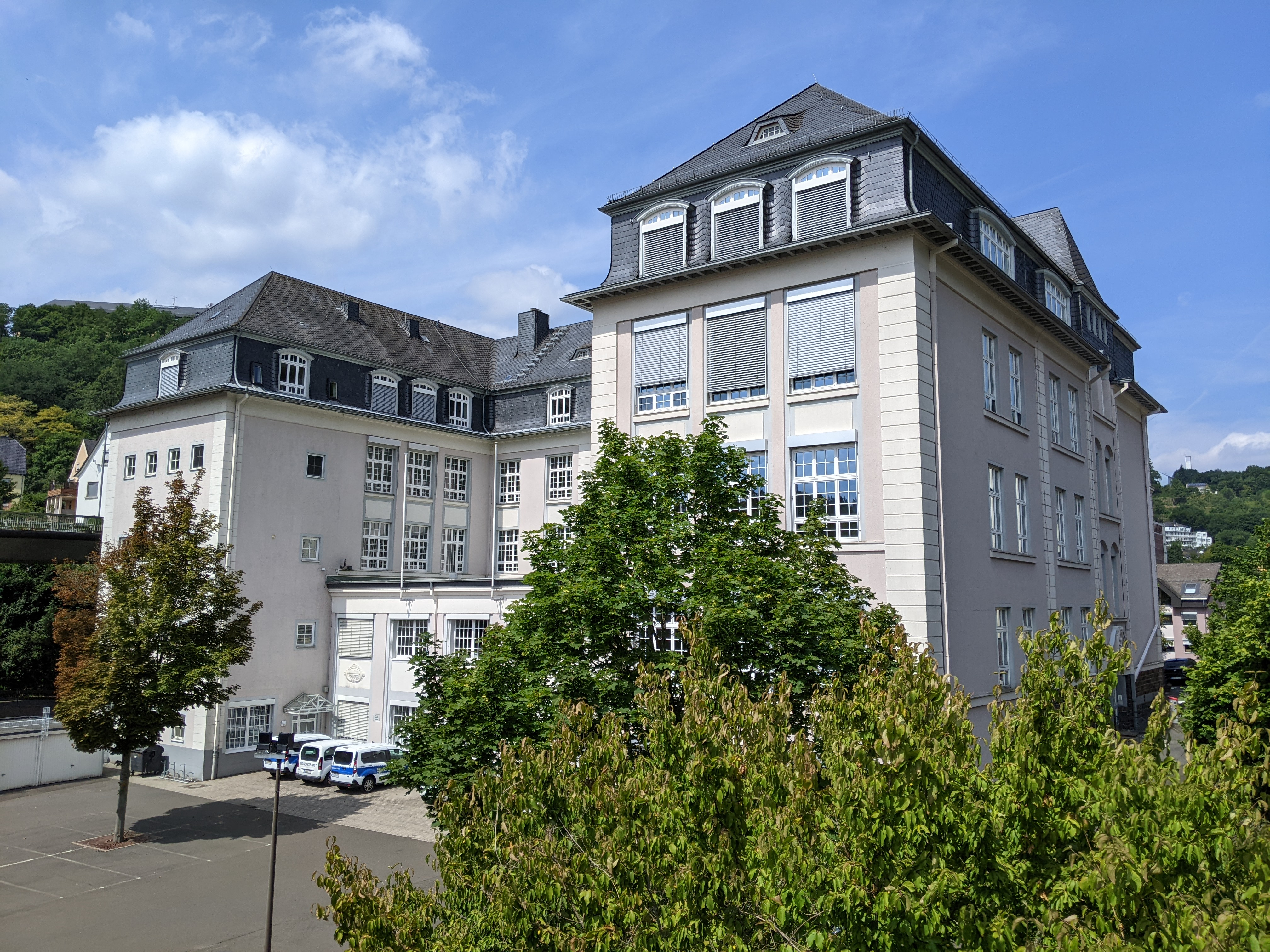
Stadtverwaltung Idar-Oberstein

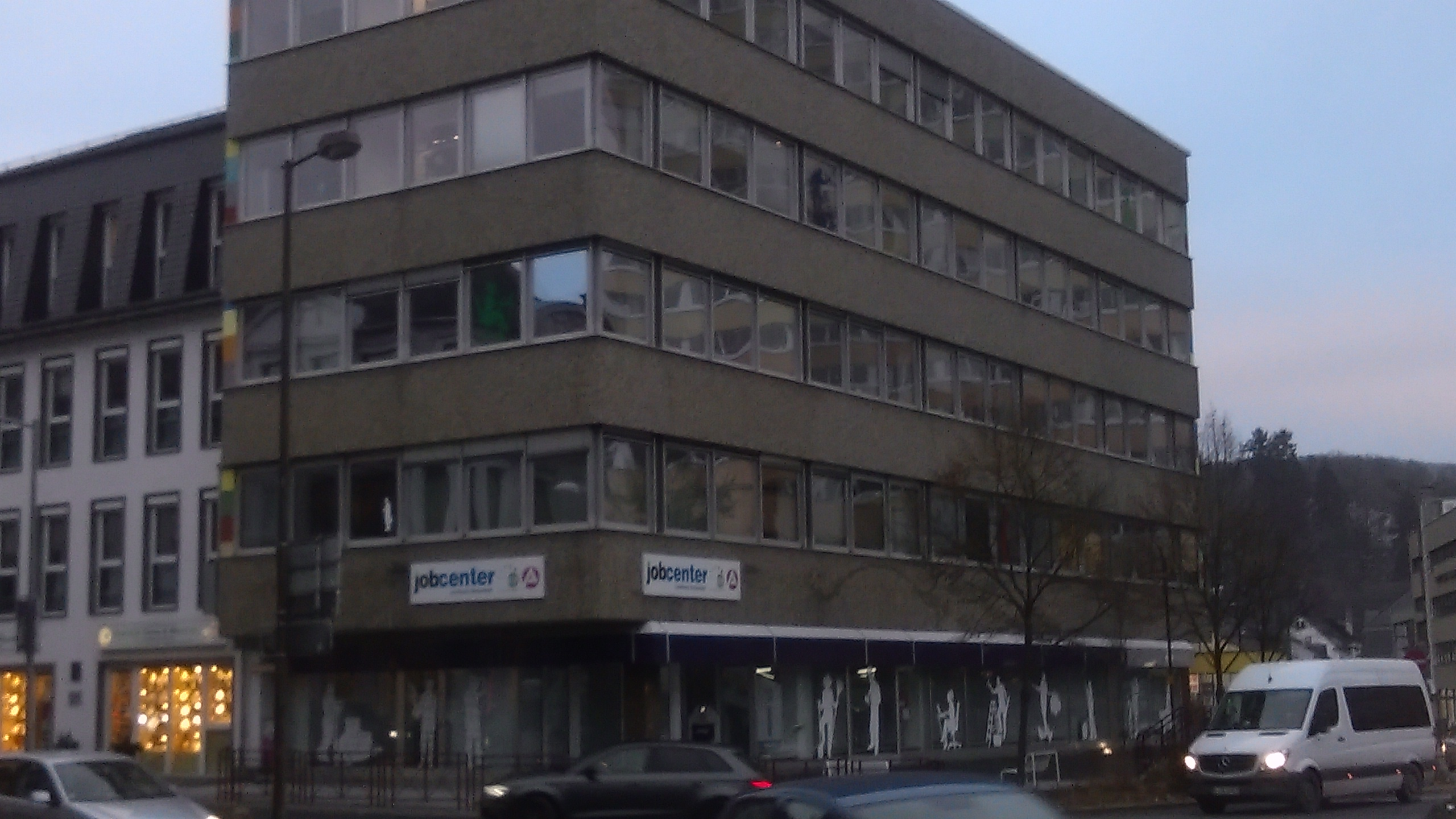
Job-Center Idar-Oberstein

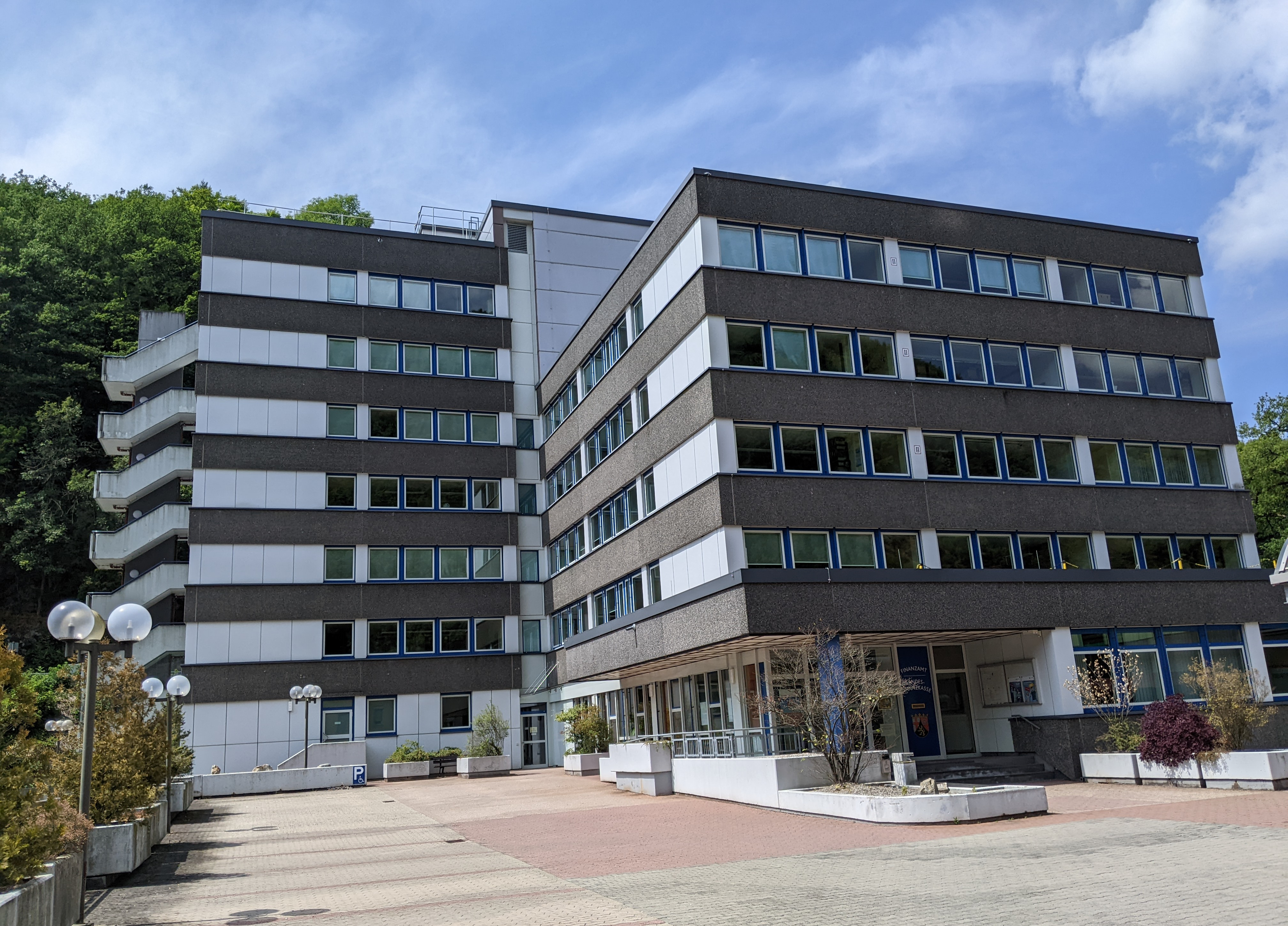
Finanzamt Idar-Oberstein

Kommunale Dienstleistungen sowie Aufgaben der unteren staatlichen Behörde (unter anderem Bauamt, Kfz-Zulassung etc.), die per Landesgesetz an die großen Kreisangehörigen Städte übertragen wurden, werden von der Stadtverwaltung Idar-Oberstein erbracht. Die Stadt ist weiterhin Sitz nachfolgender Behörden und Einrichtungen:
- Amtsgericht Idar-Oberstein, das zum Landgerichtsbezirk Bad Kreuznach gehört.
- AOK-Rheinland-Pfalz/Saarland Regionalkundencenter Idar-Oberstein
- Arbeitsagentur Idar-Oberstein, als Servicestelle des Bezirks Bad Kreuznach.
- Bundeswehr-Dienstleistungszentrum Idar-Oberstein
- DAK Regionalgeschäftsstelle
- Dekanat für die katholischen Gemeinden im Kreis Birkenfeld
- Finanzamt Idar-Oberstein, eine Behörde deren Zuständigkeit den gesamten Landkreis Birkenfeld umfasst.
- Gesundheitsamt für den Landkreis Birkenfeld in Idar-Oberstein.
- IHK-Regionalgeschäftsstelle für den Landkreis Birkenfeld
- Jobcenter für den Landkreis Birkenfeld
- Kriminalpolizeidirektion des Polizeipräsidiums Trier
- Hauptverwaltung der Kreissparkasse für den Landkreis Birkenfeld
- Landesbetrieb Mobilität Rheinland-Pfalz – Baubüro
- Landesbetrieb Liegenschafts- und Baubetreuung, früher Staatsbauamt Idar-Oberstein[46]
- Polizeiinspektion Idar-Oberstein.
- Verwaltungssitz des Kirchenkreises Obere Nahe
- Zollamt Idar-Oberstein

### Klinikum Idar-Oberstein
Die Klinikum Idar-Oberstein GmbH ist das größte Krankenhaus im Landkreis: Das aus den ehemaligen Städtischen Krankenanstalten hervorgegangene Schwerpunktkrankenhaus liegt im Stadtteil Göttschied. Die Stadt, der Landkreis, die Verbandsgemeinde Baumholder und die SHG-Gruppe sind Gesellschafter der GmbH. Aufsichtsorgan des Klinikums ist der Krankenhaus-Beirat der sich aus politischen Vertretern des Stadtrates und des Kreistages zusammensetzt. Außerdem wurde das ehemalige Krankenhaus Baumholder durch die GmbH übernommen, in dem der Fachbereich Geriatrie untergebracht ist, in dem auch eine Vielzahl von geriatrische Rehabilitation möglich ist. Daneben gibt es den Aufsichtsrat, der aus 15 Mitgliedern besteht. Der Landrat und der Oberbürgermeister der Stadt sind geborene Mitglieder, die anderen Mitglieder werden von Arbeitgeber- und Arbeitnehmerseite entsandt.
Das Krankenhaus verfügt über eine Krankenpflegeschule zur Ausbildung von Krankenschwestern und Krankenpflegern. Außerdem ist es akademisches Lehrkrankenhaus der Universität Mainz mit der Berechtigung Assistenzärzte zu Fachärzten auszubilden.
Es verfügt über die Fachabteilungen Allgemein- und Viszeralchirurgie, Anästhesie, Augenheilkunde, Diabetologie, Diagnostische und Interventionelle Radiologie, Gastroenterologie, Geburtshilfe, Gefäß- und Endovaskularchirurgie, Gynäkologie, Hals-Nasen-Ohrenheilkunde, Hämatologie, Intensivmedizin/Anästhesiologisch, Intensivmedizin/Innere Medizin, Internistische Onkologie, Kardiologie, Kinder- und Jugendmedizin/Pädiatrie, Kinder- und Jugendpsychiatrie, Kinder- und Jugendpsychosomatik, Kinder- und Jugendpsychotherapie. Seit 2011 ist eine zentrale Notaufnahme eingerichtet.
Das Klinikum ist umfassend zertifiziert. Die Stroke Unit wurde durch die Deutsche Schlaganfall-Gesellschaft (DSG) und die Stiftung Deutsche Schlaganfall-Hilfe zertifiziert. Die Einrichtung ist regionales Traumazentrum im Trauma-Netzwerk Saar-Lor-Lux-Westpfalz. Das Schlaflabor wurde nach den Vorgaben der Deutschen Gesellschaft für Schlafforschung und Schlafmedizin zertifiziert.

### Bildung

#### Kindertagesstätten
Gemäß § 13 Abs. 3 Kindertagesstättengesetz (KitaG) ist ab dem 1. August 2010 der Besuch des Kindergartens für Kinder in Rheinland-Pfalz vom vollendeten zweiten Lebensjahr an beitragsfrei. In der Stadt Idar-Oberstein ist eine Vielzahl an Kindertagesstätten vorhanden, deren Betreuungsangebot breit gefächert ist und ständig erweitert wird. Sieben Kindertagesstätten stehen in der Trägerschaft der Stadt, davon sind fünf als Ganztagseinrichtungen konzipiert. Weitere zehn Kindertagesstätten sind in der Trägerschaft der Kirchen, davon werden fünf als Ganztagseinrichtungen betrieben. Die Lebenshilfe Obere Nahe unterhält außerdem einen Förderkindergarten.

#### Schulen
Es gibt insgesamt sechs Grundschulen in Idar-Oberstein, davon sind fünf als Ganztagesschulen konzipiert und in der Trägerschaft der Stadt. Weiterhin unterhält die Stadt eine Realschule Plus.
In der Trägerschaft des Landkreises Birkenfeld sind eine kooperative Realschule Plus sowie die beiden Gymnasien, das Göttenbachgymnasium und das Gymnasium an der Heinzenwies. Zwei Förderschulen der Stadt haben die Förderschwerpunkte „Lernen“ und „Sprache“; die Peter-Caeser-Schule als dritte Förderschule hat den Schwerpunkt „ganzheitliche und motorische Entwicklung“.
Für die weiterführende spezialisierte Bildung gibt es die Berufsbildende Schule für Wirtschaft mit den Bildungsgängen Berufsschule, Berufsfachschule I und II, Höhere Berufsfachschule, Berufsoberschule I, Wirtschaftsgymnasium. Die Harald-Fissler-Schule ist eine Berufsbildende Schule für Technik mit den Bildungsgängen Technisches Gymnasium, Berufsoberschule I, Fachrichtung Technik, Fachschule für Edelstein- und Schmuckgestaltung, Fachschule Maschinentechnik, Fachschule Ernährung und Hauswirtschaft, Berufsfachschule I, Schwerpunkt Hauswirtschaft/Sozialwesen, Gesundheit/Pflege, Metalltechnik, Holztechnik, Berufsfachschule II, Schwerpunkt Hauswirtschaft/Sozialwesen, und Gesundheit/Pflege.

#### Hochschulstandort
Idar-Oberstein ist seit 1986 Hochschulstandort. Die international renommierte Fachrichtung Edelstein und Schmuck des Fachbereichs Gestaltung der Hochschule Trier bietet als einzige Bildungsstätte in Europa ein künstlerisch-wissenschaftlich orientiertes Designstudium im Bereich Edelsteine und Schmuck. Zusammen mit den beiden Berufsbildenden Schulen liegt es im „Schulzentrum Vollmersbachtal“.
- Die Johannes Gutenberg-Universität Mainz unterhält in Idar-Oberstein das Institut für Edelsteinforschung. Die Abteilung Edelsteinforschung gehört zur Lehreinheit Mineralogie im Fachbereich Geowissenschaften.[52]
- Die Hochschule Trier bietet an ihrem Standort Idar-Oberstein die Fachrichtung Edelstein- und Schmuckdesign an.

#### Spezialinstitute
- Die Deutsche Gemmologische Gesellschaft e. V. wurde 1932 gegründet und entwickelte sich zu einer international renommierten Institution der technisch-wissenschaftlichen Gemmologie (Edelsteinkunde). Die erfolgreiche Teilnahme an den DGemG-Bildungsgängen Edelsteinkunde und Diamantenkunde führt zu einer urkundlichen Bestätigung der erbrachten Prüfungsleistungen, die zur Beantragung der Fachmitgliedschaft in der Deutschen Gemmologischen Gesellschaft (F. G. G.) berechtigt. Mehr als 30.000 Lehrgangsteilnehmer aus 75 Ländern der Erde besuchten bisher die für die Ansprüche des Wirtschaftsbereiches Edelsteine und Schmuck konzipierten DGemG-Bildungsgänge.[53]
- Forschungsinstitut für mineralische und metallische Werkstoffe /Edelmetalle/Edelsteine (FEE) GmbH hat seinen Sitz in Idar-Oberstein. Das FEE ist spezialisiert auf die Kristallzucht und Herstellung optischer Elemente für Laser.[54]
- Die Deutsche Diamantprüflabor GmbH bewertet seit 1970 die Qualität geschliffener Diamanten. Als erstem Labor seiner Art in Deutschland und weltweit als zweitem Labor wurde der DPL von der Deutschen Akkreditierungssystem Prüfwesen GmbH, Berlin, offiziell attestiert, dass sie die Qualitätsbestimmung nach Farbe, Größe, Schliff und Proportion von Diamanten kompetent nach international anerkannten Standards durchführen kann.[55]

### Natürliche Edelsteinvorkommen
In den Geschäften und bei den Händlern der Stadt Idar-Oberstein können Edelsteine aus der ganzen Welt erworben werden, doch Auslöser für den Edelsteinhandel waren die natürlichen Achat-Vorkommen der Region:
- Achat
- Jaspis
- Bergkristall

### Verkehrsnetz

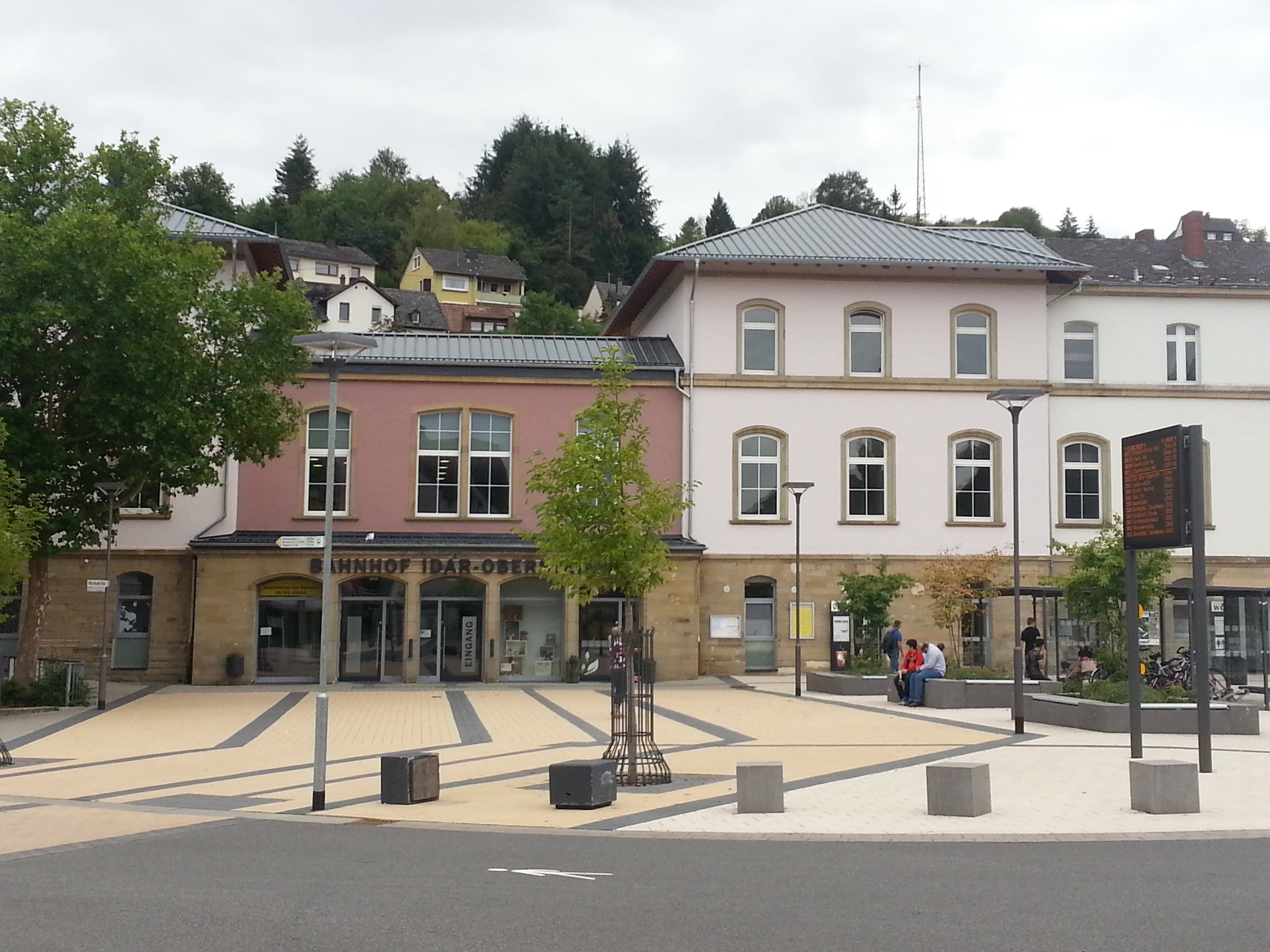
Bahnhof Idar-Oberstein nach der Sanierung 2018

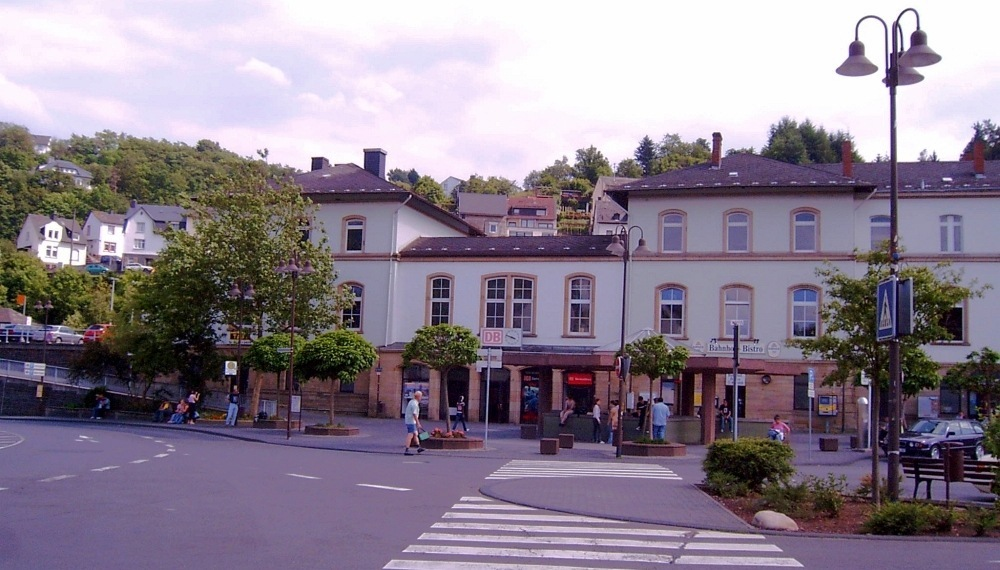
Bahnhof Idar-Oberstein vor der Sanierung

#### Öffentlicher Nahverkehr
Idar-Oberstein gehört dem Verkehrsverbund Rhein-Nahe (RNN) an, sodass man im Geltungsbereich einer Fahrkarte sowohl Bahnen als auch Busse nutzen kann.
Schienenverkehr
Idar-Oberstein liegt an der Nahetalbahn, über die das Rhein-Main-Gebiet (u. a. Frankfurt am Main und Mainz) sowie Saarbrücken erreicht werden können. Am Bahnhof Idar-Oberstein (bis 1933 Oberstein-Idar) halten Regionalexpress- und Regionalbahn-Züge. Zusätzlich gibt es noch den Regionalbahn-Haltepunkt Fischbach-Weierbach. Die Züge verkehren in alle Richtungen im Stundentakt. Der Nahe-Express fährt regelmäßig über Mainz Hbf bis Frankfurt (Main) Hbf. Die Züge wurden bis in das Jahr 2014 von der DB Regio Südwest betrieben. Seit Dezember 2014 fahren die Züge auf der Nahetalbahn im Auftrag der Vlexx GmbH. Gleichzeitig mit der Übernahme des Betriebes durch Vlexx wurde auch die stillgelegte Bahnstrecke Heimbach–Baumholder reaktiviert.
Früher fuhren internationale Schnellzüge wie der D 132 Frankfurt–Nancy, D 144 Wiesbaden–Paris und D 1328 Frankfurt–Paris (mit Schlafwagen) über die Schmuckstadt. Von 1985 bis 1991 fuhren noch zwei Fernzugpaare über Idar-Oberstein. Diese Verbindungen führen allerdings seit 1991, wie alle ICE/IC-Verbindungen, über Mannheim und Kaiserslautern.
Busverkehr
Für den Nahverkehr in Oberstein und Idar gab es von 1900 bis 1956 die Straßenbahn. Sie wurde ab 1932 durch Oberleitungsbusse ergänzt beziehungsweise später von diesen vollständig ersetzt. Heute fahren nur noch Omnibusse in Idar-Oberstein.
Im Stadtgebiet Idar-Oberstein gibt es einen Stadtverkehr aus acht Buslinien (Stand: August 2022), betrieben durch die Nahverkehrsbetriebe Birkenfeld GmbH, einer Bietergemeinschaft aus drei mittelständischen Busunternehmen. Der Stadtverkehr verkehrt Montag bis Freitag etwa zwischen 5 und 22 Uhr (Freitag bis 0 Uhr), Samstag von 6 bis 0 Uhr und Sonntag von 9 bis 22 Uhr.
Vom Busbahnhof Idar-Oberstein fahren zahlreiche regionale Buslinien ab. Während rund 80 Prozent der Buslinien durch die Firma Scherer Reisen – einem mittelständischen Busunternehmen aus Gemünden (Hunsrück) – erbracht werden, werden die restlichen 20 Prozent durch die Nahverkehrsbetriebe Birkenfeld angeboten, die auch den Stadtverkehr betreibt.
Seit der Angebotsausweitung im Busverkehr zum 1. August 2022 gibt es einen umfangreichen Abend- und Wochenendverkehr. Überregionale Bedeutung hat die seither eingerichtete Schnellbuslinie Idar-Oberstein – Thalfang – Trier, die im Stundentakt und mit Doppelstockbussen verkehrt.
Innerhalb des Landkreises Birkenfeld und somit auch in Idar-Oberstein kann der Busverkehr seit dem 1. August 2022 als Pilotprojekt für einen Euro je Tag am Wochenende genutzt werden.

#### Fernstraßenanbindung

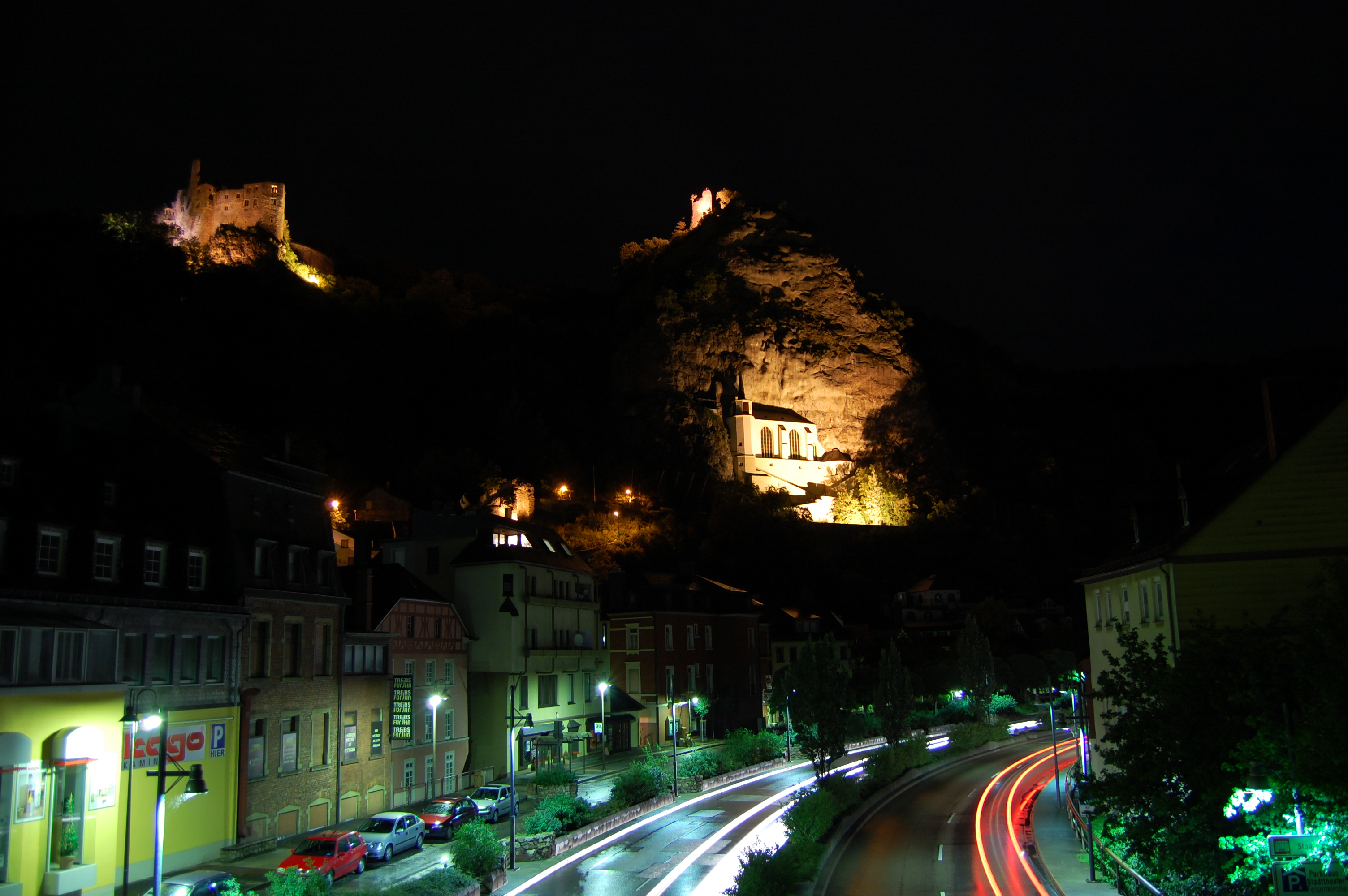
Blick auf die Nahehochstraße (B 41); links oben Ruine Schloss Oberstein, rechts oben Burgruine Bosselstein, darunter die Felsenkirche

Idar-Oberstein ist über die Bundesstraße 41 an die Zentren Saarbrücken und Mainz angebunden. Über sie kann die A 62 an der Anschlussstelle Birkenfeld erreicht werden oder über die Anschlussstelle Freisen bei Baumholder. Über die Kreuzung B 41 und B 270 kann die Anschlussstelle nach Kaiserslautern erreicht werden.
Durch den Ausbau der „Hunsrückspange“ soll die L 190 so aufgewertet werden, dass B 41 und B 50 (Hunsrückhöhenstraße) mit dem Hochmoselübergang verbunden werden.

#### Luftlandeplatz I-O/Göttschied
Der Flugplatz Idar-Oberstein/Göttschied liegt nördlich der Stadt zwischen dem Stadtteil Göttschied und den Nachbargemeinden Gerach und Hintertiefenbach und ist geeignet für Helikopter, Motorsegler, Segelflugzeuge, Ultraleicht und, ebenfalls nach vorheriger Anmeldung Fallschirmspringer. Der Aero-Club Idar-Oberstein e. V. ist am Flugplatz angesiedelt. Im Jahr 2010 taufte der Verein ein Ultraleichtflugzeug vom Typ Dynamic WT9 auf den Namen Idar-Oberstein.

### Medien in Idar-Oberstein

#### Presse
- Nahe-Zeitung (Regionalausgabe der Rhein-Zeitung); erscheint Montag bis Samstag
- Stadtfacette Idar-Oberstein; erscheint wöchentlich
- Wochenspiegel Idar-Oberstein; erscheint wöchentlich
- Hunsrückspiegel; erscheint monatlich
- FAN (Musikmagazin); erscheint unregelmäßig
- Regionalexpress (Heimatmagazin); erscheint unregelmäßig

#### Rundfunk
- Radio Idar-Oberstein; 24-Stunden-Vollprogramm auf der Frequenz 87.6
- Bürgerfernsehen naheTV; ein im Kabelnetz empfangbarer offener Kanal
- Sendeanlagen: SWR-Sender Nahetal, Sender Idar-Oberstein-Hillschied

#### Telemedien
- Stadt.Land.News. ; ein lokales Onlinenachrichtenportal

### Messestandort

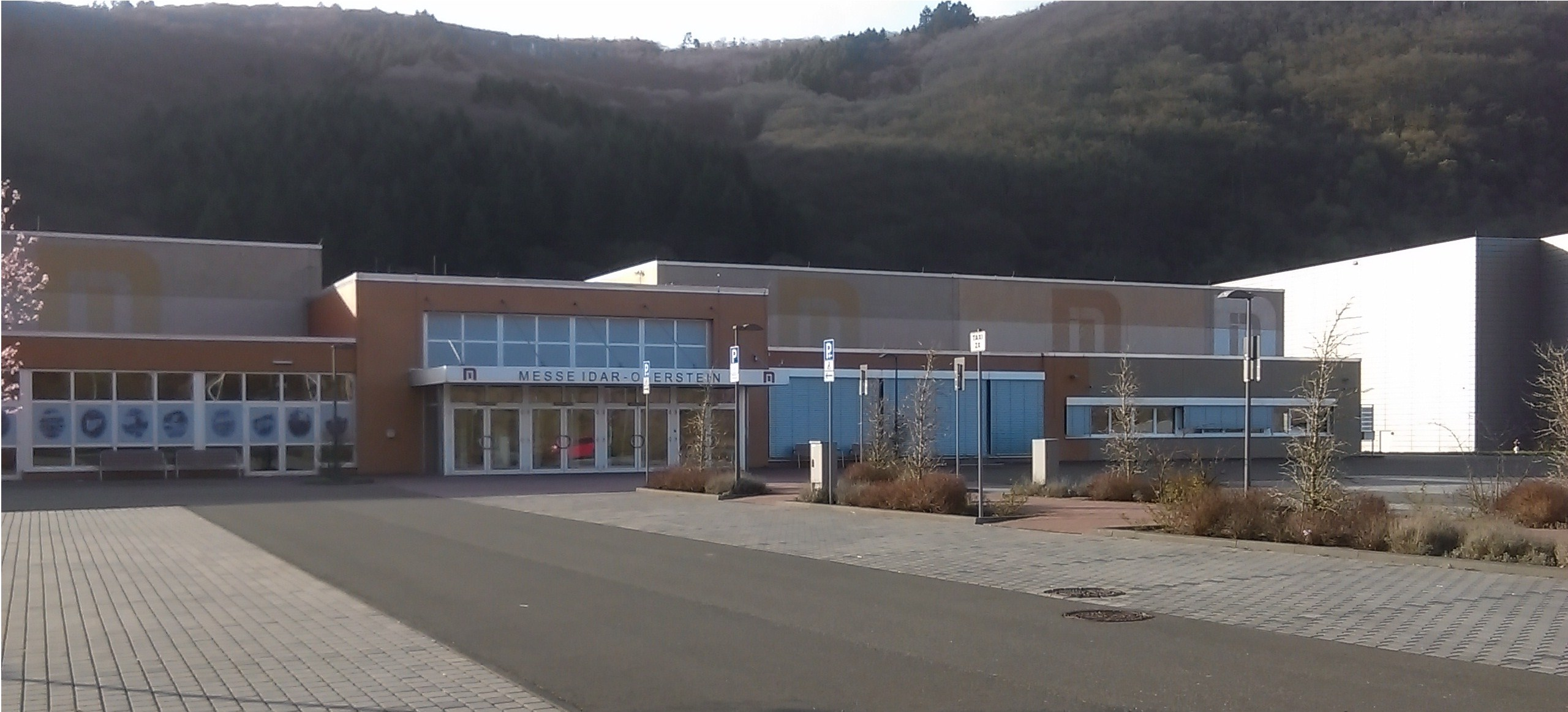
Haupteingang der Messe Idar-Oberstein

Im Jahr 2009 wurde das Messegelände Idar-Oberstein eröffnet. In drei Hallen mit Flächen zwischen 200 und 5000 Quadratmeter finden Messen, Konzerte und Tagungen statt. Marktstrategisch taucht die Messe unter dem Logo MIO auf. Sie barrierefrei. In den ersten fünf Jahren zählte die Messe 300.000 Besucher.
Die INTERGEM ist dabei die größte Fachmesse. Sie ist eine internationale Messe für Edelsteine, Edelsteinschmuck und Edelsteinobjekte. Ein weiterer Höhepunkt ist die Tattoo-Convention. Dabei handelt es sich um eine Körperkunstveranstaltung, die Kunstwerke präsentiert und neueste Entwicklungen im Bereich der Tattoos darstellt.
Jährlich findet die ursprünglich vom Wirtschaftsförderverein Idar-Oberstein initiierten Idar-Obersteiner Wirtschaftstage statt. Darüber hinaus wurde schon Parteitage als große Landeskonferenzen abgehalten und Großveranstaltungen wie der Besuch des Schlager-Duo „Die Amigos“, der Rockgruppe SAGA und des Comedian Kaya Yanar.

## Religion und Philosophie
Christliche Kirchen
Idar-Oberstein liegt im Bistum Trier und gehört dem Dekanat Birkenfeld an, das seinen Sitz im Stadtbereich „Rilchenberg“ in Idar-Oberstein hat. Auf dem Gebiet der Stadt liegen die drei römisch-katholischen Gemeinden St. Peter und Paul im Stadtteil Idar, St. Walburga in Oberstein, die katholische Gemeinde in Weierbach und die Garnisonskirche St. Barbara auf dem Rilchenberg.
Die evangelischen Gemeinden gehören dem Kirchenkreis „Obere Nahe“ an. Er ist Teil der Evangelischen Kirche im Rheinland, die wiederum eine Landeskirche der evangelischen Kirche in Deutschland ist. Der Verwaltungssitz des Kirchenkreises Obere Nahe liegt im Stadtbereich „Vollmersbachtal“. Im Stadtgebiet bilden Idar, Oberstein, Göttschied, Weierbach, Georg-Weierbach, Nahbollenbach und Kirchenbollenbach eigene Kirchengemeinden. Auf dem Rilchenberg steht die evangelische Garnisonskirche.
Die freie evangelische Gemeinde mit einem Sitz in der Hauptstraße gehört nicht der Evangelischen Kirche in Deutschland an, sondern dem Bund freier evangelischer Gemeinden.
In der alten Gewerbehalle im Stadtteil Idar unterhält der Bund Freikirchlicher-Pfingstgemeinden ein christliches Begegnungszentrum. Die Kirchengemeinde beschreibt sich selbst als Freikirche, die ebenfalls nicht der evangelischen Kirche in Deutschland angehört.
Zeugen Jehovas
Im Haus „Königreichssaal“ unterhalten die Zeugen Jehovas in Idar-Oberstein eine Gemeinde.
Islamische Gemeinde

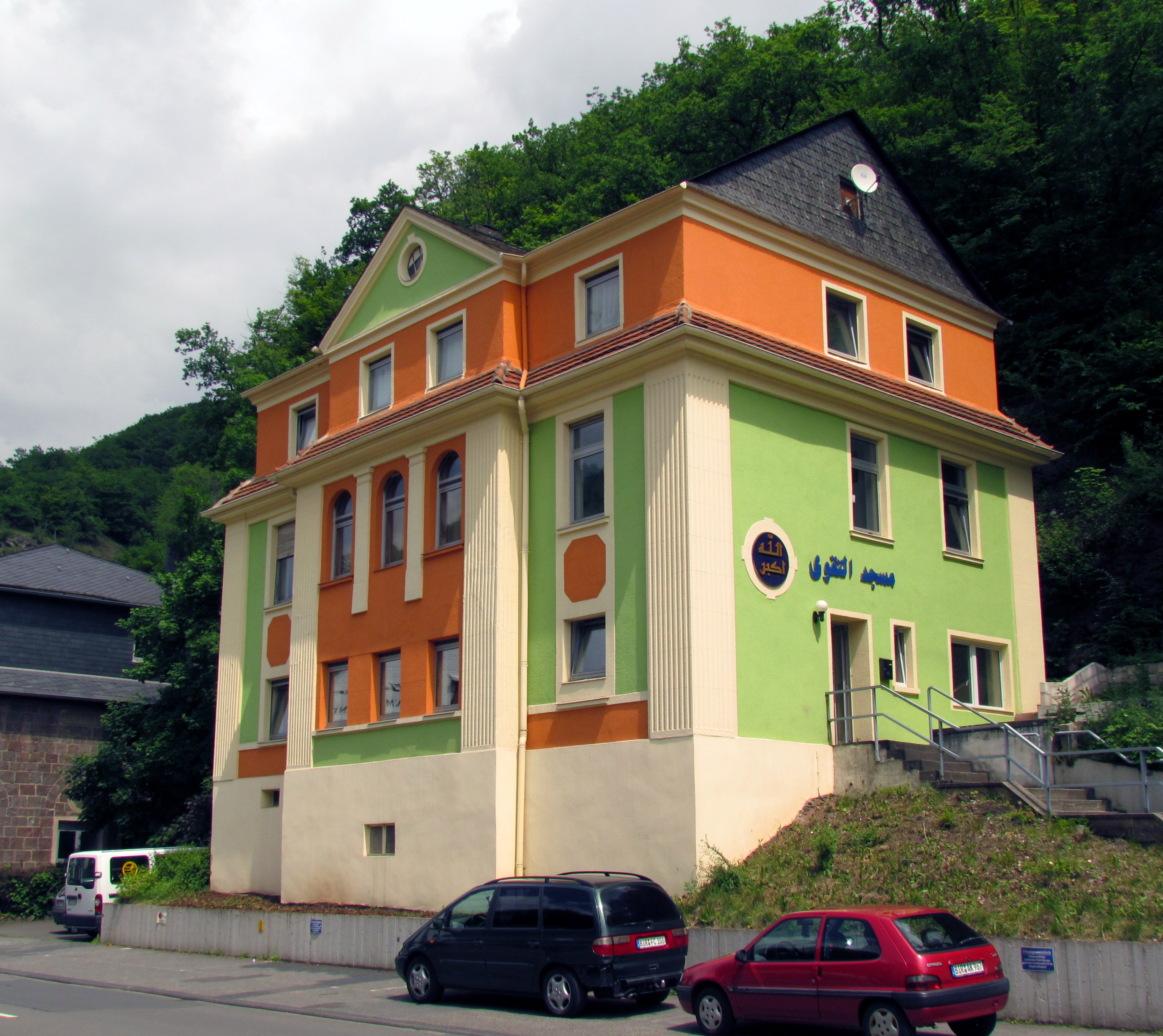
Moschee Idar-Oberstein

Die Islamische Glaubensgemeinschaft Jamaah Al-Taqwa unterhält eine Moschee in Idar-Oberstein. Die Gemeinde besteht seit 1996 in der Rechtsform eines Vereins. Durch den internationalen Charakter des Edelsteinhandels ist die islamische Gemeinde sehr vielfältig; es finden Moslems aus 29 Ländern der Erde zu den Gebeten zusammen. Die Freitagspredigt (Chutba) wird in Deutsch und Englisch gehalten.
Israelitische Religion

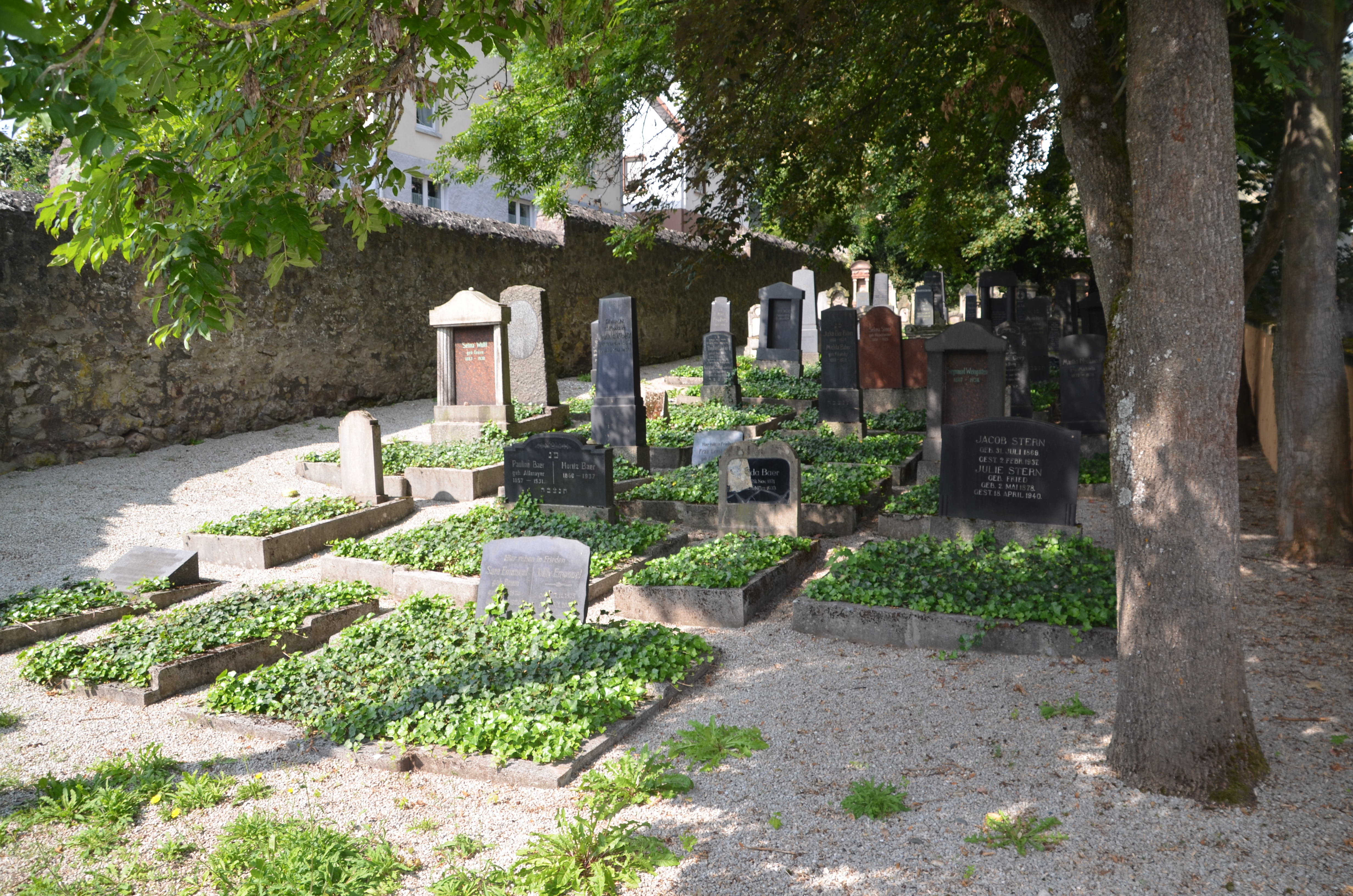
Jüdischer Friedhof Oberstein

In Idar-Oberstein gibt es keine eigene jüdische Gemeinde mehr, die jüdischen Einwohner Idar-Obersteins sind der Gemeinde in Bad Kreuznach angeschlossen. Beim Novemberpogrom 1938 wurde die Synagoge in der Austraße in Brand gesetzt und zerstört. Vorher gehörte die jüdische Gemeinde zum Landesrabbinat Birkenfeld mit Sitz in Hoppstädten. Die Gemeindemitglieder emigrierten oder wurden während der NS-Herrschaft deportiert. In den Stadtteilen Oberstein, Nahbollenbach und Weierbach gibt es drei jüdische Friedhöfe in unterschiedlichem Erhaltungsstand. Neben dem jüdischen Friedhof in Oberstein steht eine Aussegnungshalle, die renoviert und als Ort der Begegnung genutzt werden soll. Im Jahr 2002 wurde neben dem deutschen Mineralienmuseum ein aus drei Steinblöcken gebildetes Mahnmal errichtet, auf dem die Namen aller ermordeten und verschleppten jüdischen Bürger niedergeschrieben sind. Weiterhin sind im ganzen Stadtgebiet Stolpersteine verlegt.
- Liste der Stolpersteine in Idar-Oberstein

Freireligiöse Gemeinde
Am 10. Dezember 1876 wurde unter dem Namen „Deutschkatholische (Freireligiöse) Gemeinde Oberstein“ die freireligiöse Gemeinde Idar-Oberstein gegründet. Seit dem 18. Dezember 1962 hat sie den Status einer Körperschaft des öffentlichen Rechts. Sie hat eine demokratische Struktur, die in ihrer Gemeindeverfassung niedergeschrieben ist. Das Gemeindehaus steht in der Mainzer Straße.
Freimaurerloge
1869 wurde die Freimaurerloge „Zum Felsentempel“ gegründet. Das Logengebäude steht in der Hauptstraße. Die Loge führt die Kennziffer 424 und ist Teil der Vereinigten Großlogen von Deutschland. Das Bijou der Mitglieder zeigt eine besondere Stilisierung der Felsenkirche. Die Loge führt die Rechtsform eines Vereins und ist beim Amtsgericht Bad Kreuznach registriert. Mitglied können nur Männer werden, die die alten Pflichten und Grundwerte der Freimaurer akzeptieren und von der Logenversammlung aufgenommen werden. Während der NS-Diktatur war das Logengebäude beschlagnahmt worden und die Freimaurer mussten ihre Aktivitäten einstellen. Erst 1947 kam es zu einer Wiedergründungsversammlung der Freimaurer.

## Garnisonsstadt und Artillerieschule der Bundeswehr

### Einzug des Militärs

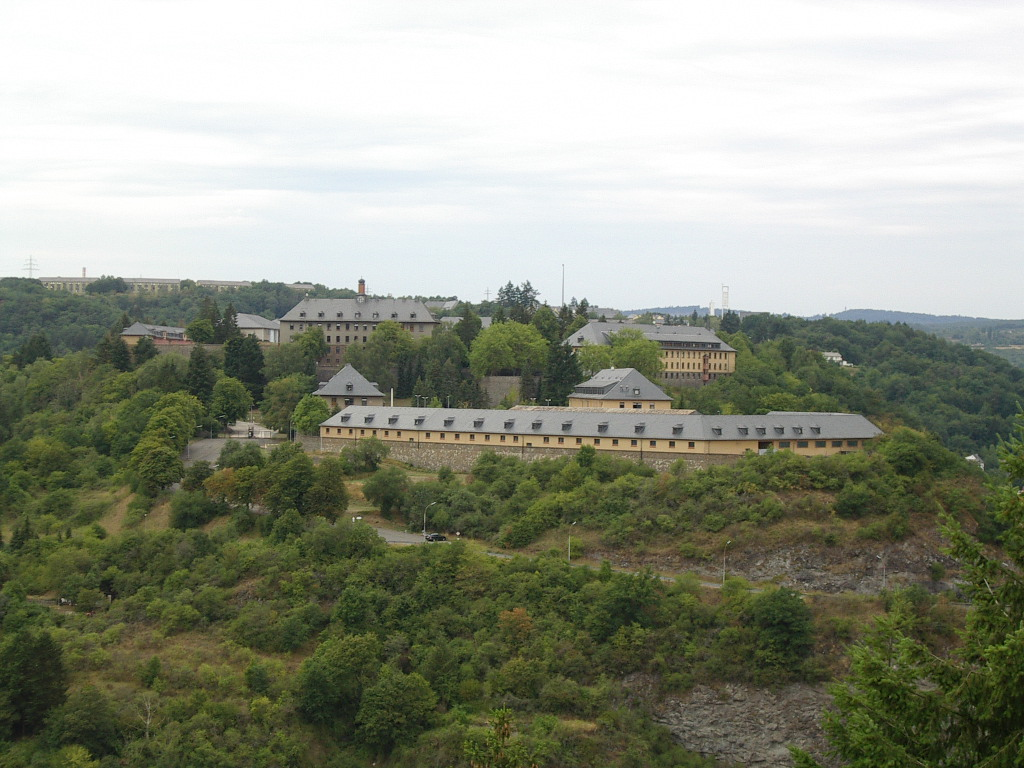
Klotzberg-Kaserne

Truppenteile der Wehrmacht wurden 1938 in zwei neuerrichteten Kasernen stationiert. Zu ihrer Versorgung wurde zudem ein Depot im Stadtteil Nahbollenbach gebaut. Seitdem ist Idar-Oberstein Garnisonstadt. Eine Kaserne lag „auf dem Klotz“ und erhielt den Namen „Klotzberg-Kaserne“. In Algenrodt wurde die zuerst fertiggestellte Artillerie-Kaserne an die III. Abteilung des Artillerie-Regiments 34 (ehemaliges 2. Ober-Elsässisches Feldartillerie-Regiment Nr. 51 aus Straßburg) übergeben und noch 1938 in „Straßburg-Kaserne“ umbenannt. Im Stadtteil Hohl wurde die für die Franzosen gebaute und von diesen nie genutzte „Hohl-Kaserne“ durch die Wehrmacht in Betrieb genommen.
Nach dem Zweiten Weltkrieg nutzten US-amerikanische Truppen die Straßburg-Kaserne und das Depot in Nahbollenbach. Französische Truppen waren in der Hohl-Kaserne stationiert und verließen die Stadt 1952.

### NATO und Bundeswehr
Ab 1956 kehrte das deutsche Militär zurück. In der Klotzberg-Kaserne wurde die Artillerieschule des Heeres aufgestellt. Diese verlegte Ende der 1960er Jahre in die neugebaute Rilchenberg-Kaserne. Hier – und zeitweise auch in Baumholder – erhielten Artilleristen aller Dienstgrade ihre militärische Aus- und Weiterbildung. Die Klotzberg-Kaserne wurde als Teil der Einrichtung Artillerieschule weitergenutzt. 1957 wurde die Hohl-Kaserne von der Bundeswehr wieder in Dienst genommen. In ihr wurde die Beobachtungslehrbatterie 373 untergebracht. 1981 wurde das Artillerielehrregiment 5 gegründet.

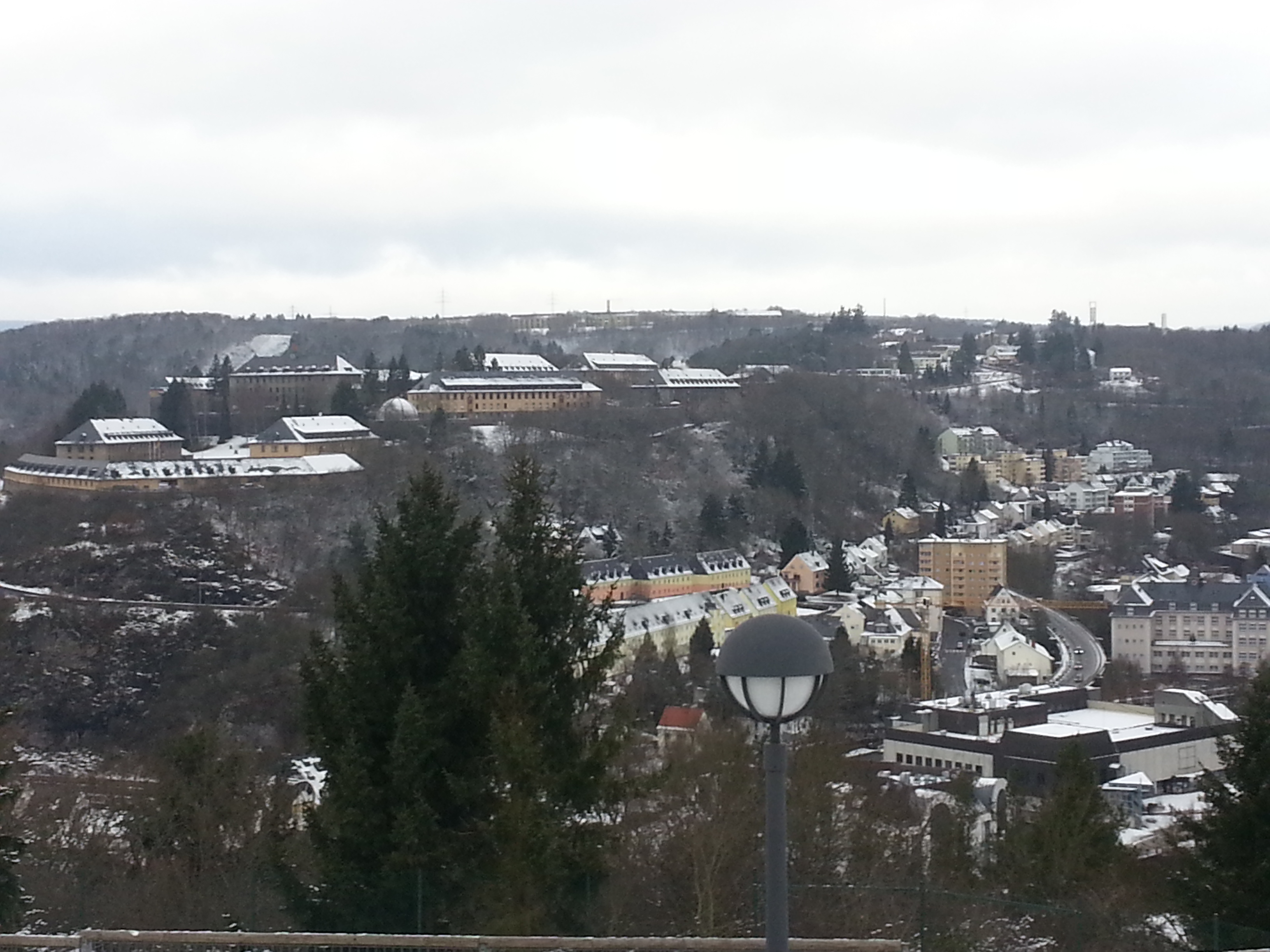
Winteransicht der Kasernen

Im September 2003 wurden in der Rilchenbergkaserne neue Internatsgebäude sowie neue Lehrsäle eingeweiht, so dass heute sowohl Unterkünfte in der Qualität Kaserne 2000 als auch ein modern ausgestattetes Ausbildungszentrum mit Audio-, Video- und Simulationstechniken vorhanden ist. Weiterhin verfügt die Rilchenberg-Kaserne über einen modernen Sportplatz und ein Hallenschwimmbad mit einem 3-Meter-Sprungturm. In der Klotzberg-Kaserne war noch bis zum 31. März 2003 das Beobachtungspanzerartillerielehrbataillon 51 stationiert. Nach dessen Auflösung folgte das Sprachausbildungszentrum für Offizieranwärter. 1998 wurde die Panzerhaubitze 2000 in der Bundeswehr eingeführt. Sie gilt als modernste Waffe ihrer Art. Die Ausbildung erfolgt in Idar-Oberstein, auch unter Nutzung eines Simulators. 2006 wurde das Offizieranwärterbataillon Idar-Oberstein aufgestellt und zum 31. Dezember 2012 aufgelöst. Die US-Streitkräfte zogen 2008 ihre letzten Truppen aus der Straßburg-Kaserne ab und gaben diese Einrichtung an die Bundesrepublik Deutschland zurück. Die Hohl-Kaserne wurde 2013 verkauft und zurückgebaut. Sie war einige Jahre zuvor von der Bundeswehr geräumt worden. Das US-Depot in Nahbollenbach wurde ebenfalls rückgebaut und ist heute das Gewerbegebiet Nahetal an der B 41.

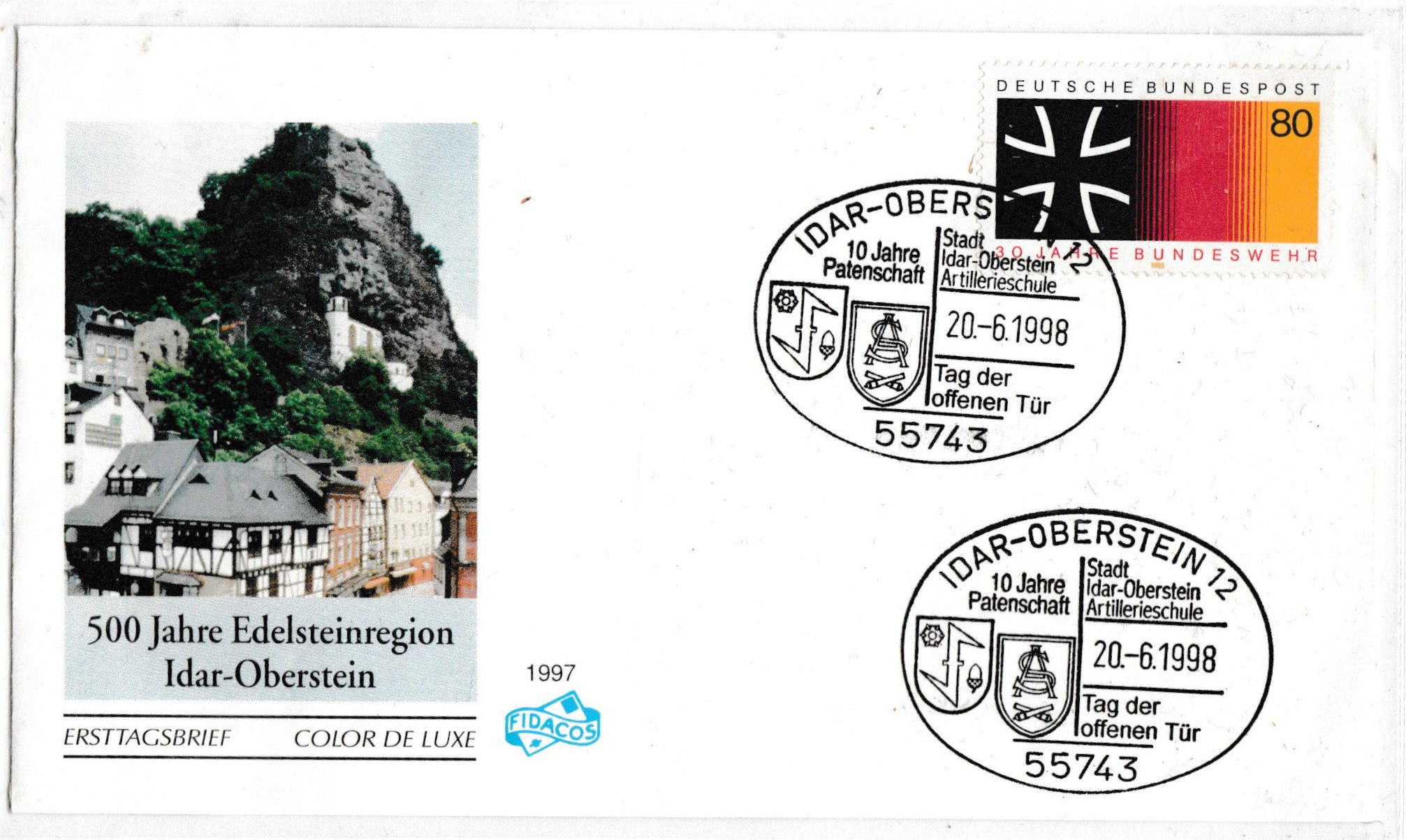
Ersttagsbrief von 1998, er zeigt die 10-jährige Patenschaft der Artillerieschule der Bundeswehr mit der Stadt Idar-Oberstein.

### Das Militär und die Bevölkerung
Am 12. Juni 1988 beschloss der Stadtrat, der Bundeswehr eine offizielle Patenschaft der Stadt für die Artillerieschule anzubieten. Die Patenschaftsurkunde wurde am 12. Juni 1988 unterzeichnet. 2023 wurde das 35-jährige Bestehen der Patenschaft gefeiert.
In der Stadt besteht der Verein „Freundeskreis der Artillerietruppe e. V.“ dessen Zweck u. a. das Zusammenarbeiten mit wissenschaftlichen Institutionen ist sowie die „Gesellschaft für Artilleriekunde e. V.“. Auch besteht eine Unteroffizierskameradschaft der Bundeswehr sowie die „Artilleristenkameradschaft Idar-Oberstein e. V.“, die das Kasino mit Blick auf das Nahetal betreibt. Die „DLRG-Ortsgruppe Bundeswehr Idar-Oberstein“ ist ein ziviler Verein, der das Standorthallenbad für seine Arbeit nutzt. Von der DLRG ausgebildete Soldaten gewannen mehrmals den Preis „schwimmen und retten“.
Im Jahr 1998 beschloss der Stadtrat die Anbringung eines zusätzlichen Ortsschildes mit der Aufschrift „Hauptstadt der deutschen Artillerie“. Nach kritischen Einwänden aus der Wirtschaft, unter anderem der örtlichen Industrie- und Handelskammer und Teilen aus der Bevölkerung wurde auf die Anbringung der Schilder verzichtet.

### Neuausrichtung der Bundeswehr
Im Zuge der Neuausrichtung der Bundeswehr wurde die Artillerieschule mit Wirkung vom 1. Juli 2015 in den Ausbildungsbereich Streitkräftegemeinsame Taktische Feuerunterstützung/Indirektes Feuer (AusbBer STF/IndirF) umbenannt und umgegliedert sowie dem damaligen Ausbildungszentrum Munster unterstellt. Bereits 2014 wurde daher die Rilchenberg-Kaserne in Artillerieschule umbenannt, um den Traditionsnamen zu erhalten. Zum 1. April 2021 wurde der Ausbildungsbereich Streitkräftegemeinsame Taktische Feuerunterstützung/Indirektes Feuer in Artillerieschule rückbenannt und das übergeordnete Ausbildungszentrum Munster in Panzertruppenschule. Das Artillerielehrbataillon 345 aus Kusel wurde Ende 2014 in die Klotzberg-Kaserne verlegt. Der Standort Idar-Oberstein wird seit der Bundeswehrreform als multinationales Ausbildungs- und Übungszentrum für verbündete Streitkräfte aus ganz Europa genutzt, die mit dem Konzept „Streitkräftegemeinsame taktische Feuerunterstützung“ ausgebildet werden und sich aus Kostengründen die dazu nötige Infrastruktur nicht selbst anschaffen können. Sitz des Ausbildungszentrums bleibt die Kaserne Artillerieschule. Für die Ausbildung wird der 14 Kilometer entfernte Truppenübungsplatz Baumholder benutzt. Neben der Artillerieschule sind ein Bundeswehr-Dienstleistungszentrum, ein Sanitätsversorgungszentrum  und eines von 24 Mobilitätszentren des BwFuhrparkService am Standort.

## Ehrenauszeichnungen der Stadt

### Goldene Ehrennadel
Die Goldene Ehrennadel der Stadt Idar-Oberstein wird auf Beschluss des Stadtrates an Persönlichkeiten vergeben, die sich um das Gemeinwohl in besonderem Maß verdient gemacht haben. Dazu gehörte unter anderem der Gebürtige, vor dem Wechsel vom Stadtoberinspektor mit den Schwerpunkten des 'Schul- und Kulturdezernenten' aus seiner Heimatstadt Idar-Oberstein in das Bundesinnenministerium Bonn (BMI) berufene, Regierungsoberinspektor, Dipl.-Verw.-Wirt, BGM a. D. Hans Kunert (* 18. Dezember 1923; † 11. Januar 2016); auch bekannt als der „Menne vom Homerich“ (siehe auch weitere Biographien). Die Verleihung der Ehrennadel erfolgt jährlich auf dem Neujahrsempfang der Stadt.

### Kulturpreis
Der Kulturpreis der Stadt für Verdienste im besonderen Maß um die Förderung der Kultur und Kunst ist mit einer Geldsumme von 2500 Euro dotiert. Die Auszeichnung wird ebenfalls auf dem Neujahrsempfang in der Messehalle verliehen.

## Deutscher Schmuck- und Edelsteinpreis
Der Deutsche Schmuck- und Edelsteinpreis wird jährlich vom Bundesverband der Edelstein- und Diamantindustrie mit Sitz in Idar-Oberstein ausgeschrieben. Junge Künstler können ihre Werke einer international-prominent besetzten Jury vorstellen und den Preis gewinnen. Im Vordergrund steht die Edelsteingestaltung. Erlaubt sind ungefasste Edelsteine, der Edelstein im Schmuckstück (hier dürfen nur Edelmetalle verwendet werden), das Edelsteinobjekt und die Edelsteinskulptur. Die Verwendung von Synthesen ist nicht zugelassen.
Er ist mit einem Gesamtwert von 8000 Euro dotiert. Die Preisverleihung erfolgt im Stadttheater Idar-Oberstein und wird regelmäßig von prominenten Personen moderiert.

## Personen und Persönlichkeiten

### Ehrenbürger
- Otto Decker, seit 22. Dezember 1947
- Harald Fissler (1925–2013), seit 27. Januar 1995
- Ida Purper (1847–1937), Ehrenbürgerin von Idar seit 24. Februar 1922

### Bruce Willis – Sonderbotschafter der Stadt
Im Jahr 2007 ernannte die Stadt Idar-Oberstein den amerikanischen Schauspieler Bruce Willis zu ihrem Sonderbotschafter. Er wurde im Jahre 1955 in Idar-Oberstein als Sohn des US-Soldaten David Willis und der Deutschen Marlene aus Kaufungen bei Kassel geboren. Während der Deutschland-Premiere des Films Stirb langsam 4.0 wurde ihm in Berlin eine 25 kg schwere, mit einem Widmungsschild versehene Amethystdruse durch Vertreter der Stadt überreicht, die sein neues Amt symbolisiert.

### Söhne und Töchter der Stadt
- Werner Albl (* 1965), Generalmajor des Heeres der Bundeswehr
- Heinz Amberger (1907–1974), Historiker
- Gunter Arentzen (* 1972), Schriftsteller
- Anne Begenat-Neuschäfer (1953–2017), Romanistin
- Hans-Egon Bender (* 1933), Jurist, Richter am Bundessozialgericht
- Walter Bender (1903–1986), Politiker (FDP)
- Jakob Bengel, Fabrikant
- Juliana Blasius (1781–1851), Räuberbraut des Schinderhannes aus dem heutigen Stadtteil Weierbach
- Rainer Blatt (* 1952), Physiker
- Frank Bongardt (* 1972), Profisportler, Welt- und Europameister im Kickboxen
- Peter Caesar (1939–1999), Politiker (FDP) und Jurist, ehem. rheinland-pfälzischer Justizminister
- Otto Conradt (1897–1969), Journalist, Chronist, Schriftsteller und Bibliothekar
- Bernd Cullmann (1939–2025), Leichtathlet und Goldmedaillengewinner der Olympischen Spiele 1960
- Walther Dörr (1879–1964), Jurist und Politiker, Landtagsabgeordneter
- Helmut Dreher (1932–1984), Leichtathlet, Vize-Europameister 4-mal-400-Meter-Staffel
- Volker Erbes (* 1943), Schriftsteller
- Carl Philipp Euler (1828–1901), Sportpädagoge, Didaktiker, Schriftsteller
- Philipp II. von Daun-Oberstein (1463–1515), Erzbischof von Köln
- Thomas A. Ruhk (* 1973), Schriftsteller
- Thorsten Faas (* 1975), Politikwissenschaftler
- Elke Ferner (* 1958), Politikerin (SPD)
- Joelle Franzmann (* 1978), Triathletin
- Leonhard Goffiné (1648–1719), katholischer Geistlicher und Verfasser der „Christkatholischen Handpostille“
- Lennart Grill (* 1999), Fußballspieler
- Rolf Henn alias „Luff“ (* 1956), Karikaturist
- Frank Heimig (* 1965), Arzt und Medizincontroller
- Edeltraut Herder (1918–2004), Schriftstellerin
- Ann Höling (1925–2005), Schauspielerin
- Ernst Rudolf Huber (1903–1990), Jurist und Rechtshistoriker
- Thomas Jung (1957–2022), Politiker (AfD)
- Emil Kirschmann (1888–1949), Politiker (SPD)
- Maria Basina Kloos (* 1940), Ordensschwester. Sie war in zwei Amtsperioden Generaloberin der Waldbreitbacher Franziskanerinnen.
- Ottmar Kohler (1908–1979), Chirurg und ärztlicher Direktor, wurde als Arzt von Stalingrad bekannt
- Eugen Kröner (1861–1917), Homöopath
- Paul Landsmann, Politiker (CDU), Bürgermeister und Beigeordneter der Stadt
- Walter Lichtenberger (1906–2000), Jurist und Politiker (CDU), Mitglied der Beratenden Landesversammlung RLP
- Herbert Loch (1886–1975), General der Artillerie
- Werner Loch (1928–2010), Pädagoge und Professor für Pädagogik
- Andreas Ludwig (* 1961), Politiker (CDU)
- Franz Mayer (* 1968), Rechtswissenschaftler
- Kurt-Ulrich Mayer (* 1950), Politiker (CDU), Professor und Präsident der Sächsischen Landesanstalt für privaten Rundfunk und neue Medien (SLM)
- Erich Meng (1912–1940), Fußballspieler
- Richard Meng (1915–1965), Fußballspieler
- Holger Müller (* 1969), Komiker („Ausbilder Schmidt“)
- Stefan Münz (* 1960), Informatiker und Autor („SELFHTML“)
- Otto Nitze (1924–1988), Komponist und Kapellmeister
- Reiner Prass (* 1958), Historiker
- Axel Redmer (* 1951), Jurist, Politiker (SPD) und Schriftsteller
- Max Rupp (1908–2002), Maler
- Wolfgang Schorlau (* 1951), Schriftsteller
- Thomas Schröder (1941–2020), Journalist
- Markus Schupp (* 1966), ehemaliger Profifußballer
- Joachim Schultz (* 1949), Romanist, Schriftsteller, Übersetzer und Herausgeber
- Claudia Schüßler (* 1967), Rechtsanwältin und Politikerin (SPD)
- Michael von Scotti (* 1941), Generalmajor des Heeres der Bundeswehr
- Tanja Selzer (* 1970), Malerin
- Daniel Spenst (* 1991), Profi-Computerspieler
- Willi Georg Steffen (1902–1977), Diplomat im Vorderen Orient
- Werner Weber (1906–1975), Mathematiker
- Martin Weller (* 1958), Mundartsänger
- August Wild (1881–1953), Politiker (SPD/USPD/KPD/SAP), Landtagsabgeordneter
- August Rudolf Wild (1891–1956), Edelsteingraveur und Gemmenschneider
- Rudolf Wild-Idar (1871–1960), Kunstmaler
- Wilhelm Herbert Wild (1886–1969), NSDAP-Kreisleiter, oldenburgischer Regierungspräsident und preußischer Landrat
- Bruce Willis (* 1955), US-amerikanischer Schauspieler
- Bernd Witte (1942–2022), Literaturwissenschaftler (Germanist)

## Varia

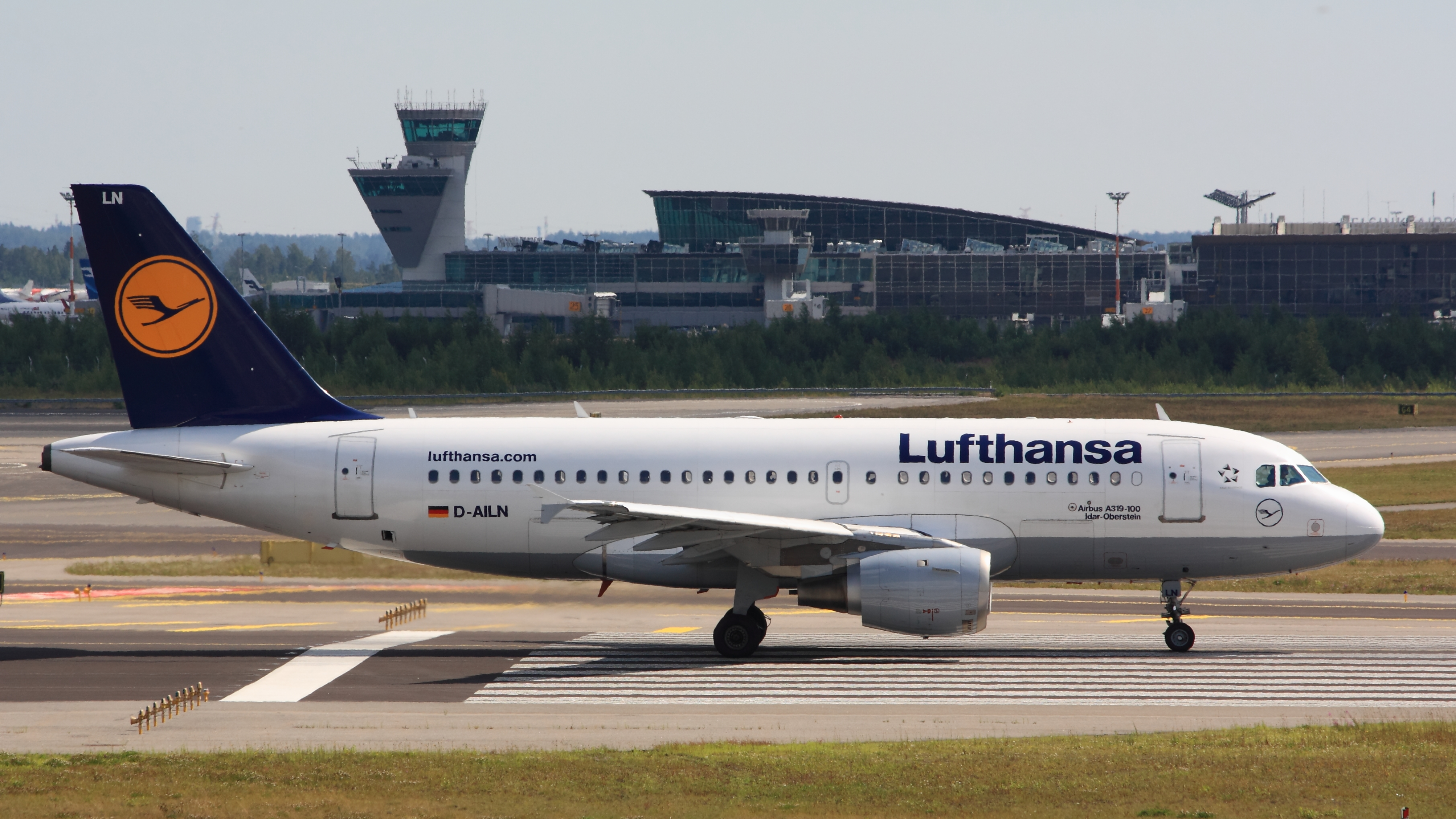
D-AILN Airbus mit dem Namen „Idar-Oberstein“

Im Jahr 1997 wurde ein Airbus A319 der Deutschen Lufthansa AG auf den Namen „Idar-Oberstein“ getauft. Die Taufurkunde hängt in der Stadtverwaltung Idar-Oberstein.
Im heutigen Stadtteil Idar hielten sich um 1790 die Eltern des Räubers Johannes Bückler (1777–1803), genannt Schinderhannes, auf. Der Stadtteil Oberstein war 1796 Schauplatz eines der ersten Vergehen des Schinderhannes. Dort vertrank er in einer Gastwirtschaft das Geld (1 Louisdor) des Gastwirts Koch aus Veitsrodt, für den er Branntwein hätte kaufen sollen. Aus dem heutigen Stadtteil Weierbach stammt Juliana Blasius (1781–1851), die Geliebte des Schinderhannes.
Zu Beginn des 19. Jahrhunderts wanderten viele Menschen aus der Region nach Südamerika aus. Im Jahr 1827 entdeckten diese Auswanderer in Rio Grande do Sul/Brasilien die wichtigsten Achatvorkommen der Erde. Schon 1834 erreichte Idar und Oberstein die erste Lieferung aus Rio Grande do Sul. Diese brasilianischen Achate zeichneten sich im Gegensatz zu den hiesigen Achaten durch besonders gleichmäßige Lagen aus. Deshalb eigneten sie sich gut für die Gravur von Gemmen.
Idar-Oberstein war am 18. September 2021 Schauplatz eines bundesweit beachteten Mordes: Ein 49-jähriger Deutscher erschoss einen 20-jährigen Verkäufer aus Wut darüber, dass dieser ihn an die Pflicht zum Tragen eines Mund-Nasen-Schutzes erinnert hatte. Der Täter gab im ersten Verhör an, er lehne die Schutzmaßnahmen gegen die Coronapandemie ab und habe „ein Zeichen setzen“ wollen.